# Straatfotografie
Straatfotografie is een fotografiegenre waarbij mensen op publieke plaatsen zoals straten, parken en metrostations gefotografeerd worden zonder dat ze zich daar bewust van zijn. Het is een kunstzinnige vorm van candidcamerafotografie die natuurlijke in plaats van geposeerde foto’s oplevert. Straatfotografie blijft evenwel een moeilijk te definiëren genre, omdat het zich op het kruispunt bevindt van documentaire fotografie, het toeristisch kiekje en het fotojournalisme dat zich op faits divers richt. Straatfotografie is verwant aan documentaire en journalistieke fotografie, met dit verschil dat niet de inhoud, maar de kunst van het fotograferen primeert. Een straatfotograaf werkt ook niet in opdracht en gaat als een vrijbuiter op jacht naar een unieke foto die op het intuïtief juiste moment wordt genomen: "le moment décisif" van Henri Cartier-Bresson. Het primaire doel is expressief: een subjectieve indruk geven van de ervaring van het dagelijkse leven in een stad.
Hoewel straatfotografie reeds beoefend werd van in het begin van de fotografie, legden pioniers als Eugène Atget en Henri Cartier-Bresson in de 20e eeuw de basis voor straatfotografie als kunstvorm. De ontwikkeling van kleinbeeldcamera's met 35-film. midden jaren twintig – en in het bijzonder de Leica met meetzoekersysteem – betekende een grote stimulans voor de straatfotografie.
Straatfotografen werken typisch met lichtsterke, compacte fototoestellen die minder opvallen dan spiegelreflexcamera’s met luidruchtig opklappende spiegels en grote objectieven. Hoewel het geen vaste regel is, wordt bij deze vorm van fotografie vooral in zwart-wit gewerkt, met zowel digitale als analoge toestellen. Ook de keuze voor het type objectief dat wordt gebruikt varieert nogal; een straatfotograaf geeft gewoonlijk de voorkeur aan een objectief met een brandpuntsafstand van 50 mm of kleiner.
In veel landen bestaan wetten die de privacy van mensen beschermen, waardoor het zonder toestemming fotograferen van iemand strafbaar kan zijn, zelfs indien dit gebeurt in publieke ruimtes en plaatsen. Wie zelf deze vorm van fotografie wil beoefenen, doet er dus goed aan om zich te informeren over het portretrecht.

## Geschiedenis

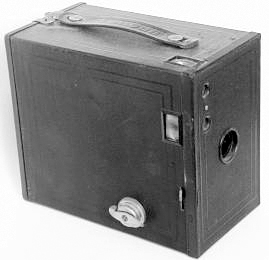
Boxcamera van Kodak

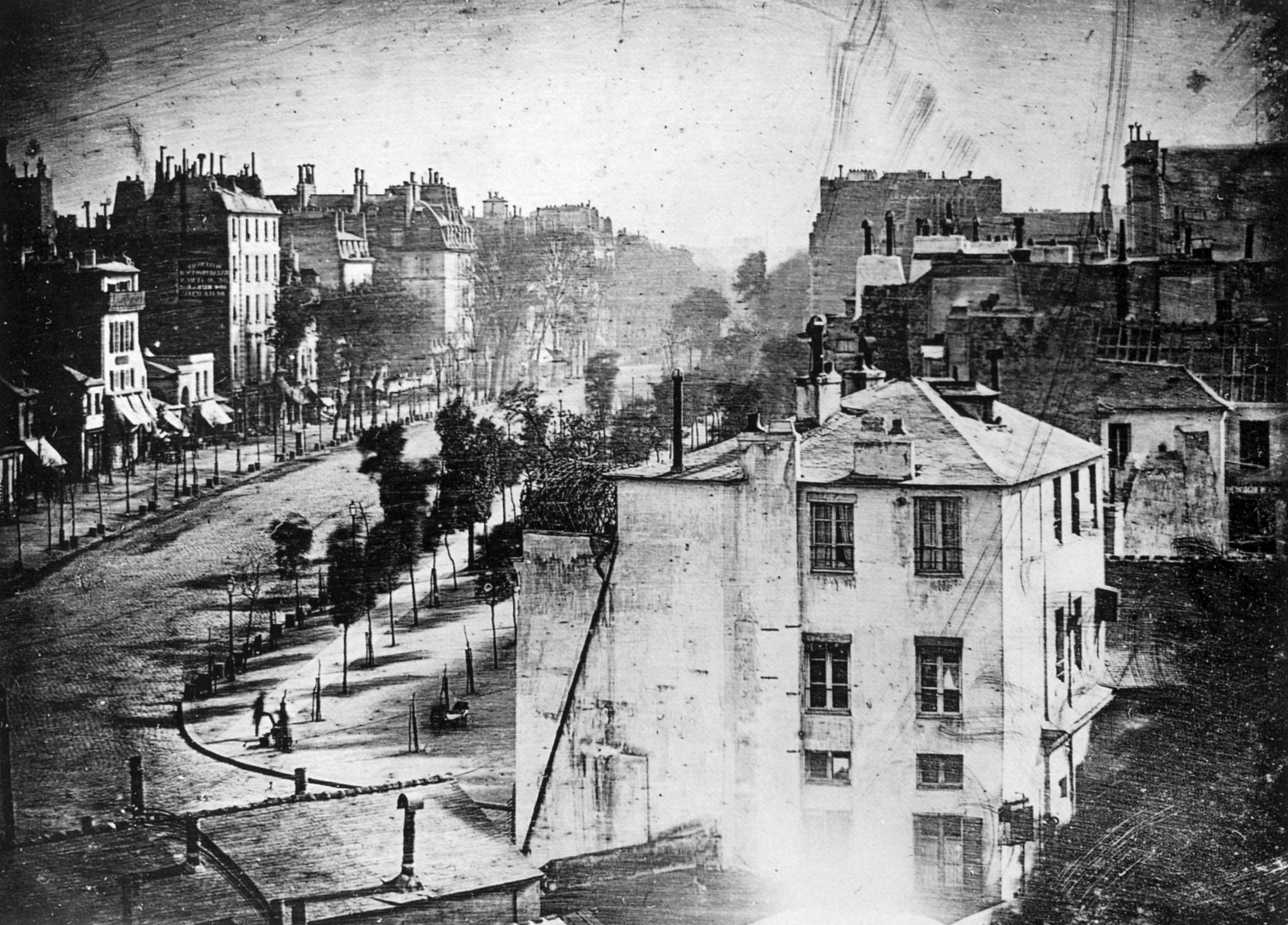
Daguerreotypie van de Boulevard du Temple in het 3e arrondissement van Parijs, gemaakt door Louis Daguerre in 1838. Dit is de eerste fotografische afbeelding van een mens. Doordat de belichtingstijd ruim 10 minuten bedroeg, werd het verkeer niet vastgelegd. Alleen een schoenpoetser en zijn klant zijn linksonder zichtbaar, doordat ze lang genoeg stilstonden om te worden geregistreerd.

Dat straatfotografie pas vanaf de 20e eeuw als apart genre kan worden onderscheiden heeft veel te maken met technische ontwikkeling. De daguerreotypes uit de 19e eeuw vereisten minutenlange belichtingstijden, wat tot gevolg had dat mensen en ander verkeer op foto’s van straten onzichtbaar waren. Bovendien waren de camera’s groot en zwaar, zodat de meeste foto’s in studio’s van professionele fotografen werden gemaakt. De avontuurlijke fotograaf die zich wel buiten waagde, moest naast een grote camera met statief en glazen platen ook nog eens een mobiele donkere kamer meezeulen met draagbare ontwikkelkast en tent. De fotografische praktijk van de natte collodiumnegatieven uit de jaren 1850 en 1860 maakte ook dat hij slechts tien minuten had voor de voorbereiding, belichting en ontwikkeling van de negatieven, wat spontane straatfotografie moeilijk, zo niet onmogelijk maakte.
De introductie van de drogeplaatnegatieven in de jaren 1870 en van zilvergelatinedruk in de jaren 1880 betekende een doorbraak voor de straatfotografie. Hiermee kon sneller ontwikkeld worden dan met eender welke vorige techniek. Toen George Eastman in 1888 de eerste Kodak, een "boxcamera", op de markt bracht, kwam fotografie binnen het bereik van het grote publiek. Het filmrolletje werd geleverd door de verkoper, die ook voor de ontwikkeling en de afdruk van de foto's zorgde. Het bleef echter een dure hobby, en pas tussen de twee wereldoorlogen, toen ook Europese constructeurs de boxcamera gingen produceren, daalden de prijzen zodanig dat ook arbeidersgezinnen zich er een konden veroorloven. Dit type camera bleef populair tot in de jaren zestig van de 20e eeuw, en werd toen verdrongen door een nieuwe generatie eenvoudige en goedkope camera’s.
Een andere significante technische ontwikkeling was de lancering en verspreiding van de 35mm-camera in het midden van de jaren 1920. De compactheid van de kleinbeeldcamera was ideaal voor spontane momentopnamen op straat en andere publieke locaties, en de nieuwe films waren gevoelig genoeg om in situaties met weinig licht te kunnen fotograferen. In tegenstelling tot vroegere camera's kon de fotograaf nu door een zoeker kijken in plaats van het beeld van bovenaf te bekijken.
Dankzij deze technologische innovaties maakte straatfotografie vooral in de decennia na de Tweede Wereldoorlog een bloeiperiode door.

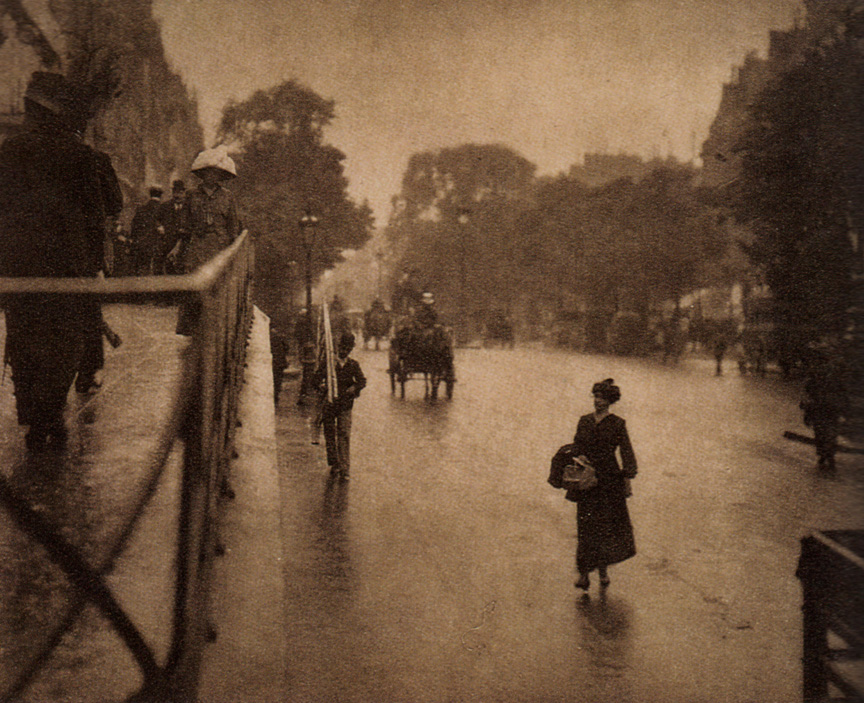
Alfred Stieglitz: A Snapshot: Paris, 1911
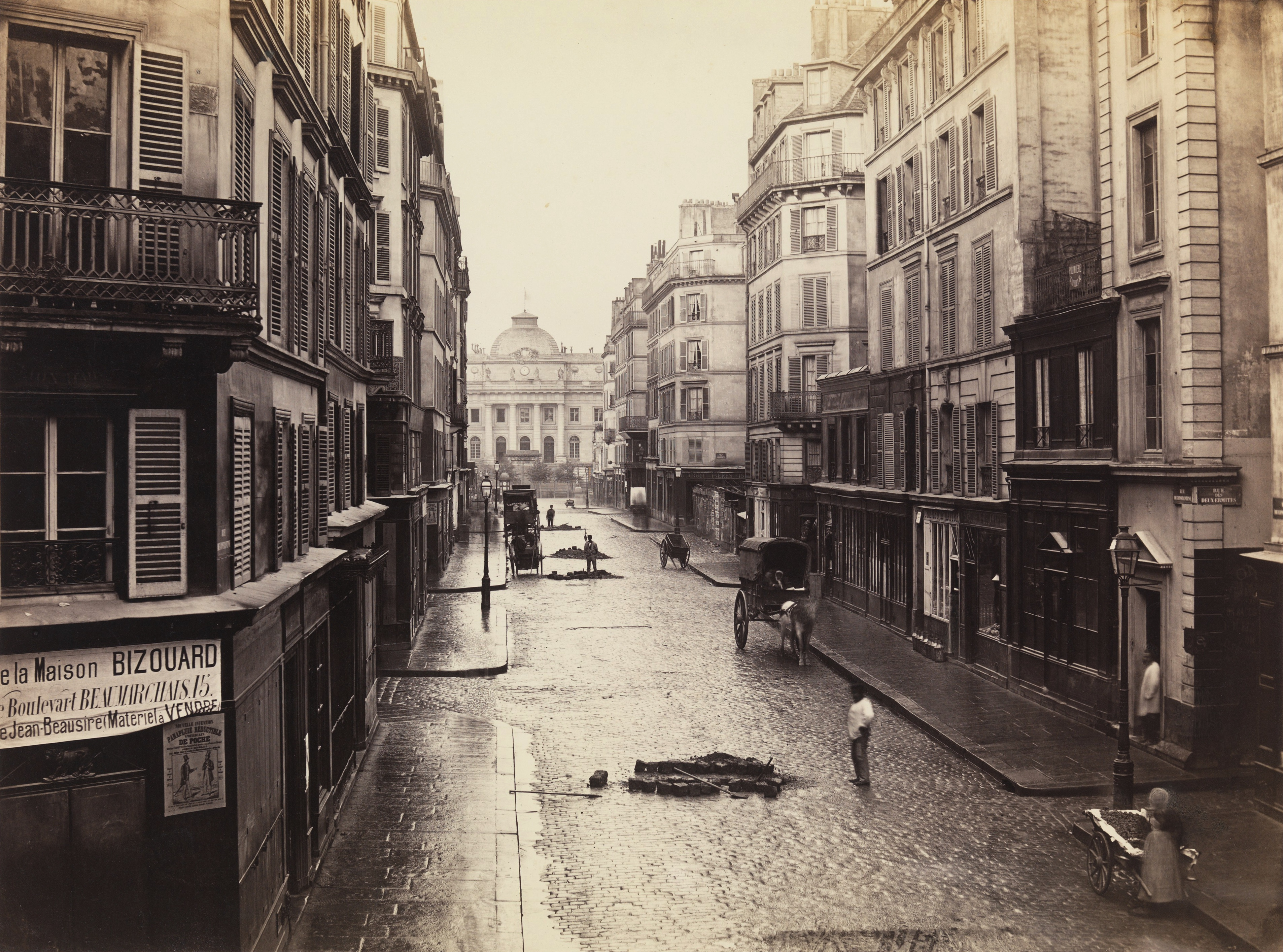
John Thomson: Rue de Constantine, ca. 1865
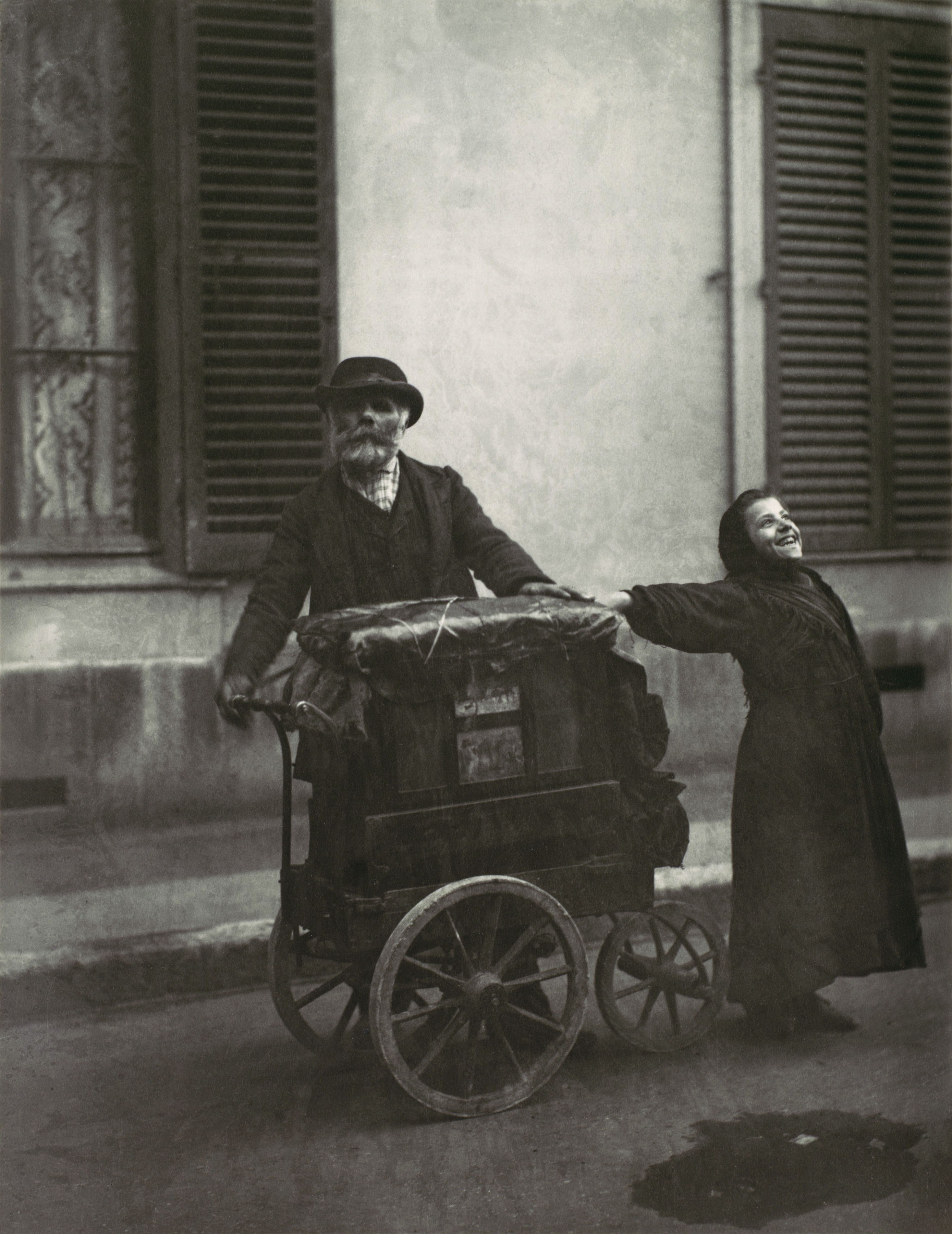
Eugène Atget: Straatmuzikant, omstreeks 1898
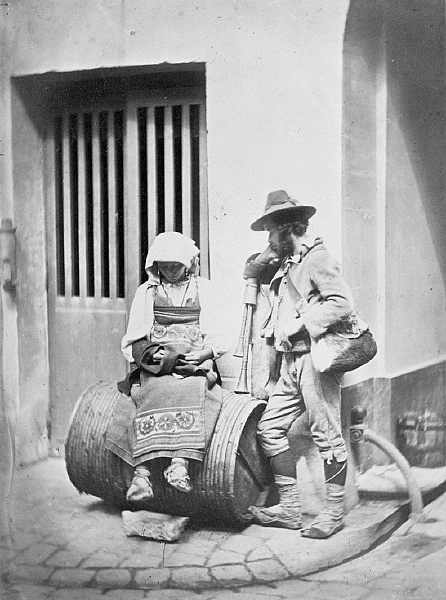
Charles Nègre: Italiaanse straatmuzikanten, 1854

Talrijke fotografen die het straatleven in beeld brachten, zoals Alfred Stieglitz, Berenice Abbott en William Eggleston, beschouwden hun werk niet als "straatfotografie" in de zin die er nu aan wordt gegeven, maar als documentatie van het leven in de stad en van haar infrastructuur, en dat geldt zeker voor de pioniers van de fotografie.

### 19e eeuw

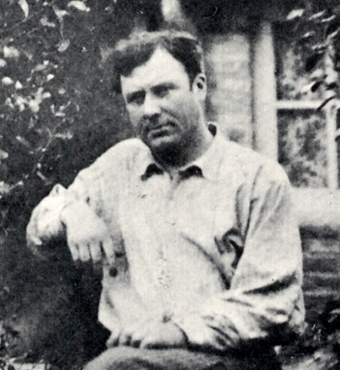
Portret van Eugène Atget, 1890.

Zo waren Charles Marvilles (1813-1879) foto's van Franse architectuur in de jaren 1850 en 1860 in de eerste plaats bedoeld ter registratie van cultureel belangrijke Parijse gebouwen en van voor de sloop bestemde straten en andere infrastructuur.
De Franse kunstschilder Charles Nègre (1820-1880) was ook een pionier in de straatfotografie. Zijn toepassing van de techniek van de calotypie, waarmee van negatieve afdrukken op papier een onbeperkt aantal positieve afdrukken kon worden gemaakt, was een verbetering tegenover de lange belichtingstijden en moeizame manipulatie van negatieven bij de daguerreotypie, wat het werk buiten de studio vergemakkelijkte.
Iemand die ook vaak als een van de vaders van de straatfotografie wordt genoemd, is Eugène Atget (1857-1927), wiens foto's van het laat-19e- en begin-20e-eeuwse Parijs oorspronkelijk eveneens bedoeld waren als documentatie.
De Schotse fotograaf John Thomson (1837-1921), die het leven in de Londense straten vastlegde in de jaren 1800, wordt nu beschouwd als een van de eerste straatfotografen. Hij was ook de eerste die een boek over straatfotografie uitbracht: zijn foto’s van straatzwervers verschenen in 1877 in Street Life in London. Thomsons stijl oefende veel invloed uit op de journalistieke fotografie.

### 20e eeuw

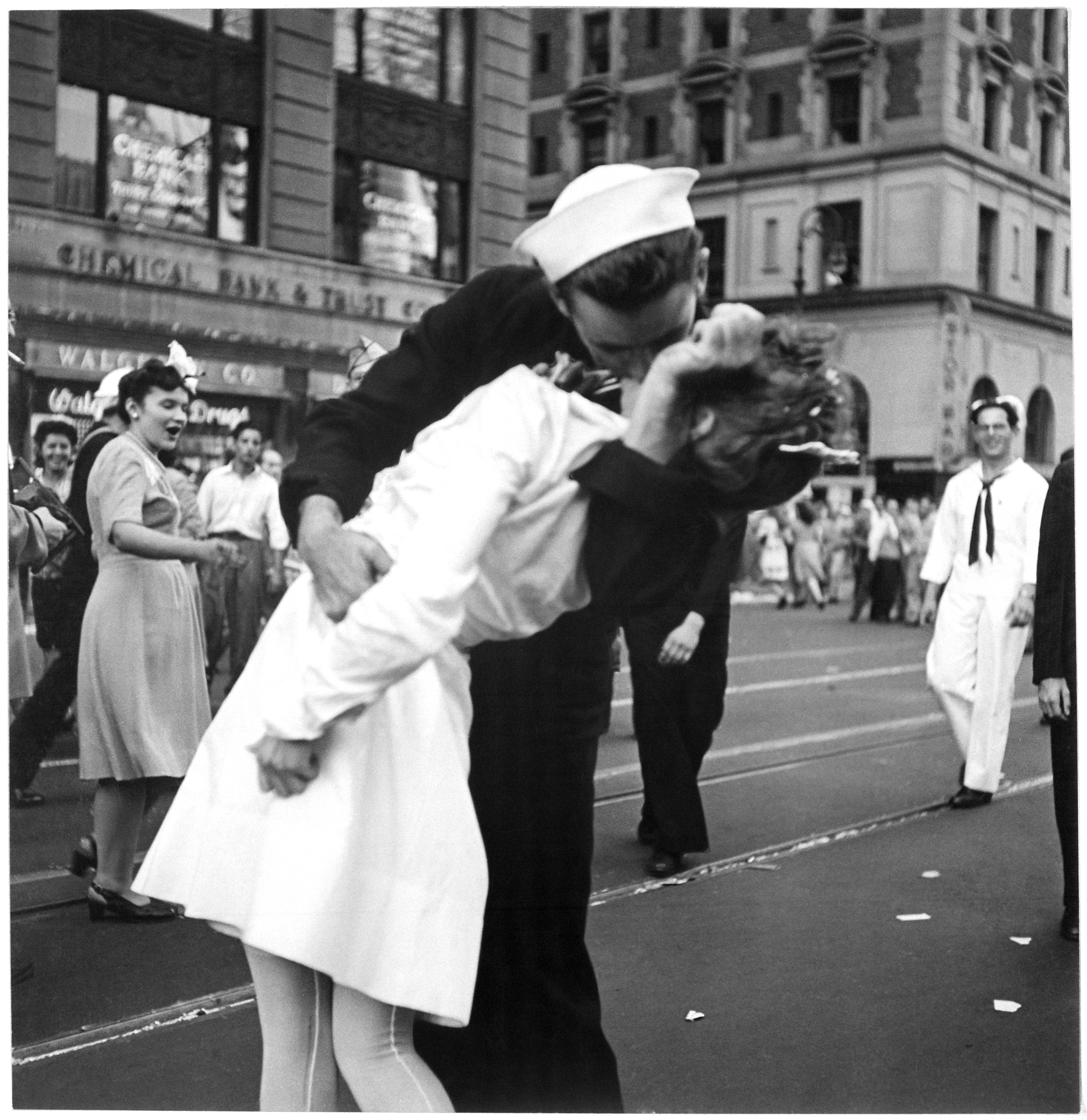
Viering van het einde van de oorlog tegen Japan op Times Square
Foto: Victor Jorgensen

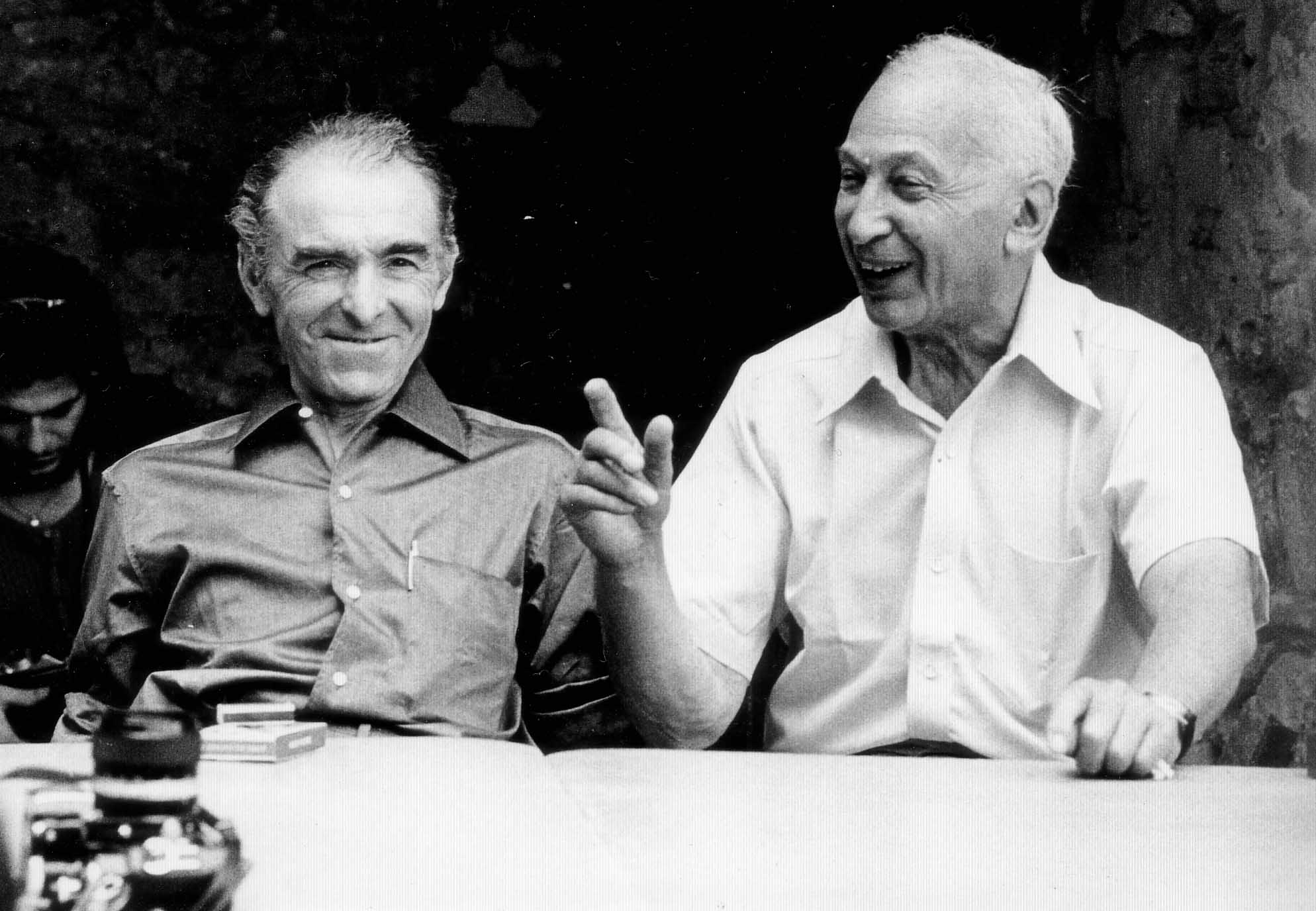
Robert Doisneau (links) en André Kertész (rechts) in 1975.

Voor de Tweede Wereldoorlog was Cartier-Bresson al een bekend persfotograaf, die met zijn werk een brug bouwde tussen de kunstfotografie en de documentaire fotografie. In die periode waren in de VS een aantal fotografen aan het werk, onder wie Walker Evans, Dorothea Lange en Berenice Abbott, die als pers- en documentairefotograaf naam maakten. In de tijd dat straatfotografie zich als subgenre van documentaire fotografie zou ontwikkelen, steeg door het groeiend aantal nieuwe tijdschriften ook de vraag naar foto's om artikelen over hedendaagse problemen te illustreren. Fotografen trokken met hun lichte en moderne camera-uitrusting naar steden of landelijke gebieden om plaatsen en toestanden van de Amerikaanse samenleving te documenteren.
Midden 20e eeuw leverde Robert Frank (geboren in 1924) in zijn fotoboek The Americans sceptisch commentaar op de Amerikaanse samenleving. Hoewel het niet uitsluitend straatfoto's bevatte, bracht zijn boek de straatfotografie als creatief streven volop in de belangstelling, en talloze fotografen zouden zijn voorbeeld volgen. Franks benadering van de documentaire fotografie was gedurfd en vernieuwend. Zijn beelden komen emotioneler en subjectiever over, en vaak nam hij foto's zonder zelfs maar door de zoeker te kijken. Door het toeval te laten meespelen en de technische onvolkomenheden erbij te nemen, gaven zijn foto's een minder gepolijste indruk dan die van andere fotoreporters.
Andere toonaangevende fotografen uit de Verenigde Staten die zoals Frank hun beste werk leverden in de periode tussen 1940 en 1960, waren Lisette Model, Helen Levitt, Louis Faurer en William Klein. Hun foto's gaven een bijzonder subjectieve kijk op stedelijke publieke ruimtes en benadrukten net als die van Frank de expressieve mogelijkheden van de fotografie. Zo was Helen Levitt een pionier in kleurenstraatfotografie en rebelleerde William Klein met zijn ongewone fotografische technieken tegen de gevestigde 'Cartier-Bresson-stijl': hij maakte extreme close-ups met een 21mm-lens, en experimenteerde met onscherpte en vervorming.
Straatfotografie bloeide tijdens de naoorlogse periode ook buiten de Verenigde Staten. In Frankrijk maakten met name Robert Doisneau en Willy Ronis enkele van de bekendste foto's van het tijdperk. In Engeland fotografeerde Roger Mayne het dagelijkse leven in arbeiderswijken na de oorlog, en ook in Japan wendden fotografen als Daido Moriyama zich in deze jaren tot de straatfotografie.
Een andere moderne straatfotograaf (al noemde hij zichzelf niet zo) was de in Hongarije geboren André Kertész (1894-1985) die in Parijs woonde. Hij was een van de vele straatfotografen die om den brode werkten als foto- of modejournalist en zich na hun werk aan hun kunst wijdden. Een landgenoot van hem, Gyula Halász (Brassaï), maakte voor zijn nachtopnamen van Parijs gebruik van een grote Voigtländercamera in plaats van voor een Leica te kiezen. Zijn serie over het Parijse nachtleven, Paris After Dark (1933), was een groot succes. Vooral Kertész oefende een grote invloed uit op Cartier-Bresson, wiens werk na de Tweede Wereldoorlog vormgaf aan wat nu onder straatfotografie wordt verstaan.
Er is een creatieve fractie van een seconde wanneer je een foto neemt. Je oog moet een compositie of expressie zien die het leven zelf je aanbiedt, en je moet intuïtief weten wanneer je moet afdrukken. Dat is het ogenblik waarop de fotograaf creatief is. Oeps! Het ogenblik! Als je het mist, is het voor altijd verdwenen.— Henri Cartier-Bresson
De Fransman Henri Cartier-Bresson (1908-2004) wordt beschouwd als de vader van de moderne straatfotografie. Hij staat bekend om zijn trouw aan de Leicacamera, zijn weigering om de kadrering van zijn foto's achteraf aan te passen (cropping, een uitsnede maken van een foto), en zijn pleidooi voor spontaniteit en intuïtie als de drijvende krachten van de creatieve fotografie. Zijn concept van het beslissende moment (le moment décisif) hanteerde hij onder meer in zijn boek Images à la sauvette uit 1952. Dit intuïtief juiste moment waarop de fotograaf afdrukt is het moment waarop het onderwerp en de compositorische vorm een volmaakt geheel zijn.

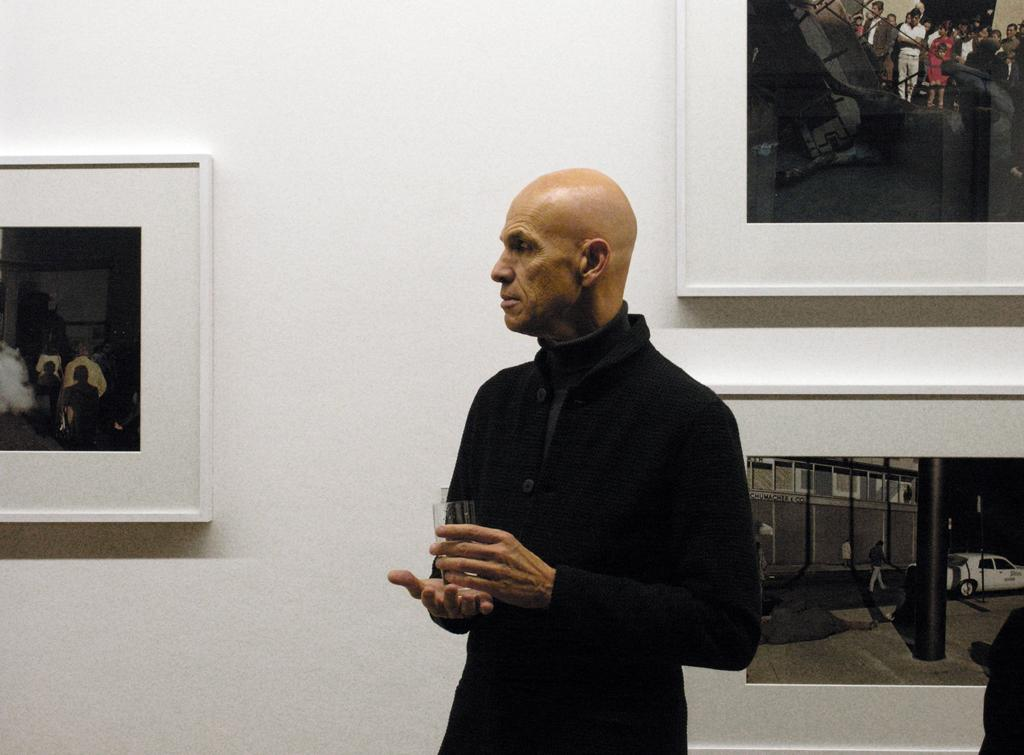
Meyerowitz in 2004

In de jaren zestig en zeventig bleef de Leica de favoriete camera voor straatfotografie. Bekende Amerikaanse fotografen in dit genre waren Joel Meyerowitz, Garry Winogrand, Lee Friedlander en Diane Arbus, die er na Cartier-Bresson en Frank in slaagden een eigen distincte stijl met meer realisme te ontwikkelen. De in 1967 door curator en fotograaf John Szarkowski georganiseerde tentoonstelling "New Documents" in het New Yorkse Museum of Modern Art was een mijlpaal in de geschiedenis van de straatfotografie. De snapshotlook van Winogrand, Friedlander en Arbus die Szarkowski presenteerde, zou veel fotografen inspireren om in hun voetsporen te treden. De New Yorker Friedlander doorkruiste de stad om de condition humaine op foto's vast te leggen, waarbij hij gebruikmaakte van typische elementen van de straatfotografie. Het zijn informele foto's, genomen op een speciaal moment, rijk aan informatieve, expressieve elementen; reflecties van mensen in spiegels en ramen, eenzame, in gedachten verzonken mensen. Diane Arbus, die zelf opgroeide in een rijke New Yorkse buurt, richtte haar camera bij voorkeur op "marginale" mensen: hippies, travestieten, topless dansers, straatmensen.

De meest productieve van dit drietal was ongetwijfeld de in The Bronx geboren Winogrand, nu algemeen beschouwd als een van de grootste fotografen van de twintigste eeuw. Na zijn vroegtijdige dood op 56-jarige leeftijd liet hij meer dan 6000 filmrolletjes achter die nog niet ontwikkeld waren, en men is nu nog steeds bezig zijn gehele werk in kaart te brengen.

### 21e eeuw
Tot de volgende generatie fotografen van de late 20e en vroege 21e eeuw die de straat als onderwerp kozen, behoren Raghubir Singh, Bruce Gilden, Martin Parr, Mary Ellen Mark, Jeff Mermelstein, Sylvia Plachy, Mitch Epstein, Alex Webb, Melanie Einzig en Philip-Lorca diCorcia. Wat hen onderscheidt is een heel individuele benadering van de straatfotografie die de platgetreden paden van de genretraditie durft te verlaten. Zo is Bruce Gilden een eigentijdse straatfotograaf met een openlijk confronterende stijl. Hij is zowat het tegengestelde van de onzichtbare straatfotograaf, en neemt met een flits extreme close-ups van mensen. Een bekend gezegde van hem is "I have no ethics".
Bekende straatfotografen zijn nog steeds typisch te vinden in grootsteden als New York en Parijs (beide beschouwd als de bakermat van de straatfotografie) waar ze tegenwoordig ook vaak voor tijdschriften werken. Streethunters.net maakte een top tien van de meest invloedrijke actieve straatfotografen. Zie ook Lijst van straatfotografen.

## Nederland en België

### Pioniers

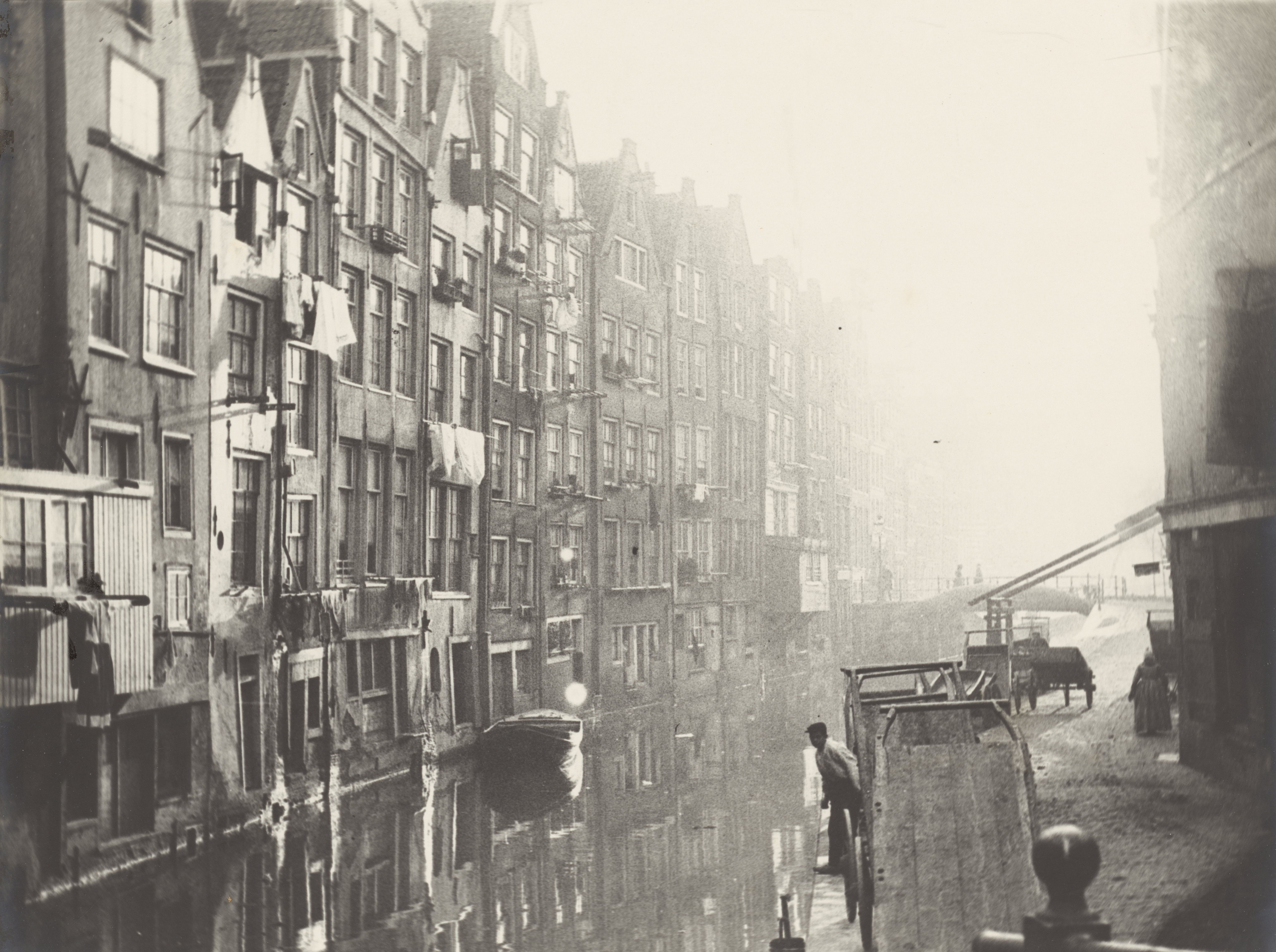
George Hendrik Breitner: Oudezijds Achterburgwal, Amsterdam (Het Kolkje)

In Nederland was de in Amsterdam verblijvende Rotterdamse kunstschilder George Hendrik Breitner (1857-1923) een pionier van de straatfotografie. Omstreeks 1889 begon hij te fotograferen, en hij was ook een van de eersten die de handcamera hanteerde toen die in Nederland werd geïntroduceerd. Breitner maakte veel momentopnames op straat of bij vrienden en familie, en experimenteerde met tegenlicht en beweging. Hij had een voorkeur voor grijze, regenachtige taferelen; een Amsterdams gezegde bij grijze dagen luidt nog steeds: "'t Is verdomme echt Breitnerweer!". In september 2012 werd zijn werk in de Kunsthal te Rotterdam tentoongesteld.

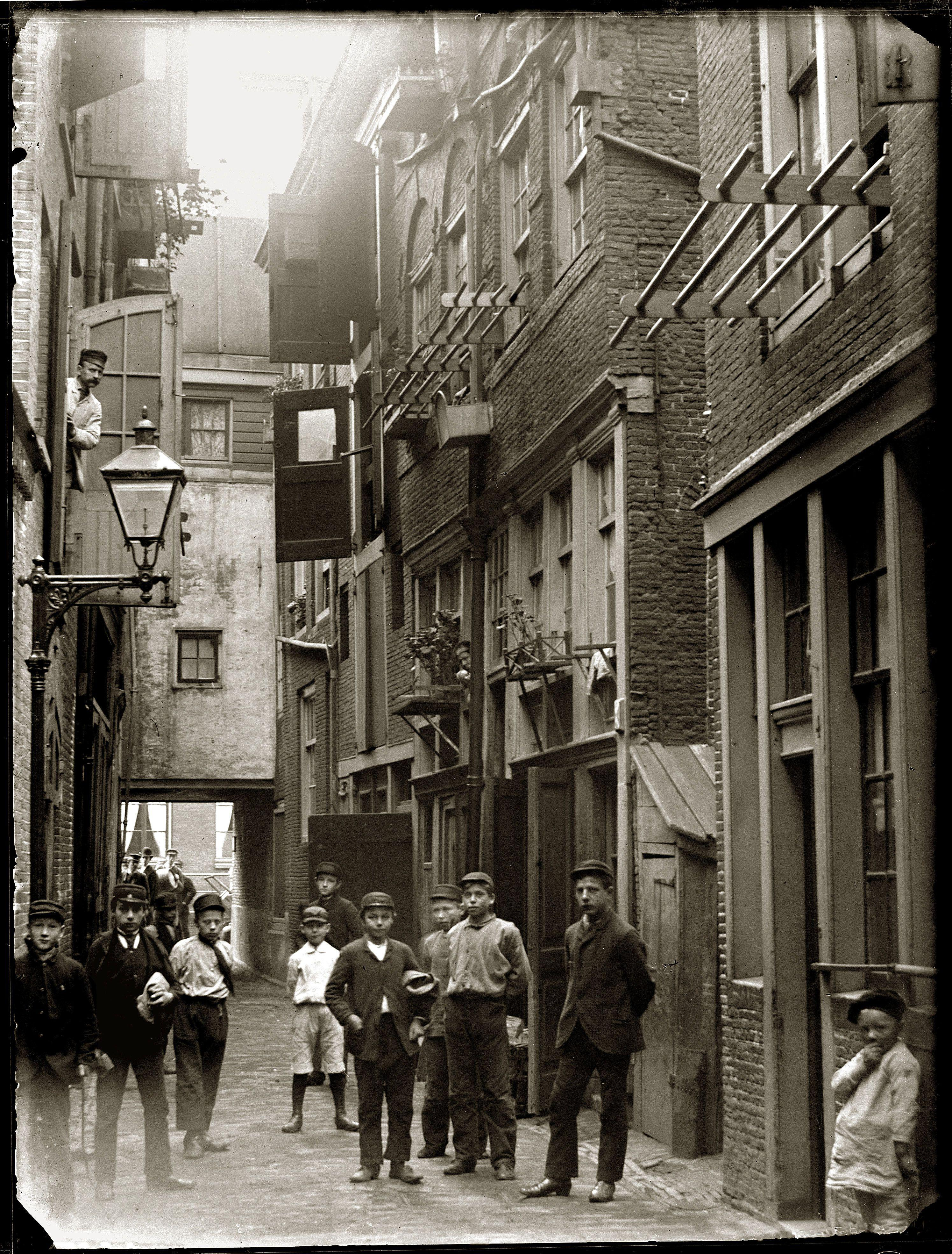
Foto van het Amsterdamse steegje Gebed zonder End door Jacob Olie

Ook een tijdgenoot van Breitner, Jacob Olie (1834-1905), werd bekend als fotograaf van de stad Amsterdam. Andere pioniers van de ogenbliksfotografie in de periode 1880 tot jaren 1920 waren Johannes Leendert Scherpenisse en Bernard F. Eilers. Ook zij legden met hun werk het moment vast zoals het werkelijk was.
De Belgische fotografie tussen 1850-1880 had eveneens een sterk documentair gehalte. Het centrum van het enthousiasme voor de nieuwe fotografie was Brussel, destijds een trefpunt voor intellectuelen en kunstenaars. Het fotografisch portret kende een groot succes bij de burgerij, en daarnaast werd ijverig gewerkt aan het encyclopedisch inventariseren van historische monumenten en kunstwerken, landschappen en stadsgezichten. Van fotografie als kunstvorm is pas sprake omstreeks 1890, met het picturalisme. De gegoede burgers maakten kiekjes van hun uitstapje met handcamera en rolfilm, en tegen het einde van de 19e eeuw maakten enkele sociaal gemotiveerde fotografen beelden, bedoeld als sociaal document en niet omwille van de kunst. Sommige picturalisten zoals Léon Bovier en Édouard Mahy beeldden omstreeks de eeuwwisseling mooie straattaferelen af, die echter sterk geromantiseerd zijn en daarom niet onder zuivere straatfotografie vallen.

### Hedendaagse Nederlandse straatfotografen
De Nederlandse straatfotografie beleefde met talenten als Ed van der Elsken, wiens werk door Cartier-Bresson werd geprezen, een hoogtepunt in de jaren zestig en zeventig. In 2014 exposeerde het Stadsarchief Amsterdam werk van de straatfotografen Hans Eijkelboom, Reinier Gerritsen en Theo Niekus.

### Hedendaagse Belgische straatfotografen
In de tentoonstelling Belgian Street Photography die van 12 december 2014 t/m 25 januari 2015 plaatsvond in het Brusselse BELvue Museum, werd een selectie uit het werk van een aantal Belgische straatfotografen gepresenteerd, onder anderen van Jimmy Kets, Artur Eranosian, Wouter Van Vaerenbergh, Jef Beirinckx, Luc Rabaey, Brecht Van Maele, Karina Brys, Patrick Bardyn, Thomas Switn Sweertvaegher, Franky De Schampheleer, Olivier Bekaert, Charles Paulicevich, Filip Claus en John Vink.

## Techniek
De besproken technieken zijn te vinden in elk degelijk boek over fotografie en kunnen ook gebruikt worden voor andere fotografiegenres. Dit hoofdstukje over het kiezen van een camera en fotografietechniek beperkt zich tot wat voor straatfotografie relevant is.

### Cameratype
Wie aan straatfotografie wil doen hoeft niet meteen een nieuwe 'speciale' camera te kopen. Een van de voordelen van straatfotografie is immers dat de eisen aan de uitrusting niet zo hoog hoeven te zijn als bij landschaps- en portretfotografie. Zowat ieder toestel waarmee foto's kunnen worden gemaakt is ervoor geschikt, van eenvoudige smartphone tot professionele spiegelreflex. Wel geven liefhebbers van het genre vaak de voorkeur aan compacte camera's met lichtsterke objectieven. Ieder type camera heeft zo zijn voor- en zijn nadelen. Als de camera een betere beeldkwaliteit en hoge ISO-prestaties biedt, dan is hij waarschijnlijk groter en zwaarder. Als de camera compact en draagbaar is, zullen de beeldkwaliteit en andere prestaties gewoonlijk wat lager zijn.

#### Smartphone
Technische perfectie wordt door de straatfotograaf niet nagestreefd: een straatfoto dient in de eerste plaats een bijzonder ogenblik te vangen en bij de kijker een emotie uit te lokken. De digitale camera van een smartphone (smart camera genoemd) is ideaal voor straatfotografie, ook al zijn de kwaliteit van de foto’s en de instelmogelijkheden niet zo groot als die van een compactcamera. Moderne mobieltjes beschikken weliswaar over camera’s met 8 megapixels of meer, maar de grootte van de sensor die voor de beeldverwerking zorgt blijft beperkt. Zolang de foto’s niet te veel vergroot moeten worden is dat echter niet zo’n bezwaar en de voordelen wegen daar ruimschoots tegen op. Een mobieltje is licht, onopvallend, kan overal mee en de foto’s kunnen meteen geüpload of doorgemaild worden. De meeste foto's worden tegenwoordig gemaakt met een smartphone en niet met een compactcamera of een duurdere camera. De camera's in smartphones zijn de laatste jaren zo goed geworden dat zelfs professionele straatfotografen uitsluitend met een mobieltje zijn beginnen te fotograferen. Vooral de iPhone blijkt (anno 2015) in trek te zijn.

#### Compactcamera

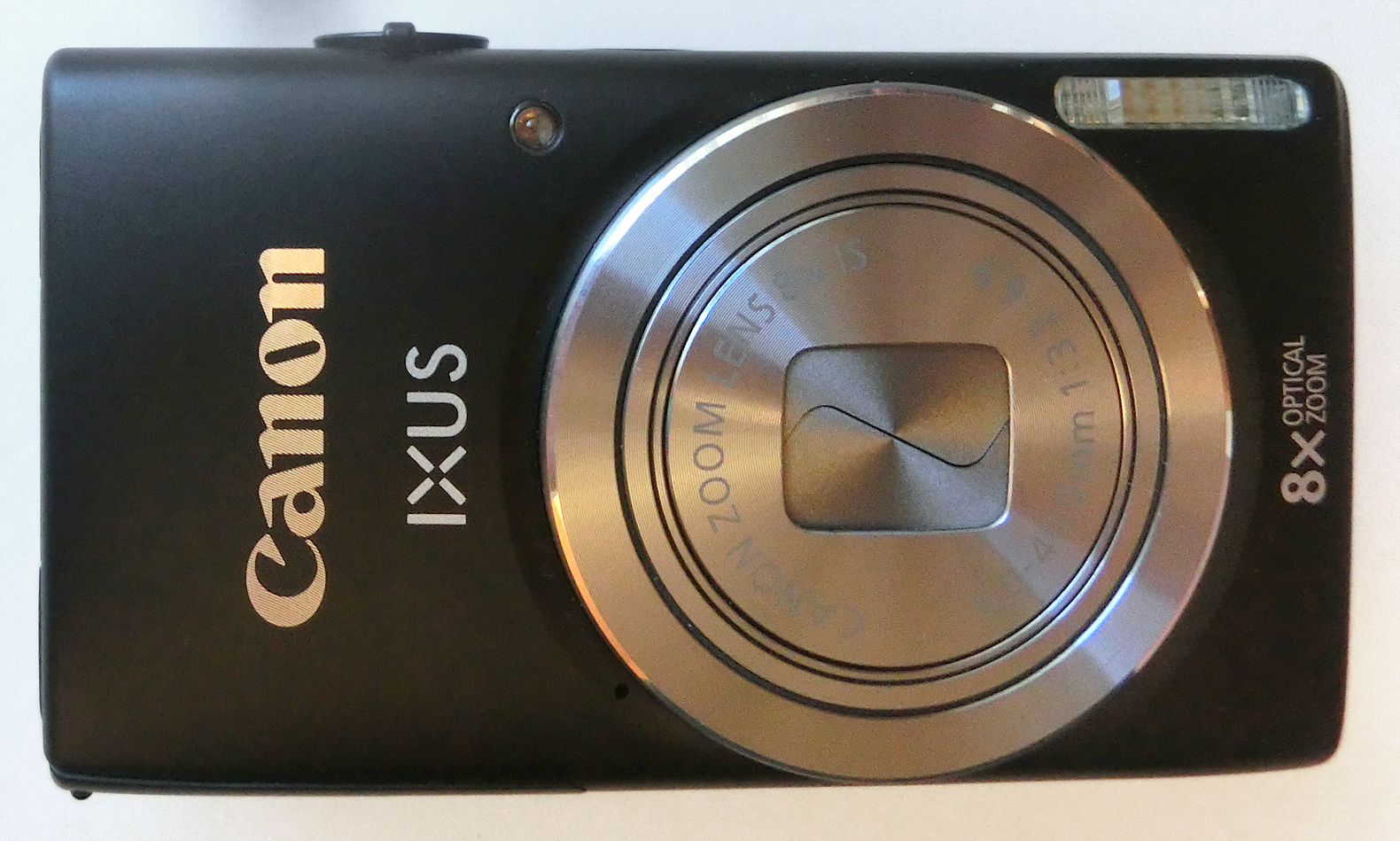
Canon Digital IXUS 135

Een compactcamera, in het Engels ook wel "point-and-shoot camera" genoemd, is een fototoestel dat in de eerste plaats ontworpen is voor eenvoudige bediening. De meeste ervan beschikken over niet-wisselbare autofocuslenzen en automatische systemen voor het instellen van de belichting. Het is veruit het best verkopende cameratype (mobieltjes uitgezonderd). De goedkope modellen zijn populair bij mensen die zichzelf niet beschouwen als fotografen, maar gewoon een gebruiksvriendelijke camera willen voor kiekjes van vakanties, feestjes, en andere evenementen.
High-endcompactcamera's beschikken over lichtsterke objectieven en geavanceerde functies voor handmatige instelling zoals diafragma- en sluitertijdvoorkeuze, en de prijzen liggen ook veel dichter bij die van spiegelreflexen. De elektronische sensor is groter of veel efficiënter dan die van goedkope toestellen, waardoor de beschikbare megapixels beter in scherpe, storingvrije beelden kunnen worden omgezet. Deze kwalitatief hoogwaardige camera’s schieten naast foto's in JPEG-formaat ook foto’s in RAW-formaat, die achteraf zonder kwaliteitsverlies bewerkt kunnen worden. Ook beschikken ze over een accessoireschoen, voor de bevestiging van bijvoorbeeld een extra flitser of microfoon. De compactcamera is het favoriet gereedschap van de straatfotograaf, die immers een voorkeur heeft voor een lichte, onopvallende uitrusting.

#### Spiegelreflexcamera

Canon 400D

Voordelen van een spiegelreflex (of "DSLR", Digital Single Lens Reflex): nauwkeurige kadrering, snel reagerend (geen sluitervertraging), snelle bufferverwerking waardoor veel foto's op een rij kunnen worden genomen, doorgaans lange levensduur van de batterij, groter formaat van beeldsensor en betere kwaliteit van foto’s.

Nadelen: groot, zwaar, luidruchtige sluiter als de spiegel opklapt, minder handig om overal mee te nemen.
Een zoomobjectief is kwalitatief minder goed dan een objectief met een vaste brandpuntsafstand. Favoriete objectieven zijn zoals bij andere camera's voor straatfotografie 28 mm, 35 mm en 50 mm, waarbij de laatste keuze het 'normale' perspectief van het menselijk oog het dichtst benadert.

#### Systeemcamera

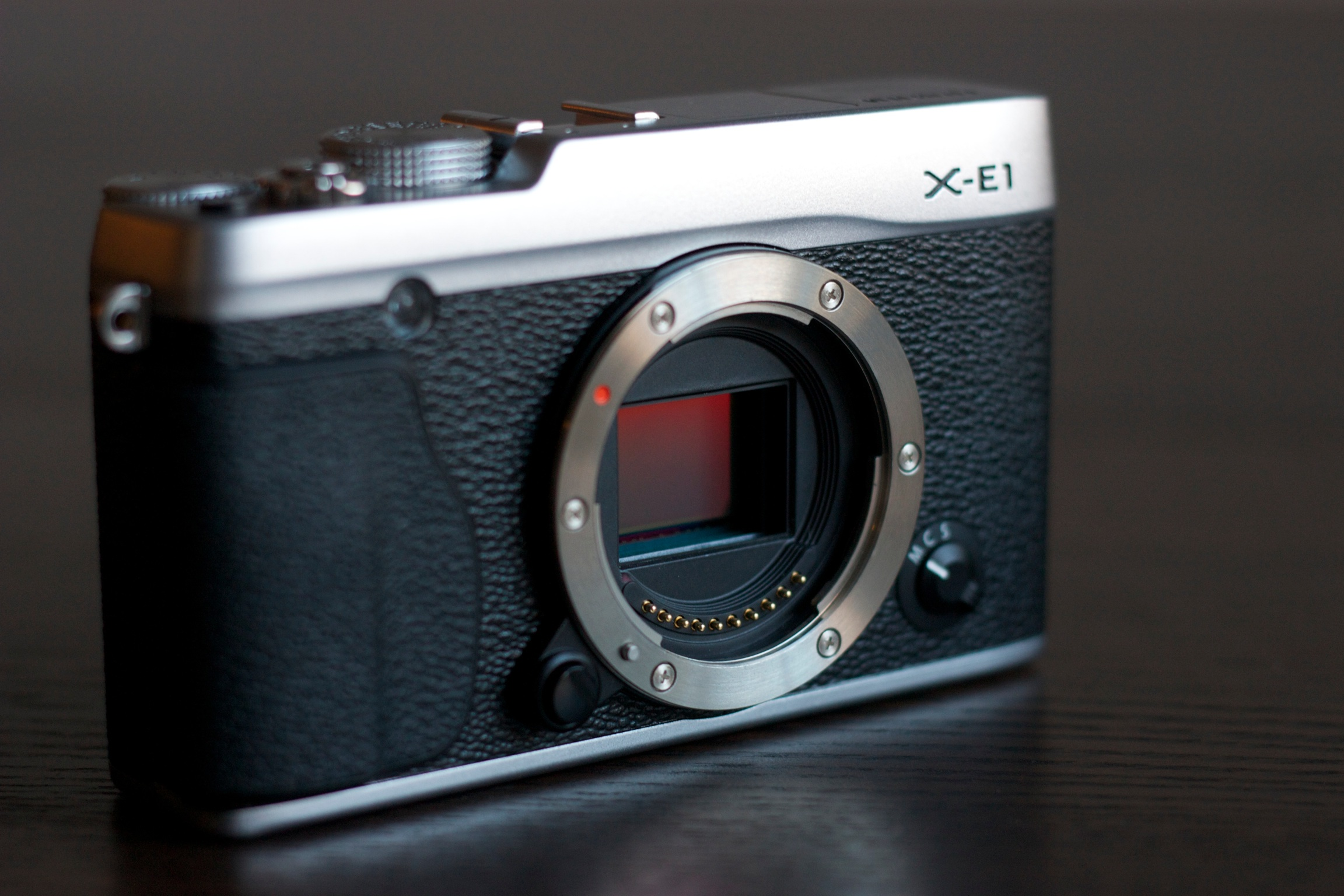
Fujifilm X-E1 camerahuis

Een systeemcamera is een camera die niet beschikt over een spiegel die opklapt als de foto wordt genomen (in tegenstelling tot een spiegelreflexcamera), maar wel de mogelijkheid biedt om objectieven te wisselen (in tegenstelling tot een compactcamera). Een systeemcamera of "spiegelloze systeemcamera" is dus eigenlijk een uitgebreide compactcamera met verwisselbaar objectief. Doordat een systeemcamera vaak geen optische zoeker heeft (zonder spiegel is het niet mogelijk direct te tonen wat de lens 'ziet'), moet de fotograaf de foto beoordelen aan de hand van een lcd-scherm of een elektronische zoeker. Op systeemcamera's zonder elektronische zoeker is het bij fel zonlicht ook moeilijker om een compositie te maken met behulp van het lcd-scherm. Doordat er geen spiegel is om de beeldsensor te beschermen die dicht bij de lensvatting zit, is deze gevoeliger voor stof, water en andere beschadigingen.
Door zijn compactheid is een systeemcamera een aantrekkelijk alternatief voor wie aan straatfotografie wil doen. De beschikbare objectieven zijn lichter en compacter dan de zware, lichtsterke lenzen van een spiegelreflex, wat door de straatfotograaf wordt geapprecieerd. Net als bij de spiegelreflex geldt dat zoomlenzen weliswaar een handige oplossing zijn voor de fotograaf, maar dat lenzen met een vaste brandpuntsafstand beter van kwaliteit zijn. Ook hier zijn lenzen met een brandpuntsafstand van meer dan 50 mm wat atypisch voor straatfotografie; wie gebruikmaakt van een teleobjectief om mensen in beeld te brengen wordt door collega's soms laatdunkend een "sniper" (sluipschutter) genoemd.

#### Bridgecamera

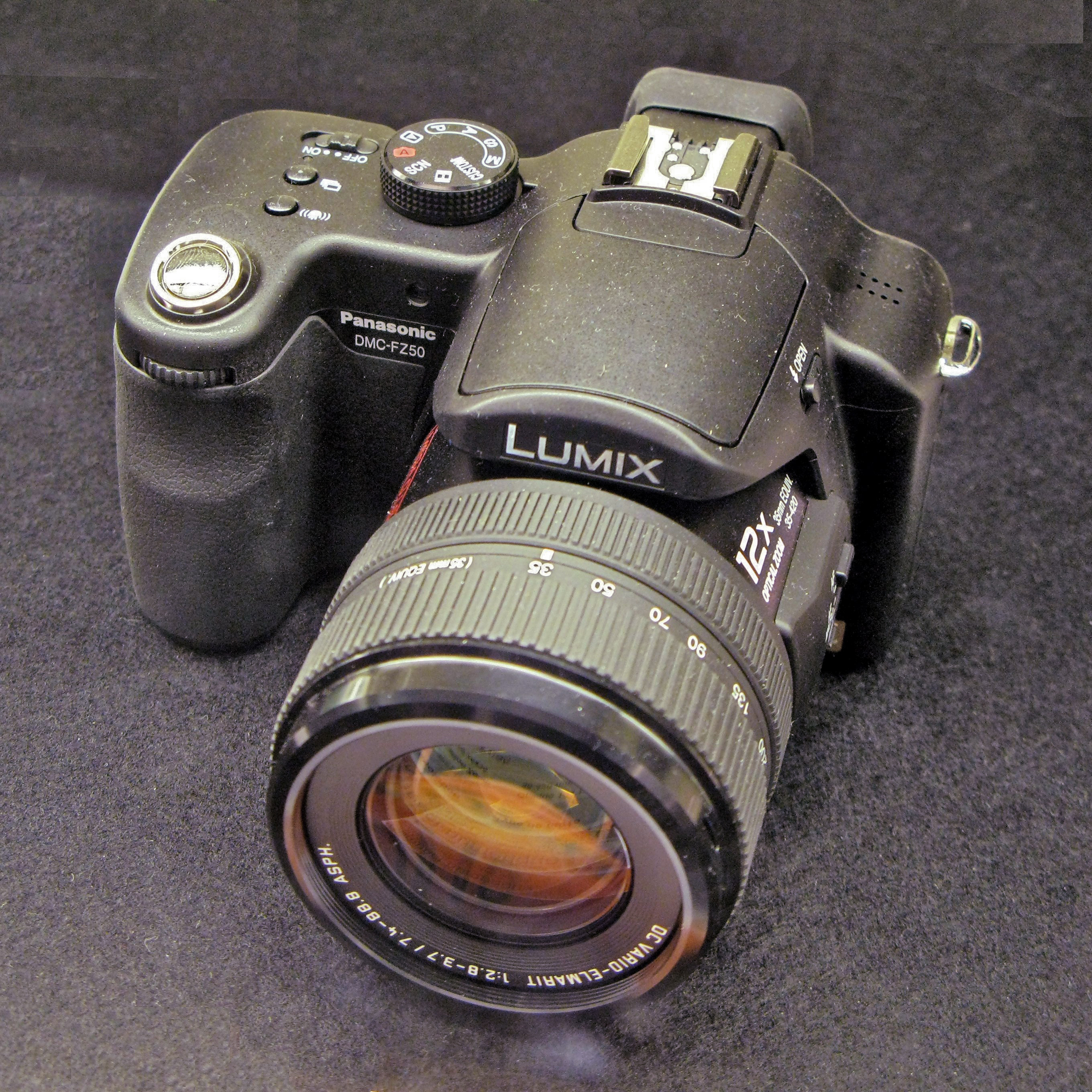
Panasonic Lumix DMC-FZ50, een voorbeeld van een superzoom bridgecamera

Een bridgecamera is meestal digitaal en zit wat mogelijkheden betreft tussen een compactcamera en een spiegelreflex in. Hij heeft een vaste lens, die door zijn veelzijdigheid echter in veel situaties kan worden ingezet. Bridgecameras zijn ook lichter en goedkoper dan een spiegelreflex. Sommige hebben zoomlenzen met een bereik van groothoek naar superzoom (bijvoorbeeld 28 mm-1000 mm). Ook voor de straatfotograaf is het een erg veelzijdige camera, al zal hij wel meer opvallen dan een compactcamera.

#### Andere
De voornoemde compact-en spiegelreflextoestellen zijn kleinbeeldcamera's met 35mm-filmformaat, maar dat wil niet zeggen dat zij een monopolie op straatfotografie zouden hebben. Zoals gezegd kan ieder type fototoestel indien gewenst gebruikt worden, dus ook de camera's met grotere beeldformaten zoals een aantal modellen van Rolleiflex en Voigtländer, of zelfs instantcamera's.

### Zwart-wit of kleur

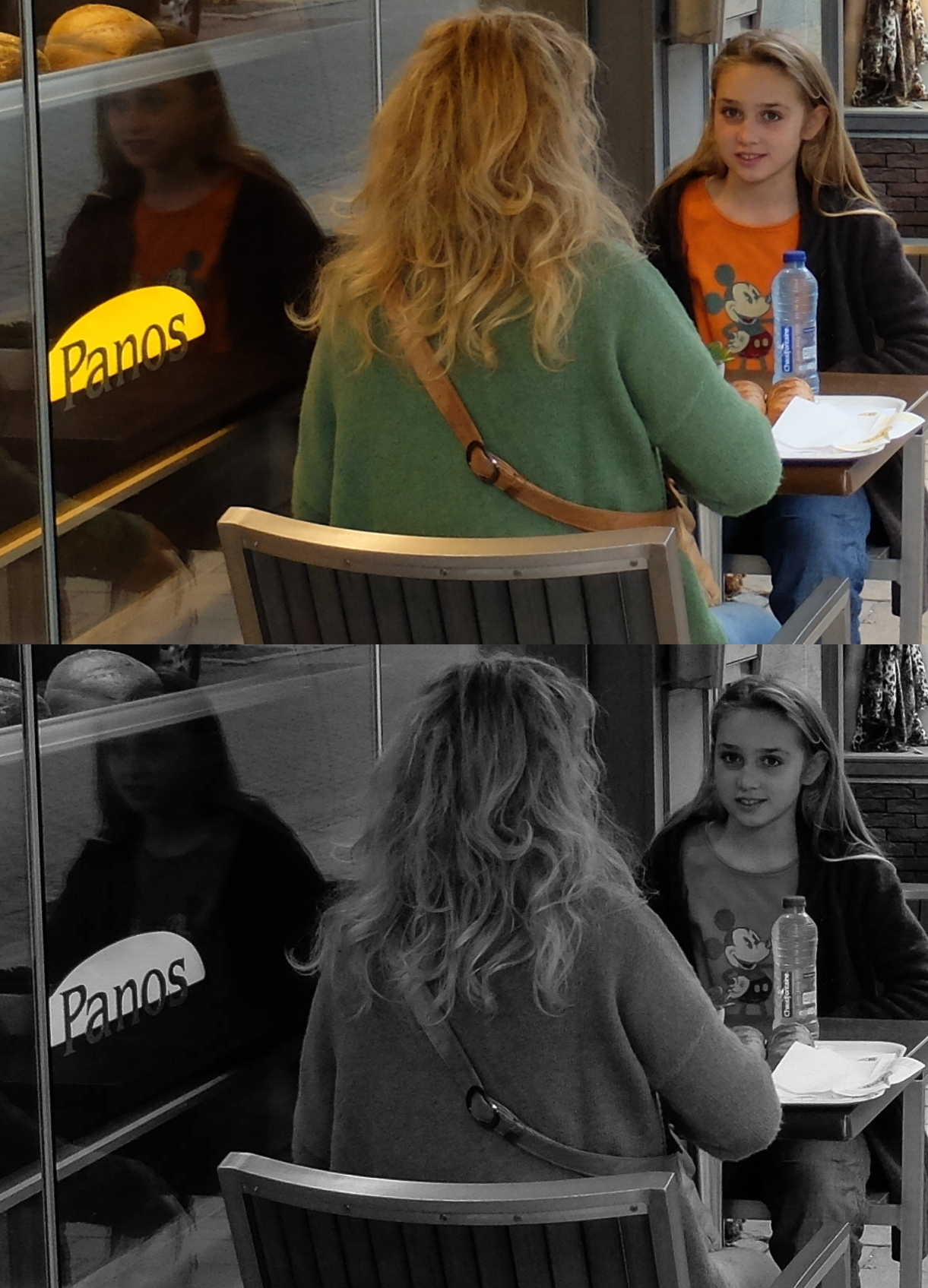
Kleur of zwart-wit? De straatfotograaf neemt de digitale foto eerst in kleur omdat dan alle informatie behouden blijft, en kan dan achteraf eventueel beslissen om de foto met software om te zetten in zwart-wit.

Tot 1935 (toen Kodachrome werd geïntroduceerd) was er helemaal geen kleurenfilm in de fotografie. Dat pioniers van de straatfotografie als Cartier-Bresson in zwart-wit werkten had veel te maken met het feit dat voor hun fotografie van het moment films met hoge gevoeligheid nodig waren, en alleen zwart-witfilms leverden toen zulke hoge ISO-waarden. Tegenwoordig is schieten in zwart-wit vooral een creatieve keuze en een persoonlijke voorkeur.
De meest iconische foto’s in dit genre zijn zwart-wit, maar die traditie is nu door een aantal fotografen doorbroken. De keuze om in zwart-wit of in kleur te schieten is heel subjectief. Hedendaagse straatfotografen laten het afhangen van het onderwerp dat zij op een bepaald ogenblik in hun vizier krijgen. Zo zal een kleurige ballonnenstoet nietszeggend zijn in grijswaarden, terwijl de foto van een straatje met hoge contrasten aan kracht kan winnen door het in zwart-wit te schieten. De meer traditioneel ingestelde zwart-witfotograaf richt zich, zonder kleur om het oog te leiden, meer op contrast en lichtval, belichting en compositie.
Een groot voordeel van digitaal fotograferen is dat de fotograaf niet vooraf moet beslissen of hij in kleur of in zwart-wit zal schieten, wat bij een rolletjescamera wel zo is. Een digitale kleurfoto kan immers achteraf in een zwart-witfoto worden veranderd met behulp van beeldbewerkingssoftware. Hoewel digitale camera's de mogelijkheid bieden om reeds vooraf voor zwart-wit te kiezen, is dit bij jpeg af te raden, want van een zwart-witfoto kan met software achteraf geen kleurenfoto meer worden gemaakt. Bovendien registreert de camera wanneer hij op zwart-witopnames wordt ingesteld ook geen 16 miljoen kleuren zoals in normale kleurenfoto’s, maar legt slechts 256 grijstonen vast. Daardoor gaat veel informatie verloren. Door je camera op 'RAW' in te stellen, heb je dat probleem niet: het veel grotere raw-bestand blijft alle informatie bevatten om in de nabewerking een kleuren- of zwart-witfoto van te maken. De meeste straatfotografen stellen hun camera in op 'raw+jpeg', zodat je de versie die de camera van het raw-bestand maakt (jpeg) kunt vergelijken met je eigen versie ervan.

### Analoog of digitaal
Ondanks de voordelen van digitale fotografie (vooral veel goedkoper, betere mogelijkheden tot bewerken achteraf) zijn er nog steeds liefhebbers van de rolletjescamera. Er is zelfs sprake van een herontdekking en renaissance van de analoge fotografie. De aanhangers ervan worden bewogen door nostalgie, of zweren bij het diepere zwart van echte film, de mooiere korrel, het creatieve proces van zelf ontwikkelen, enzovoort. Het is niet ongewoon dat zelfs internationaal bekende straatfotografen, zoals Eric Kim, de overstap maken van digitale naar analoge fotografie. Slechts een kleine minderheid van straatfotografen opteert echter voor deze vorm van fotografie.
Nochtans biedt het leren fotograferen met een analoge camera ook voordelen. Om te beginnen zijn oudere, maar zeer goede toestellen voor een prikje tweedehands te verkrijgen, en het werken met film wordt als een goede leerschool beschouwd voor het onder de knie krijgen van belichting en het samenspel tussen diafragma, sluitersnelheid en scherptediepte. De fotograaf leert bovendien geduldig afwachten tot zich een unieke gelegenheid voordoet, en zijn dure film niet te verspillen aan tientallen lukrake shots, iets waartoe digitale fotografie wel verleidt. Bovendien is film stabiel gedurende 100 jaar en is het nog steeds het beste medium voor archivering. Een probleem is dat zwart-witfilms weliswaar vrij gemakkelijk te verkrijgen zijn, maar dat er nog maar weinig winkels zijn waar men ze kan laten ontwikkelen. Voor wie zich aangetrokken voelt tot de oude analoge fotografie is de Ilford XP2 Super 400 mogelijk een oplossing: deze film wordt ontwikkeld met hetzelfde proces als gewone kleurennegatieffilm, waardoor hij kan behandeld worden door zowat elk minilab.

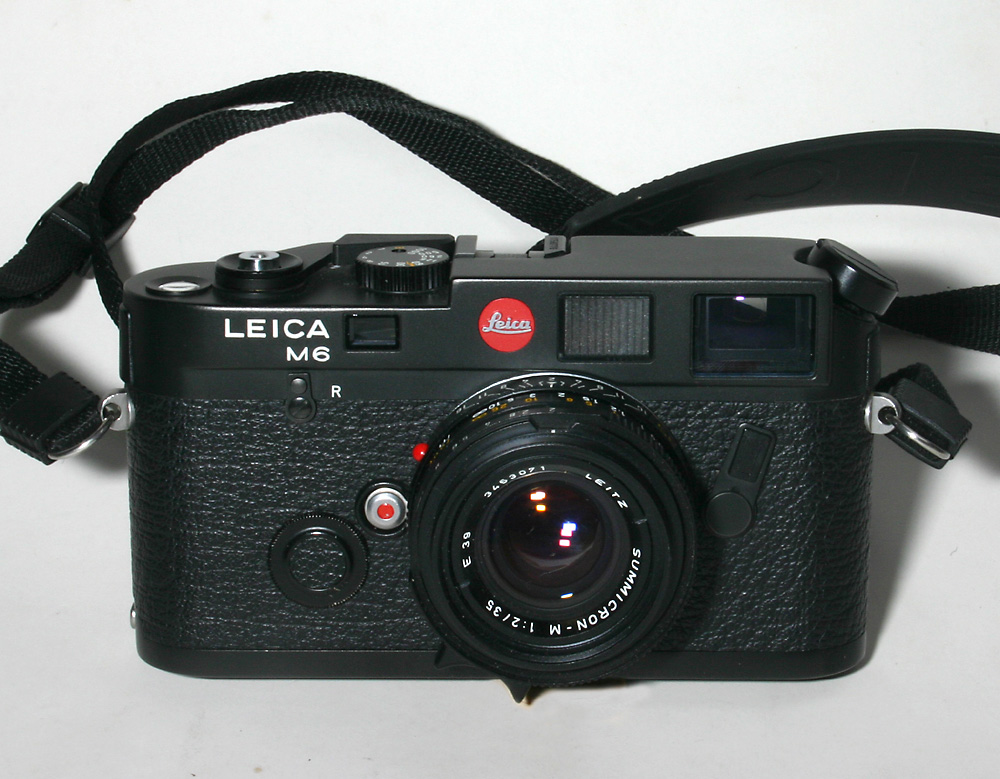
Leica M6

Enkele 'vintage' straatcamera's met fotorolletjes voor de liefhebbers
- de Bessa L, door de Japanse firma Cosina geïntroduceerd in 1999, met een aanbod van betaalbare opschroefbare Voigtländerlenzen (met onder meer nooit geziene groothoeklenzen van 12 mm en 15 mm) van uitstekende kwaliteit;
- de Canonetreeks die Canon van de jaren zestig tot de tachtig op de markt bracht voor enthousiaste amateurs die een betaalbare point-and-shootcamera wilden;
- de Contax G2, een in 1994 geïntroduceerde camera met verwisselbare lenzen die de competitie moest aangaan met de Leica M7, de Voigtländer Bessa R, en de Konica Hexar RF;
- de Leica M6, een rangefinder camera (meetzoekercamera) die Leica van 1984 tot 1998 produceerde;
- de Olympus Pen series, een halfbeeld meetzoekercamera met vast objectief die Olympus van 1959 tot begin jaren 1980 produceerde;
- de Ricoh GR1s, een door Ricoh in 1997 geïntroduceerde autofocus compactcamera, die geroemd wordt om de buitengewone kwaliteit van zijn 28mm-objectief;
- de Yashica Electro 35, door de firma Yashica midden jaren zestig verkocht met een vaste 45mm-lens, was de eerste camera met elektronisch bestuurde diafragmavoorkeuze.

### Objectieven
Opmerking: hoewel het ingeburgerd is om van een telelens, een zoomlens en een groothoeklens te spreken, is het eigenlijk correcter om niet lens maar objectief te gebruiken. Een objectief bestaat uit minimaal één lens, maar meestal uit meerdere lenzen.

#### Objectief met vaste brandpuntsafstand
Een objectief met vaste brandpuntsafstand (in vakjargon primelens of prime-objectief genoemd), heeft meer lichtsterkte (niet zo snel een flits nodig), is goedkoper, lichter, scherper, is kleiner en onopvallender, en geeft minder vervorming dan een zoomobjectief dat ingesteld wordt op dezelfde brandpuntsafstand, wat voor de straatfotografie allemaal voordelen zijn. Bovendien biedt het werken met eenzelfde objectief creatieve voordelen. Zo hoeft de straatfotograaf niet voortdurend zijn kader bij te stellen zoals bij een zoomobjectief, en kan hij zich beter concentreren op wat zich voor hem afspeelt, met meer aandacht voor compositie en uitsnede. Dit past overigens helemaal in de filosofie van de pionier van straatfotografie, Cartier-Bresson, die uitsluitend gebruikmaakte van lenzen met vaste brandpuntsafstand, met name de 35 mm en vooral de standaardlens van 50 mm.

#### Standaardobjectief, 50 mm
Het 50mm-objectief bij een kleinbeeldcamera is voor de straatfotograaf een uitstekende keuze, omdat het een beeld oplevert dat goed overeenkomt met het perspectief van het menselijk oog. Zo werkte Cartier-Bresson behalve met een groothoekobjectief van 35 mm hoofdzakelijk met een 50mm-lens. Een standaardobjectief levert een mooi compromis tussen groothoek- en teleobjectief doordat het vanwege zijn snelheid en lichtsterkte in veel situaties kan worden ingezet.

#### Groothoek
Groothoeklenzen (gewoonlijk tussen 21 en 35 mm) bieden verschillende voordelen voor de straatfotograaf: ze leveren een breed blikveld op met grote scherptediepte en de toeschouwer heeft de indruk dat hij deel uitmaakt van de actie. Bovendien is dit objectief kleiner en onopvallender dan andere lenzen, en dat pas goed bij de point-and-shootmentaliteit van de straatfotograaf. Het nadeel is dat de fotograaf erg dicht bij zijn onderwerp moet komen, waardoor het moeilijk is om ongezien een foto te kunnen nemen. Een truc die straatfotografen graag toepassen is het "vanaf de heup" fotograferen, terwijl ze hun blik op iets anders richten zodat niemand merkt wie ze in feite op de foto willen hebben. Wie te terughoudend is om mensen 'in hun gezicht' te fotograferen, kan ook beroep doen op een teleobjectief, ook al zijn er traditionalisten die dit als sluipschutterij beschouwen. Een ander groot voordeel van een groothoekobjectief is dat deze objectieven lichtsterker zijn dan telelenzen, waardoor ze geschikter zijn voor nacht- en binnenopnames.

#### Tele
Normale teleobjectieven hebben een brandpuntsafstand van 135 tot 300 mm, daarboven spreekt men van supertelelens of superteleobjectief, maar die worden hoofdzakelijk door sport- en natuurfotografen gebruikt. Een teleobjectief biedt het voordeel dat de fotograaf van een afstand zijn onderwerp kan benaderen en in beeld brengen. Er zijn immers situaties denkbaar waarin de fotograaf zijn onderwerp niet dicht genoeg kan of wil naderen, of waarin een teleobjectief een betere foto oplevert.
Omdat snel werken voor een straatfotograaf belangrijk is, kan er gekozen worden voor autofocus. Heeft hij meer tijd, dan kan hij zijn toestel eerst handmatig instellen.
Met een teleobjectief werken vanuit de hand is mogelijk als de sluitertijd hoog genoeg kan worden ingesteld, anders is het best om met statief te fotograferen of om het toestel op een vaste ondergrond te plaatsen en met de zelfontspanner te werken. Zeker bij gebruik van langere brandpuntsafstanden is het risico op bewogen beelden groter naargelang de sluitersnelheid kleiner is. Een bekende vuistregel onder fotografen is: stel de sluitersnelheid zo in dat het aantal honderdsten van een seconde groter is dan de brandpuntsafstand. Wie bijvoorbeeld met een teleobjectief van 135 mm werkt, stelt de sluiter best in op 1/150 seconde of sneller. De gevoeligheid van de film (ISO) zal daarvoor waarschijnlijk opgeschroefd moeten worden.

#### Zoom
Het zoomobjectief biedt het beste van alle mogelijke werelden: de fotograaf kan dicht bij zijn onderwerp komen of er afstand van nemen en onopgemerkt een foto nemen. Moderne tele- en zoomlenzen beschikken over een beeldstabilisator en autofocus, en leveren bij slechte lichtomstandigheden met f2 of minder nog steeds goede prestaties. Voor de straatfotograaf die licht bepakt de straat wil optrekken, biedt het zoomobjectief een uitkomst om op alle omstandigheden voorbereid te zijn.

#### Zonefocussen

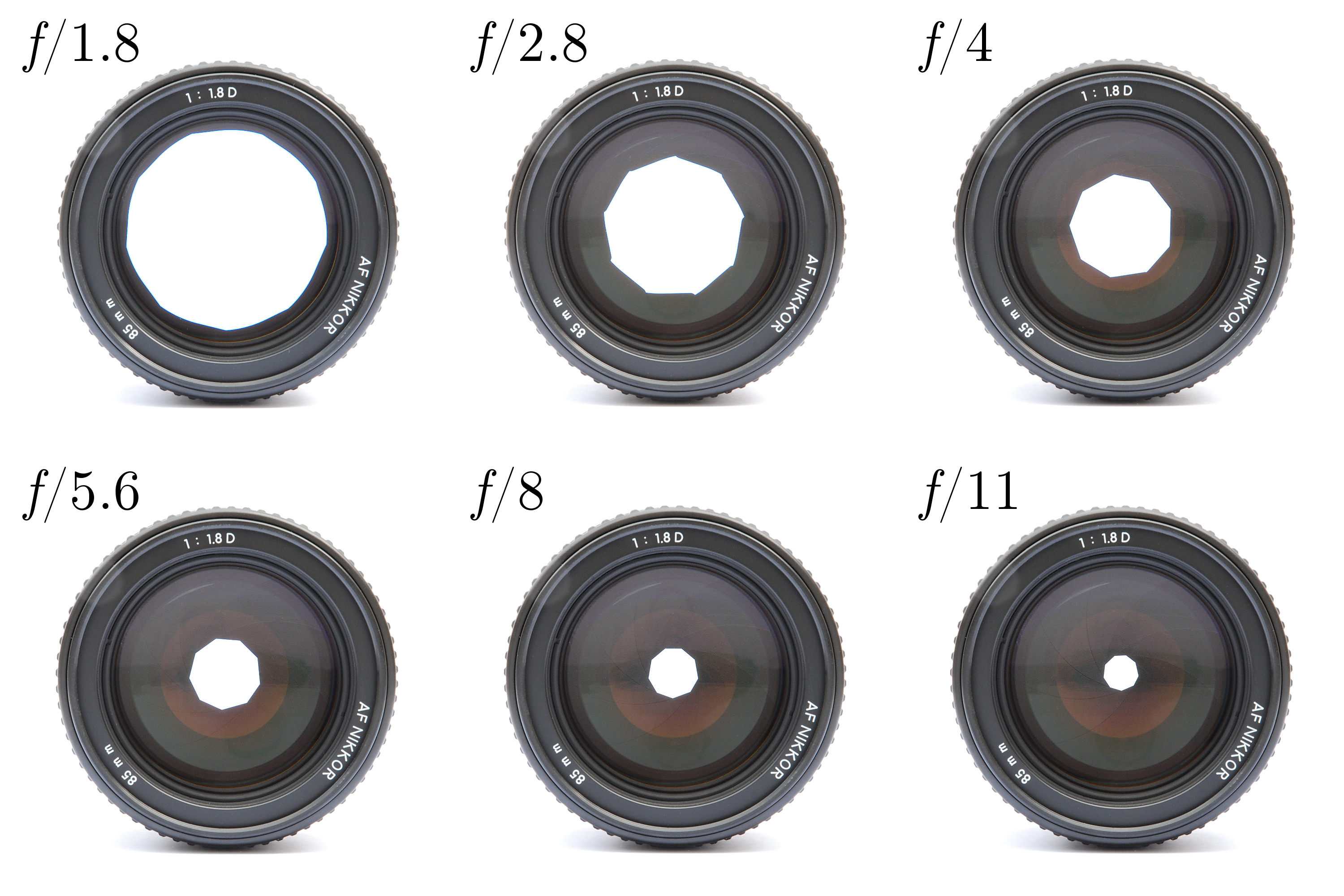
Hoe kleiner de opening van de lens (het diafragma) waar het licht door valt, hoe meer scherptediepte

Bij zonefocussen stelt de fotograaf handmatig zijn toestel in op een diafragma waarmee een bepaalde zone scherp zal zijn. Het grote voordeel is dat dit vooraf kan gebeuren. Zonefocussen is voor de straatfotograaf vooral een middel om sneller te kunnen fotograferen zonder de (wat tragere) autofocus te moeten gebruiken, of ter plaatse de scherptediepte te moeten instellen met het diafragma. Dat straatfotografen een voorkeur hebben voor groothoeklenzen heeft ermee te maken dat lenzen in dit bereik een aanmerkelijk grotere scherptediepte bieden dan lenzen met een langere brandpuntsafstand.
Wanneer een straatfotograaf "vanaf de heup" fotografeert, houdt hij de camera niet voor het oog, maar aan de heup of op een andere plaats. Om dan toch gelukte foto's te krijgen is het best om wat vertrouwd te zijn met zonefocussen en hyperfocale afstanden. In mensentaal betekent dit dat de fotograaf vooraf afstand en diafragma instelt om een bepaalde zone in zijn beeld aanvaardbaar scherp afgebeeld te krijgen. Hoe kleiner het diafragma, hoe groter de scherptediepte en hoe dichterbij de hyperfocale afstand ligt. Een 50mm-objectief kan bijvoorbeeld bij een klein diafragma van f/22 al scherpstellen vanaf 5 m tot oneindig, terwijl datzelfde objectief, volledig geopend, op f/2.8 slechts een scherp beeld oplevert tussen 8 en 13 m (afhankelijk van de camera). Sommige toestellen hebben een scherptediepteschaal, waarbij het zoeken naar de hyperfocale afstand eenvoudig kan gebeuren; anders moet men een tabel raadplegen. Handiger dan een tabel is een fototoestel dat zelf een scherptedieptepreview heeft. Hiermee kan de fotograaf meteen zien wat er op de foto scherp zal zijn.

### Filmgevoeligheid

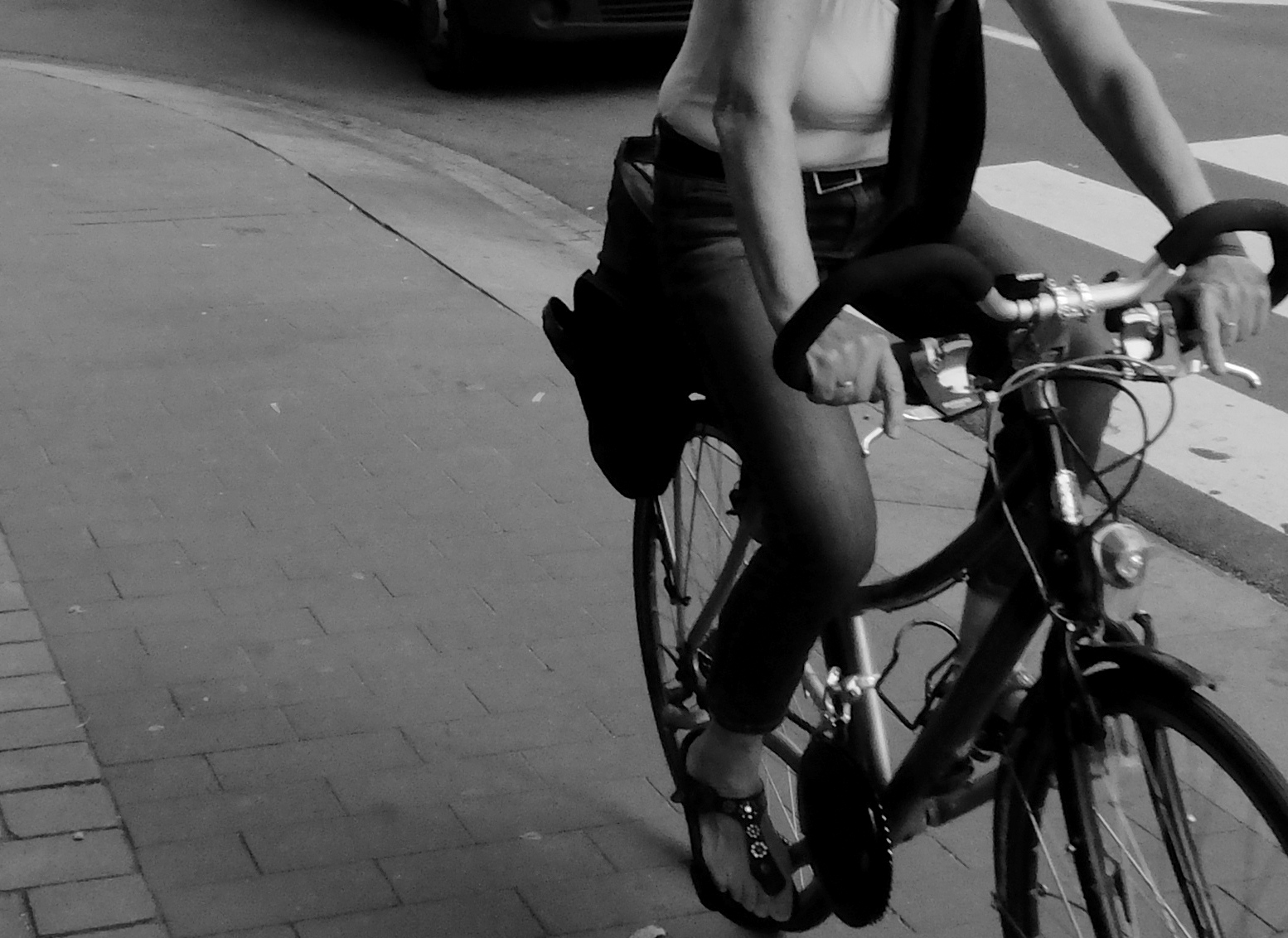
Een voorbijzoevende fiets kon door de straatfotograaf scherp worden gefotografeerd bij ISO 400, wat een sluitersnelheid van 1/500 mogelijk maakte.

De ISO-standaard is de opvolger van de oude ASA-standaard en geeft bij digitale camera's de lichtgevoeligheid van de beeldsensor weer.
Het hangt ook hier van de voorkeur van elke individuele fotograaf af of hij liever in volautomatische modus werkt of manueel grotere controle op de belichting wil uitoefenen. Straatfotografen kiezen typisch voor wat hogere ISO-waarden: hoe gevoeliger een film, hoe meer mogelijkheden hij biedt voor werken bij zwakker licht. Een voorbeeld: wanneer bij een film van ISO 100 op een grijze dag een sluitersnelheid 1/50 (van een seconde) mogelijk is, dan zal bij een verdubbeling van de ISO-waarde naar 200 de sluitersnelheid verdubbeld kunnen worden naar 1/100, wat de kans op een scherpere foto aanzienlijk verhoogt. Wil die fotograaf bij ISO 200 de scherptediepte vergroten, dan laat hij de sluitersnelheid ongemoeid en kiest een diafragmastop (bijvoorbeeld van f/8 naar f/16) die de hoeveelheid binnenvallend licht halveert. Straatfotografen die met een groothoekobjectief werken, dat al een grote scherptediepte oplevert, kiezen vaak voor hogere sluitersnelheden. Het instellen van ISO-waarden van 400 tot 800 of groter is niet ongewoon, omdat moderne camera's beschikken over lenzen die zelfs bij die waarden goede beelden met weinig 'ruis' opleveren.

### Lichtmeetmethode
Een straatfotograaf heeft vaak geen tijd om vlak voor het nemen van de foto de juiste lichtmeetmethode voor zijn onderwerp te kiezen. Het makkelijkst werkt de meervlaksmeting (ook multizone of matrix genoemd), die veelal een goede gemiddelde belichting oplevert. Bij tegenlicht is een centrumgewogen meting echter aanbevolen, omdat het onderwerp anders onderbelicht zal zijn. Een weinig belicht onderwerp in een donkere omgeving zal met meervlaksmeting dan weer de neiging tot overbelichten hebben. Een oplossing die vaak gekozen wordt door de straatfotograaf die zich aan snel wisselende omstandigheden moet aanpassen, is het over- of onderbelichten van de foto in zijn zoeker met de functie belichtingscompensatie. Dit kan door bijvoorbeeld snel een diafragmastop hoger of lager te kiezen. Bij veel digitale camera’s kan men tegenwoordig het histogram van de belichting op het menuscherm bekijken, dat laat zien hoe de verdeling van licht en donker op de foto is. Dat vergt natuurlijk weer meer tijd.

### Belichtingsmodus

Keuzewieltje op een camera, met verschillende belichtingsmogelijkheden. "A" staat voor Aperture priority, diafragmaprioriteit

Geavanceerde camera's bieden de keuze tussen automatische belichting (Auto en Program), semiautomatisch (diafragmavoorkeuze of sluitertijdvoorkeuze) of manueel. Werken in automatische modus heeft het voordeel van onbekommerd erop los schieten, maar de fotograaf heeft minder controle over het eindresultaat.
- Wanneer de fotograaf zijn onderwerp scherp wil laten afsteken tegen een wazige achtergrond, dan is diafragmavoorkeuze de aangewezen weg. Door een zo klein mogelijk diafragmagetal te kiezen (bijvoorbeeld f/1.8 in plaats van f/11) kan hij dit effect bereiken. Omgekeerd zal voor veel scherptediepte, waarbij zowel voor- als achtergrond scherp zijn, het diafragmagetal zo groot mogelijk moeten zijn (bijvoorbeeld f/11 of f/16). Dit effect kan overigens gemakkelijker worden bereikt met een telelens, omdat een groothoeklens zelfs met een klein diafragmagetal meer scherptediepte geeft. Het wordt veel meer toegepast bij portretfotografie dan bij straatfotografie.
- Straatfotografen die bewegende onderwerpen scherp willen weergeven zullen dan weer opteren voor sluitertijdvoorkeuze omdat ze dan zelf een hogere sluitersnelheid kunnen bepalen (bijvoorbeeld 1/250 in plaats van 1/60).
- De modus 'Program' is interessanter dan de volautomatische modus. De belichting gebeurt automatisch, maar de fotograaf kan afwijken van de voorgestelde combinatie diafragma/sluitersnelheid.
- Volledig manueel is ook een optie, maar het past niet zo goed bij de point and shoot-mentaliteit van de straatfotograaf omdat daar meer tijd in kruipt.

Sunny 16
Een handige regel voor straatfotografen die manueel willen fotograferen, is de "Sunny 16-regel", een methode om zonder belichtingsmeter toch een correcte belichting te verkrijgen:
On a sunny day, at ISO 100, an aperture of F16 requires a shutter speed of 1/125.
(Op een zonnige dag, met ISO op 100, diafragma op 16, is een sluitertijd van 1/125 nodig.)
Van deze basisregel kan dan bijvoorbeeld afgeleid worden:
Op een zonnige dag, met ISO op 200, diafragma op 16, is een sluitertijd van 1/250 nodig.
Het is een toepassing van de regel dat, indien de gevoeligheid van de film verdubbeld wordt, de sluitertijd gehalveerd kan worden bij gelijkblijvende lensopening. De regel kan verder uitgebreid worden met andere diafragma's (bijvoorbeeld f/11 voor bewolkte dagen).

### Flitser
Puristen zeggen neen tegen de flitser. Het doet mensen schrikken en van ‘candid’ opnames is er geen sprake meer. Nochtans zijn er situaties denkbaar waarin het gebruik van een flitser ook voor de straatfotograaf nuttig is. Een flitser doet een wat vlak tafereel opleven door de voorgrond op te lichten, en kan ook creatief worden aangewend, door bijvoorbeeld eens met een lagere sluitersnelheid te fotograferen. Het is onconventioneel, maar het gebruiken van een flitser op straat hoeft de experimentele straatfotograaf daarom niet te mijden.

## Beeldbewerkingssoftware

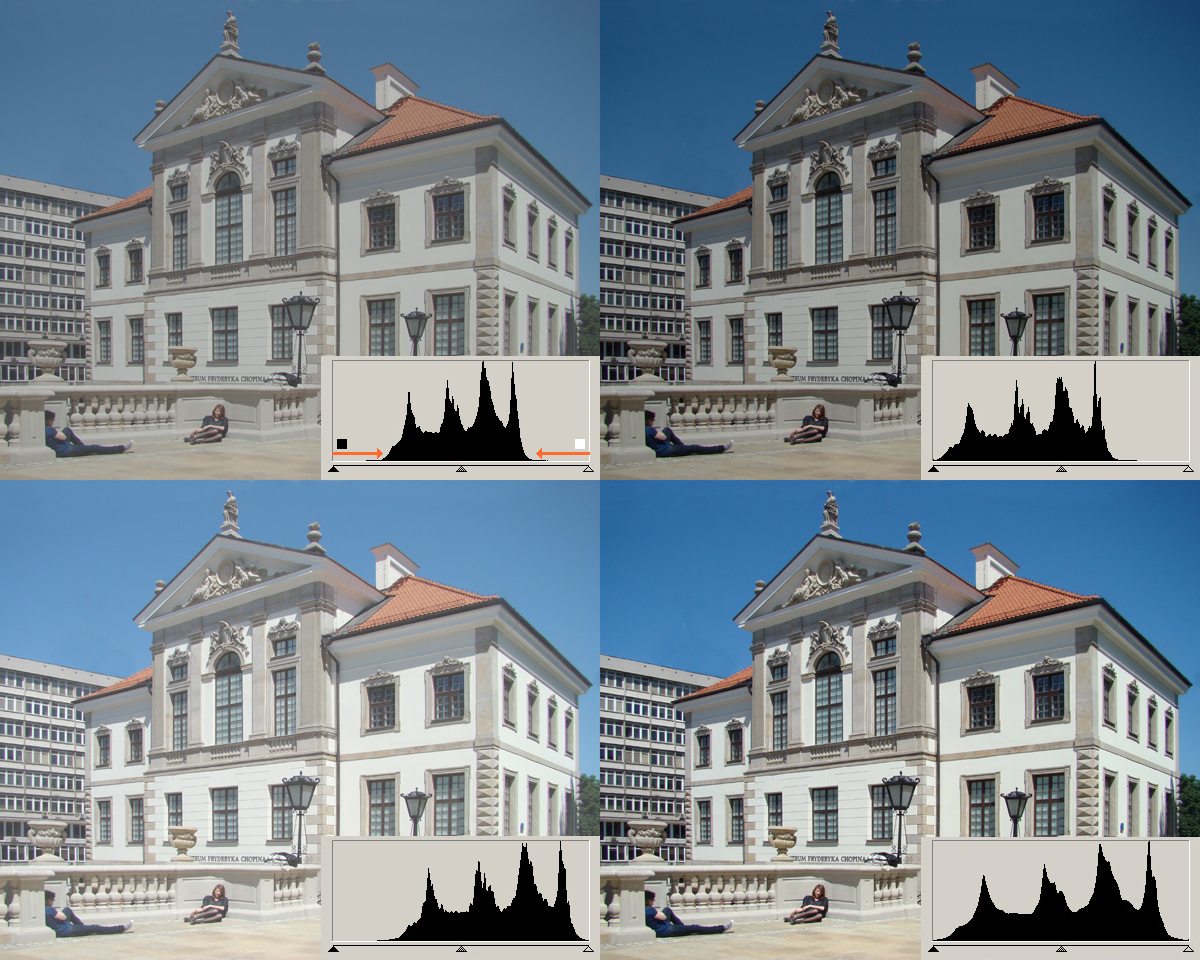
Contrastverbetering met Photoshop

Hedendaagse straatfotografen maken gebruik van beeldbewerkingssoftware voor het verbeteren van hun digitale foto’s, maar trachten gewoonlijk toch in de geest van de 'oude meesters' te blijven door digitale kunstgrepen te beperken. De meest toegepaste bewerkingen bij straatfotografie zijn het omzetten in zwart-wit, het maken van een betere uitsnede, en het bijwerken van belichting, scherpte en contrast. Aangeraden wordt om foto’s in het onbewerkte RAW-formaat te nemen, omdat die meer informatie bevatten dan JPEG. Favoriete programma’s bij straatfotografen zijn onder meer Adobe Photoshop Lightroom en het gratis te downloaden Google Picasa. Bij moderne camera's en mobieltjes met apps is eenvoudige bewerking van gemaakte foto's ook mogelijk.

## Thema's en subgenres
Straatfotografie heeft vele gezichten. Afhankelijk van het onderwerp en de techniek waarop de fotograaf zich focust, zou men over "subgenres" of thema's kunnen spreken. Wat opvalt bij straatfotografen die naam hebben gemaakt, zijn hun steeds terugkerende thema's. Zo is Garry Winogrand bekend om zijn vrouwen, Saul Leiter om zijn weerspiegelingen, Édouard Boubat om zijn foto's van kinderen, en Elliott Erwitt om zijn honden.

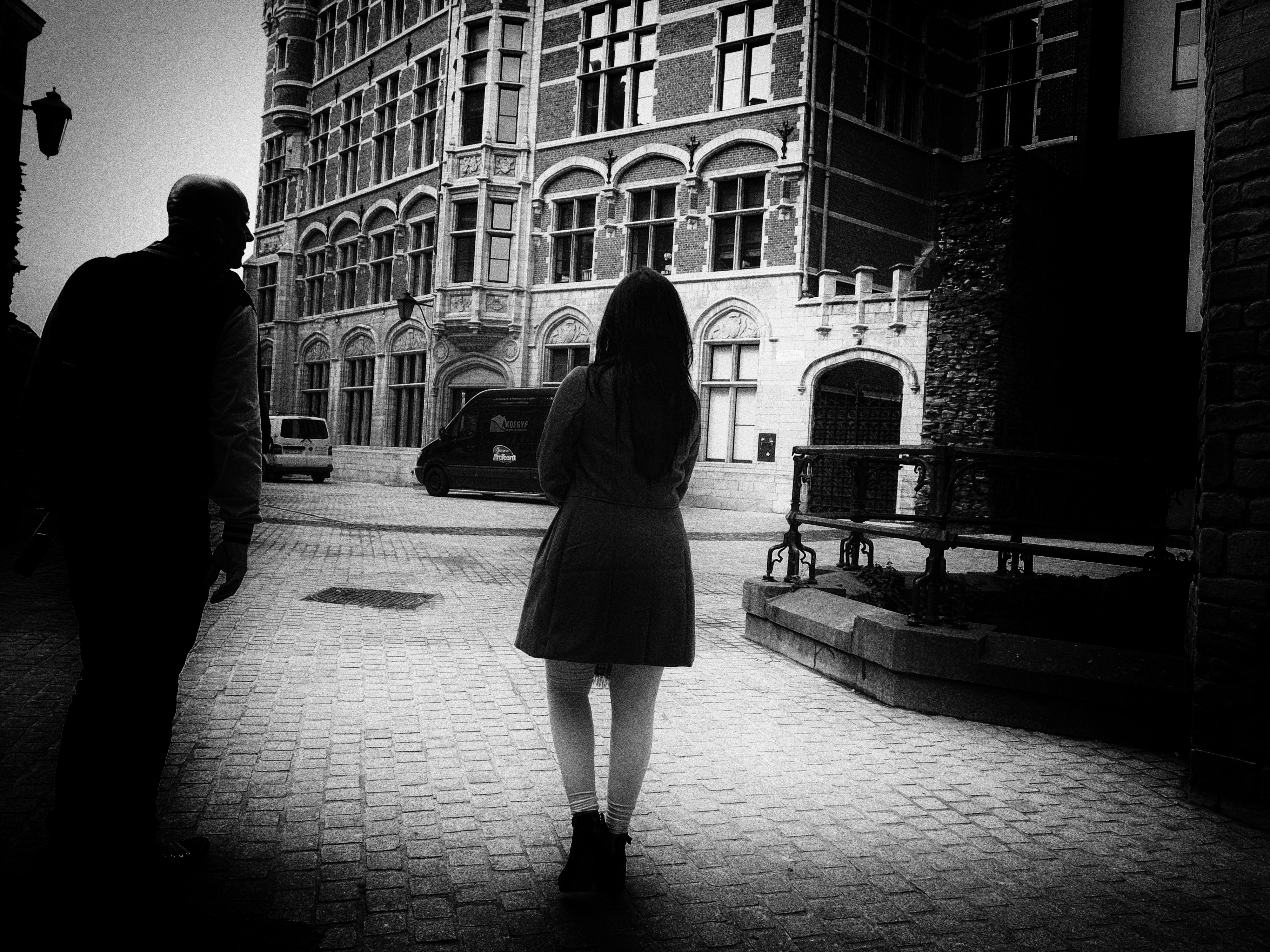
Licht en schaduw
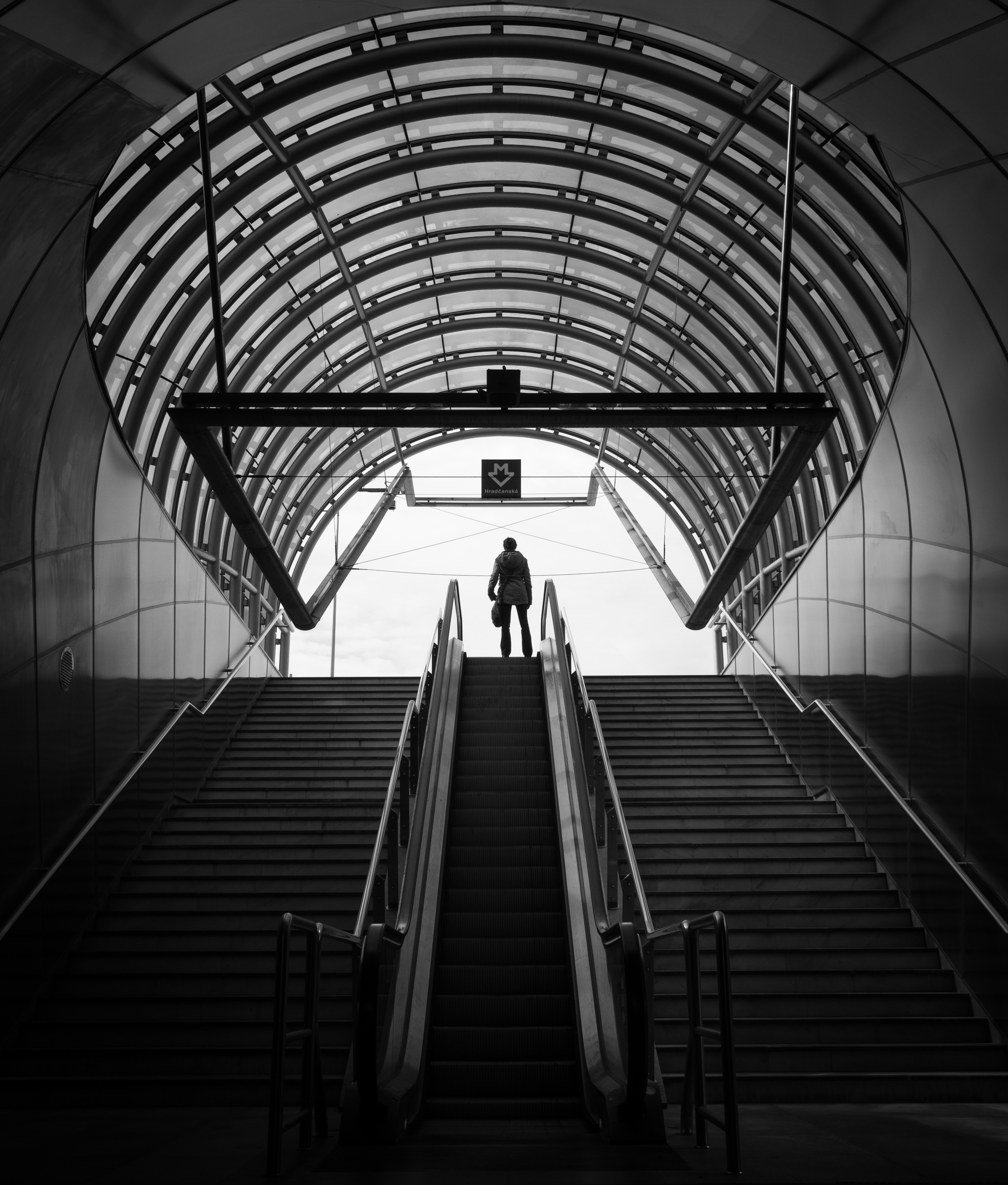
Mens en geometrie
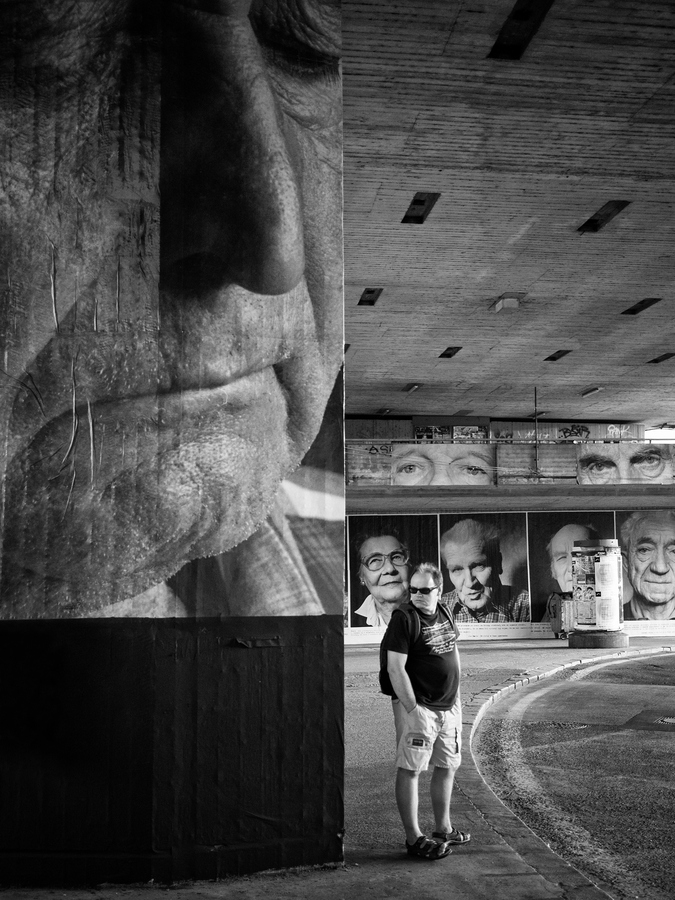
Juxtapositie

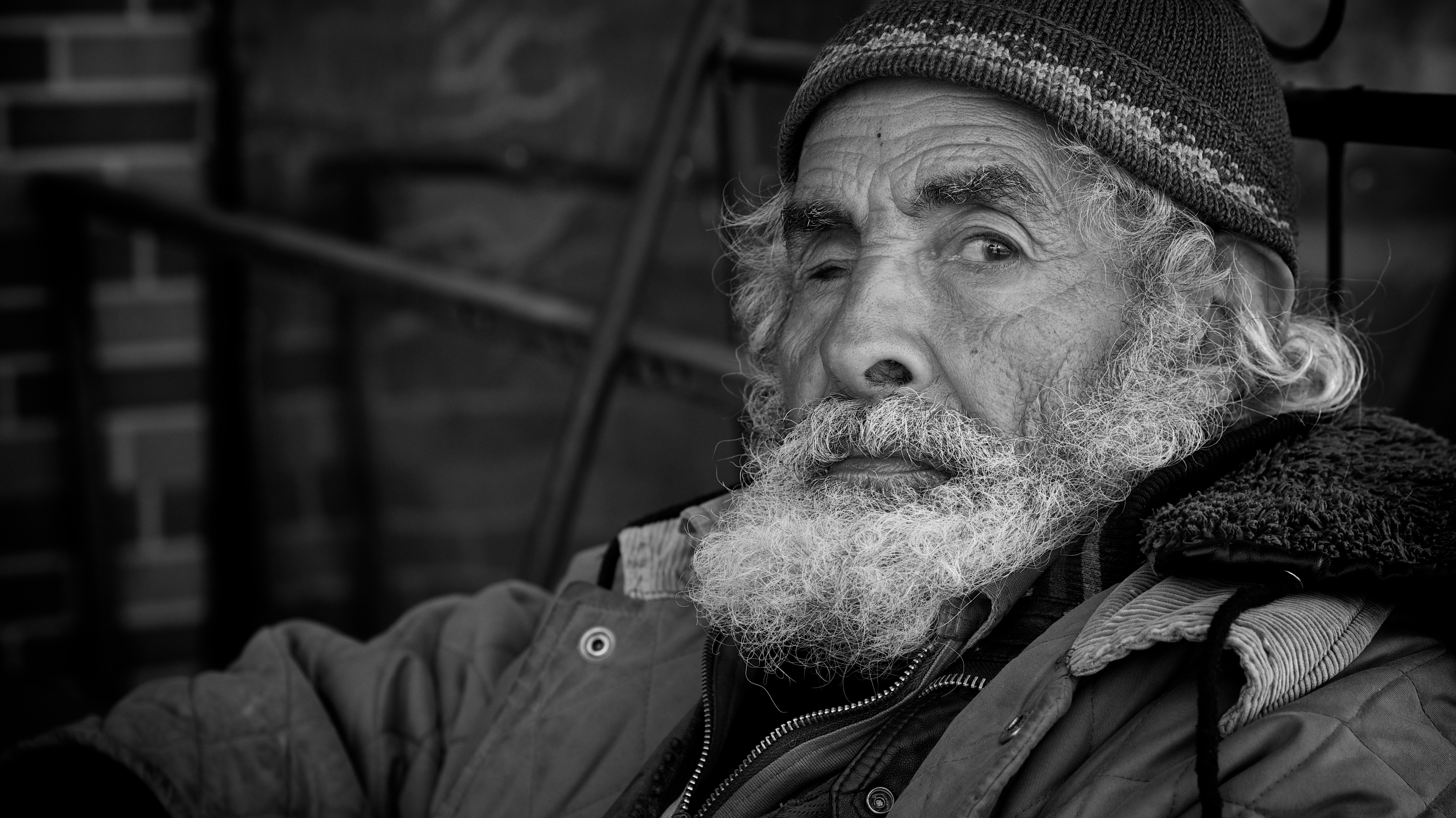
Oogcontact
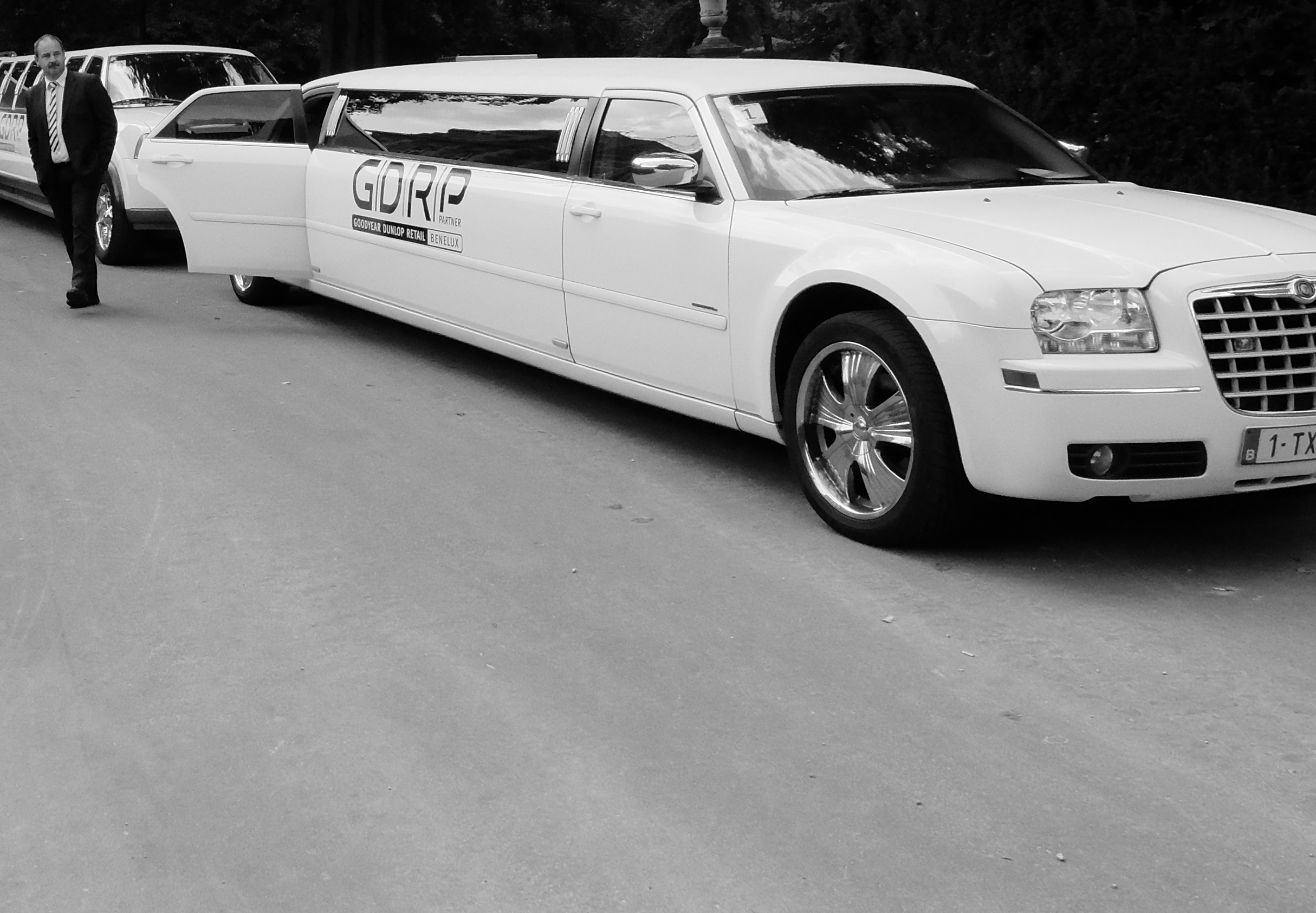
Ironie
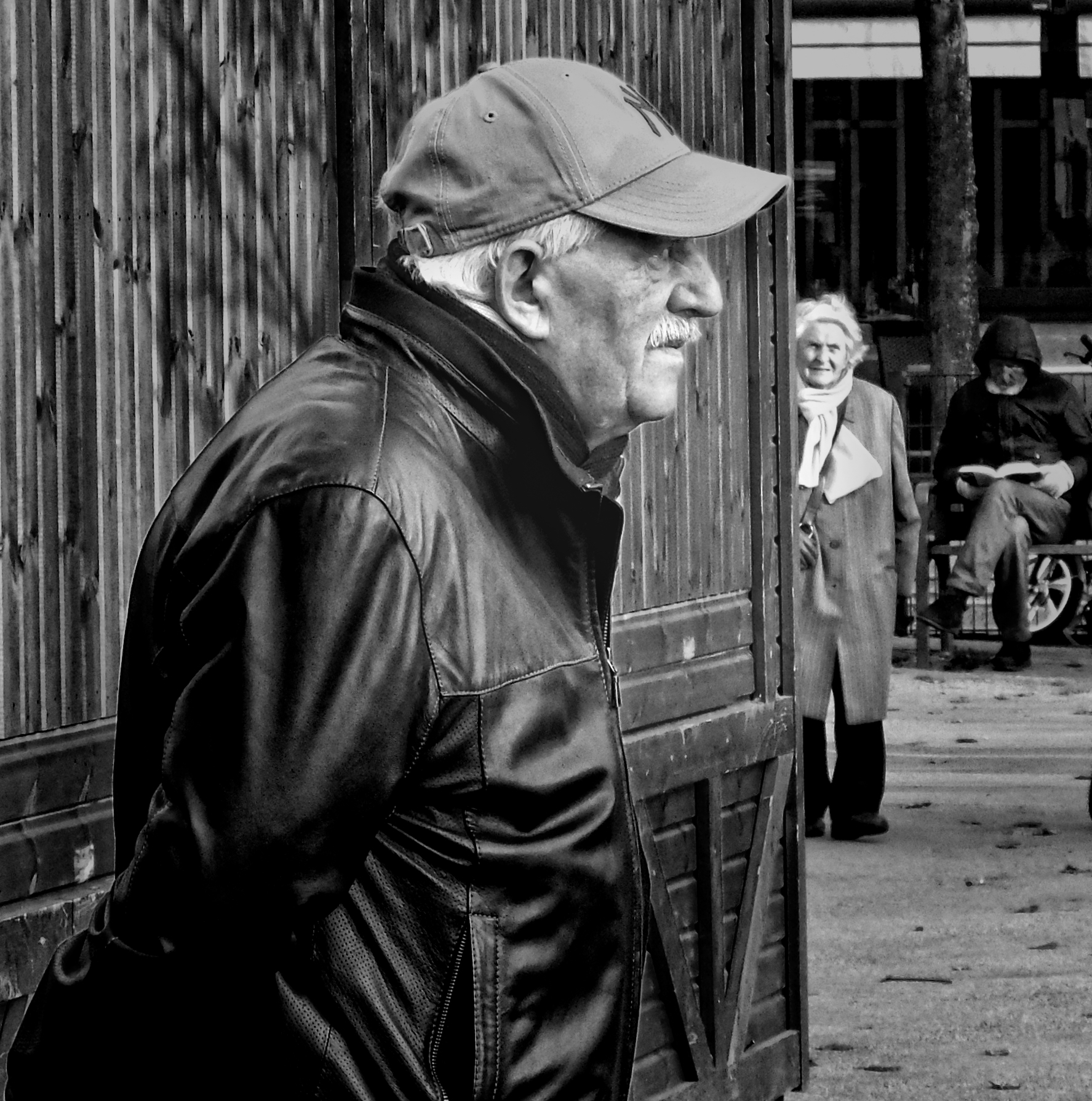
Gelijk welk ander thema, bijvoorbeeld 'Oudere mensen'

Dit onderwerp kan niet uitputtend behandeld worden, en de voorbeelden hieronder beogen dan ook slechts een idee te geven van de mogelijke thema's die de straatfotograaf kan kiezen of die zijn stijl kenmerken:
- Licht en schaduw: deze tak van de straatfotografie richt zich op foto's waarin licht en schaduwen een sterk beeld opleveren. Deze fotografen zijn steeds op zoek naar dramatische contrasten in zwart-wit, tegenlicht, silhouetten en typische lange schaduwen.
- Mens en geometrie: straatfotografen die dit thema beoefenen, zoeken een compositie met de mens in een geometrische context (trappen, sterk perspectief met trappen, doorkijk en dergelijke).
- Juxtapositie: met juxtapositie brengen fotografen als Garry Winogrand twee elementen naast elkaar in beeld waartussen een verband wordt gesuggereerd.
- Oogcontact: op publieke plaatsen foto's nemen van onbekende personen die naar de fotograaf kijken wordt door puristen niet als straatfotografie aanvaard, al levert het soms wel sterke beelden op.
- Ironie: ironische straatfotografie toont grappige of ironische beelden die zich onverwachts aan de fotograaf aanbieden.

## Visie en stijl

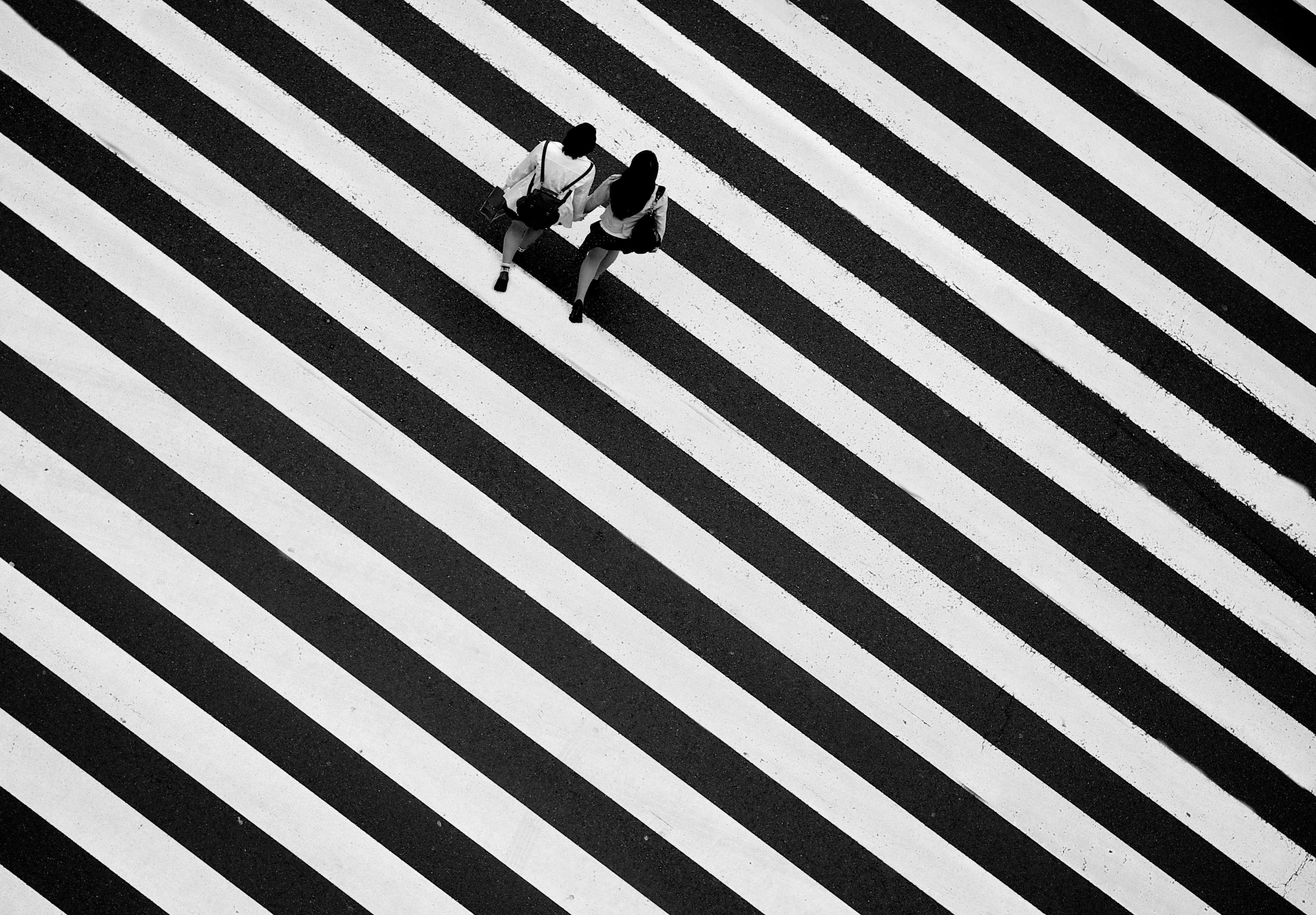
Compositie met diagonaal door het beeld lopende lijnen.

Het uiteindelijke doel van elke straatfotograaf is het scheppen van originele, aansprekende beelden in een herkenbare stijl, die een eigen visie op de maatschappij tonen. De stijl van een fotograaf wordt bepaald door de keuzes die hij maakt: fotomateriaal, lievelingsonderwerp, compositie, wijze van nabewerking van de gemaakte foto's enzovoort, maar het blijft iets dat moeilijk onder woorden te brengen is. Veel van wat bij andere fotografiegenres aangeleerd wordt, geldt uiteraard ook voor straatfotografie: belichting, kadrering en contrast, het wijzigen van het perspectief door een ander standpunt in te nemen, enzovoort. De 'straattechniek' vereist echter snelle reacties en alertheid. Techniek is iets waarvoor de straatfotograaf letterlijk geen 'tijd' heeft om lang over na te denken. Hij of zij moet dus snel leren anticiperen of op een goede locatie geduldig zitten wachten tot zijn onderwerp zijn ideale kader komt binnengewandeld. Met de jaren ontwikkelt de fotograaf volgens Cartier-Bresson een soort instinct dat hem of haar zegt wat het juiste moment is om af te drukken.
Een straatfotograaf wil emoties teweegbrengen met zijn foto's. Daarom kiest hij ongewone standpunten, speelt bewegingsonscherpte uit, en probeert dynamiek in het beeld te brengen. Ironie vindt men ook vaak bij straatfoto's terug: een ukje aan de hand van een basketballer, een mooie jonge vrouw op een bank naast een hoogbejaarde vrouw, een ruziënd naast een vrijend koppel enzovoorts. Sterke contrasten met licht en schaduw, alsook verticale, schuine en horizontale lijnen die door het beeld lopen fascineren de straatfotograaf. Flitsen worden zelden gebruikt, liever schroeft de fotograaf de ISO-waarde van zijn film of sensor op zodat hij gebruik kan maken van het beschikbare licht.

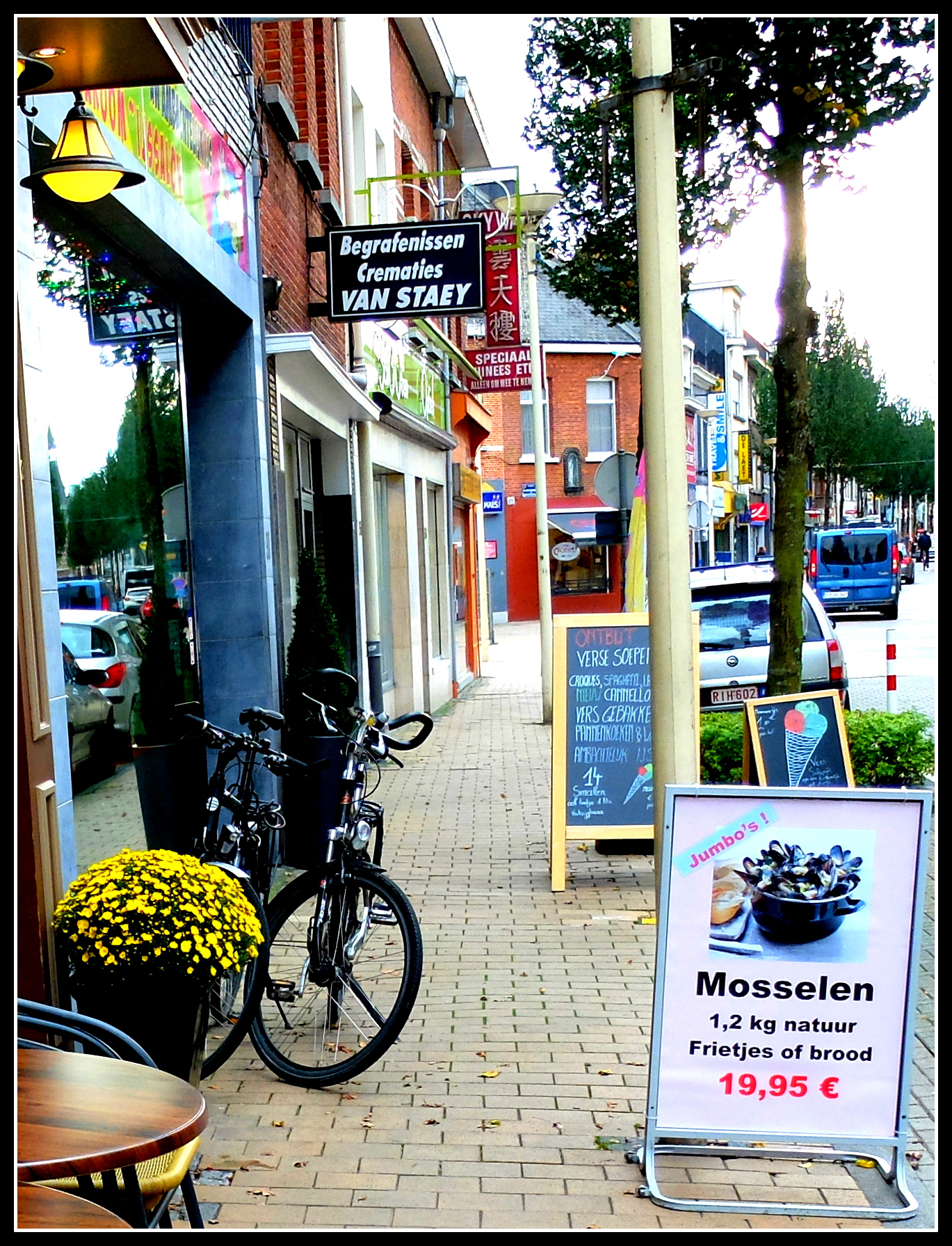
Happy shopping in Schoten, een staaltje Belgisch surrealisme, is een straatfoto zonder mensen. De meningen zijn verdeeld of dergelijke foto's wel tot de straatfotografie kunnen worden gerekend.

De straatfotograaf is op alle plekken te vinden waar veel mensen komen, zodat hij kan opgaan in de massa en onopgemerkt op jacht kan gaan. Locaties als markten, bus-en treinstations op het spitsuur, cafés, bars en restaurants, winkelstraten en metro’s zijn ideale jachtterreinen. Op sommige straatfoto’s staan helemaal geen mensen, maar wordt hun aanwezigheid gesuggereerd door wat de fotograaf in beeld brengt, zoals een waslijn met versleten kleren of een omgekieperde vuilbak. Straatfotografen raken het er onder elkaar niet over eens of dergelijke foto's nog wel behoren tot het genre dat zij beoefenen.
Het is niet altijd de bedoeling om een geslaagd portret van iemand te maken: ook groepen benen, voeten of handen leveren goed materiaal voor een straatfoto. Silhouetten van mensen, of weerspiegelingen in plassen en ramen trekken de aandacht van de straatfotograaf omdat die een intrigerende verdubbeling in zijn beeld brengen. Een 'dialoog' maakt een foto boeiender voor de toeschouwer; als iemand in de foto oogcontact maakt met de fotograaf, dan speelt de dialoog zich tussen hen beiden af. Ook het totaal gebrek aan dialoog kan boeien, zoals mensen die in een overvolle tram star voor zich uit kijken en opgesloten zitten hun eigen wereldje. Met zulke eenvoudige beelden kijkt de straatfotograaf kritisch naar het vervreemdende leven van een grote stad.
Wandelen is goed voor je! Straatfotografie zal je de wereld om je heen veel meer doen waarderen Je zult je nooit meer vervelen, nergens! Trek een goed paar schoenen aan en trek er op uit, het beoefenen van straatfotografie is een leuke manier om voldoende beweging te krijgen!— Valerie Jardin
Onderwerpen zijn overal te vinden, en er is altijd wel iets boeiends te beleven op straat. Mensen die aan straatfotografie doen genieten van de afwisseling, de spanning en de spontaniteit. Toeval speelt soms een belangrijke rol bij het ontstaan van de foto's, en de straatfotograaf experimenteert door te spelen met over- en onderbelichting, bewegingsonscherpte en onevenwichtige composities. Door die grenzen van de traditionele fotografietechnieken af te tasten ontwikkelt hij stilaan een eigen visie en stijl.

## Purisme en vernieuwing
Hoewel veel straatfotografen de onder invloed van Cartier-Bresson geformuleerde regels van de straatfotografie respecteren, stonden er zoals bij elke kunstvorm al snel rebellen klaar om die regels betreffende uitrusting, stijl en esthetiek te breken. Zo maken hedendaagse liefhebbers van het genre vaak wel gebruik van beeldbewerkingssoftware zoals Lightroom en Photoshop om de foto's achteraf te bewerken, terwijl Cartier-Bresson zijn negatieven niet manipuleerde voor een betere uitsnede of belichting. Hij vertrouwde volledig op de kunde en intuïtie van de fotograaf om op het juiste ogenblik ("le moment décisif") een geslaagde foto met de juiste belichting en kadrering te maken. Hoewel straatfotografen als Cartier-Bresson hun onderwerp discreet en ongezien benaderden, stapten anderen, zoals Diane Arbus en William Klein, onbeschroomd op mensen af om hen te fotograferen. Diezelfde Arbus en bijvoorbeeld ook Bill Brandt gingen niet met een kleinbeeldcamera, maar met een Rolleiflex met flitslampen op stap. Terwijl puristen gewoonlijk zweren bij groothoekobjectieven, maken andere straatfotografen zonder probleem gebruik van objectieven in het bereik 21 mm-200 mm.
Het fotograferen in zwart-wit werd eveneens doorbroken: gerenommeerde fotografen die kleur in de straatfotografie brachten zijn Helen Levitt, Fred Herzog, Joel Meyerowitz, William Eggleston en Stephen Shore. Ook de professionele Amerikaanse fotojournalist Steve McCurry hielp mee de weg vrij te maken voor het gebruik van kleur in straatfotografie. Kortom: zowat elke hieronder geformuleerde regel is door straatfotografen, op zoek naar een eigen stijl, gebroken.

## Straattechniek en straatstrategieën

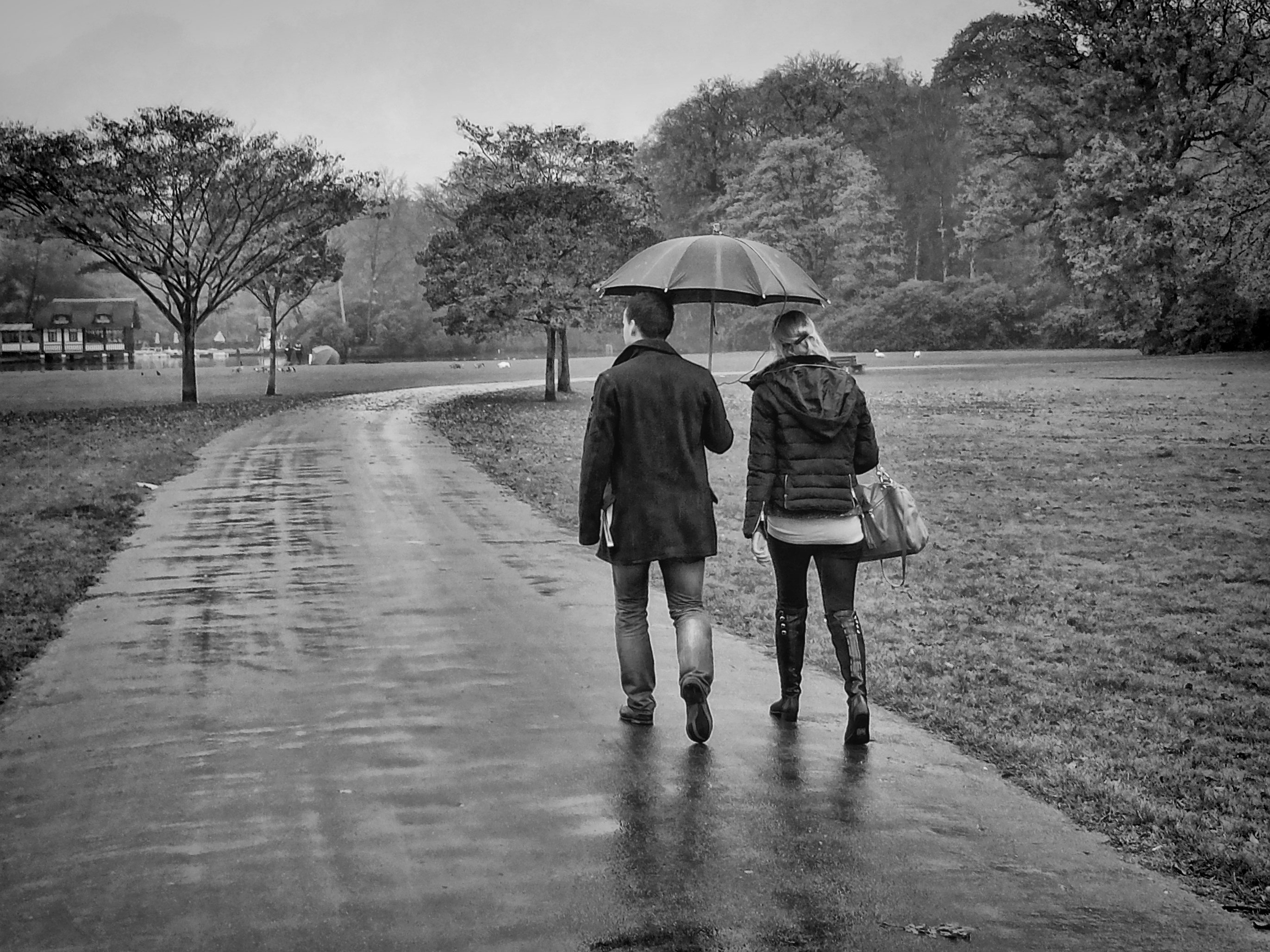
Onopgemerkt achter het onderwerp aanlopen en een foto nemen

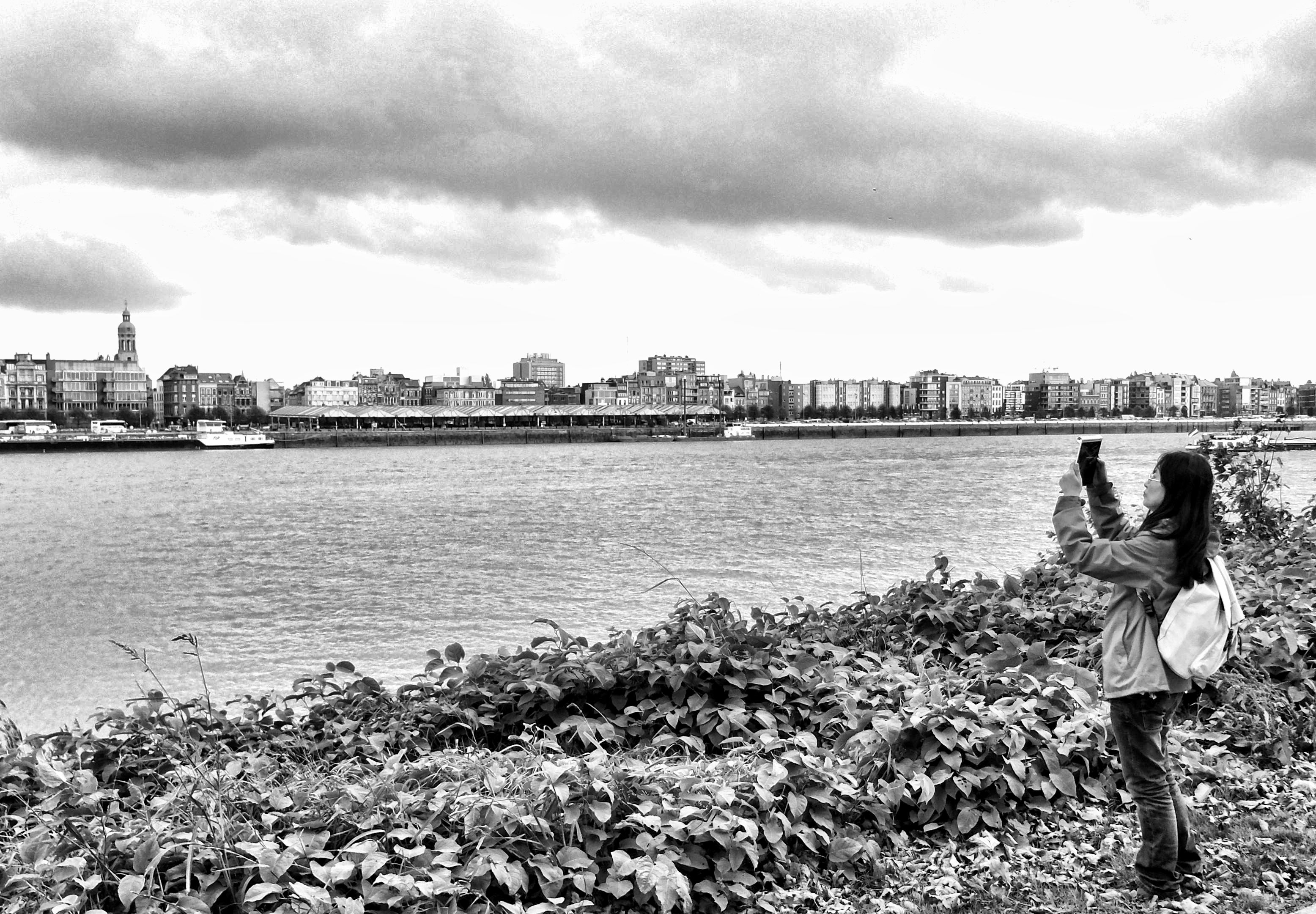
De fotograaf lijkt een foto te nemen van de Schelde, maar ook het meisje is zonder dat ze dit weet in beeld. Dit lukt vooral goed met een camera met groothoekobjectief (28 mm voor deze foto) omdat er dan veel meer in beeld komt.

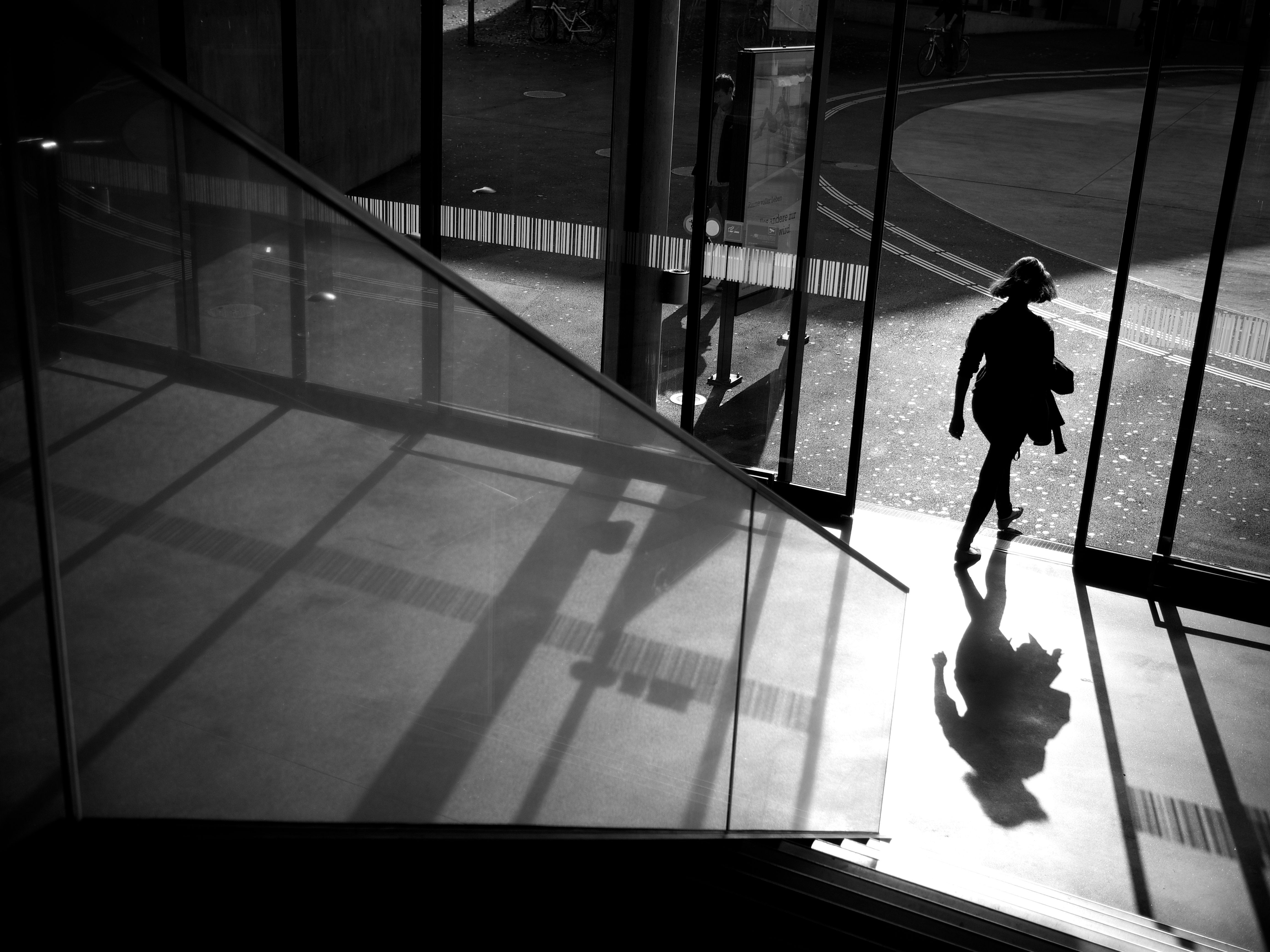
Wanneer de fotograaf een geschikte locatie heeft gevonden, kan hij wachten tot een persoon op de juiste plaats in beeld komt om de compositie compleet te maken.

Overwegingen die straatfotografen maken, hebben onder andere te maken met techniek (materiaal, camera-instellingen), keuze van locaties, de omgang met mensen (oogcontact of niet) en stilistische keuzes (zwart-wit of kleur, mogelijke perspectieven, thematiek). Een straatfotograaf moet steeds alert zijn en snel kunnen reageren als zich onverwachts een onderwerp aandient, en dat bepaalt voor een groot deel de keuze van zijn materiaal. Andere overwegingen van straatfotografen betreffen onder meer compositie-elementen, het experimenteren met verschillende standpunten, en het streven naar een foto die 'een verhaal' te vertellen heeft, dus eigenlijk zaken die voor fotografie in het algemeen gelden. In een vorig hoofdstuk werd al uitvoerig ingegaan op technische aspecten en keuzes die daarbij worden gemaakt.
Straatfotografen die hun onderwerp onopvallend wil benaderen, gebruiken bij voorkeur een compacte, zwarte camera en vermijden het gebruik van een statief. Ze lopen niet rond met de camera voor het oog (maar bijvoorbeeld lager, aan de heup), gebruiken vooral geen flitser en schakelen alle geluiden via het menu van de camera uit. Niet iedere fotograaf houdt er echter van om mensen zo heimelijk te benaderen: sommigen gaan rechtstreeks op hun doel af, maken een praatje of stellen de mensen gerust in plaats van in 'stealth mode' hun 'prooi te besluipen' en oogcontact te vermijden. Veel hangt dus af van de persoonlijkheid van de straatfotograaf. Mensen die er zich bewust van zijn dat iemand een camera op hen richt, gedragen zich echter anders, wat een minder spontane foto oplevert. Straatfotografen die echte 'candid' foto's (argeloos, niet opgemerkt) willen schieten van hun onderwerp, hebben verschillende strategieën tot hun beschikking, bijvoorbeeld:
- Foto's nemen van de achterkant van mensen, bijvoorbeeld terwijl ze voor de fotograaf uitlopen.
- Doen alsof de camera op de achtergrond is gericht, terwijl het eigenlijke onderwerp toch nog binnen het beeldkader valt. Werkt het beste met een groothoekobjectief van 35 mm of een kleinere brandpuntsafstand.
- Een variant op de vorige strategie: scherpstellen op een detail dat zich op ongeveer dezelfde afstand bevindt als de mens(en) die op de foto zouden moeten staan. Vooral met een groothoekobjectief lijkt het alsof de fotograaf iets anders viseert dan de mensen aan de zijkant van zijn beeldkader.
- Met de camera een 'panbeweging' (panoramabeweging) maken en afdrukken wanneer iets interessants gebeurt. Mensen hebben dan niet door dat zij gefotografeerd worden, wat bij een stilgehouden camera wel duidelijk is.
- Een telelens gebruiken, hoewel dit voor puristen geen straatfotografie meer is. Ook hier loopt de fotograaf veel minder kans dat mensen zich van zijn aanwezigheid bewust worden.
- Meer afstand nemen van de te fotograferen mens(en), en nadien een uitsnede van de foto maken. Dit levert met een goede digitale camera niet veel verlies van beeldkwaliteit op, en heeft het voordeel dat het beoogde candidkarakter behouden blijft.
- Ergens op een geschikte locatie postvatten, het beeldkader vooraf bepalen en wachten tot mensen het kader binnenwandelen (bijvoorbeeld in een portaal, achter een hoek of bovenaan een trap).
- Opgaan in de massa en onopgemerkt foto's nemen. Dit kan gemakkelijker op drukke locaties zoals winkelstraten, stadions of metro's. In het algemeen zullen mensen die druk met iets bezig zijn (telefoneren, een discussie, een spel, worstelen met hun paraplu tegen de wind) de fotograaf niet opmerken, ook al staat die vlakbij.

Andere strategieën en technieken, zoals vanaf de heup fotograferen en zonefocussen, kwamen al eerder in het artikel aan bod.

## Ethische overwegingen en portretrecht

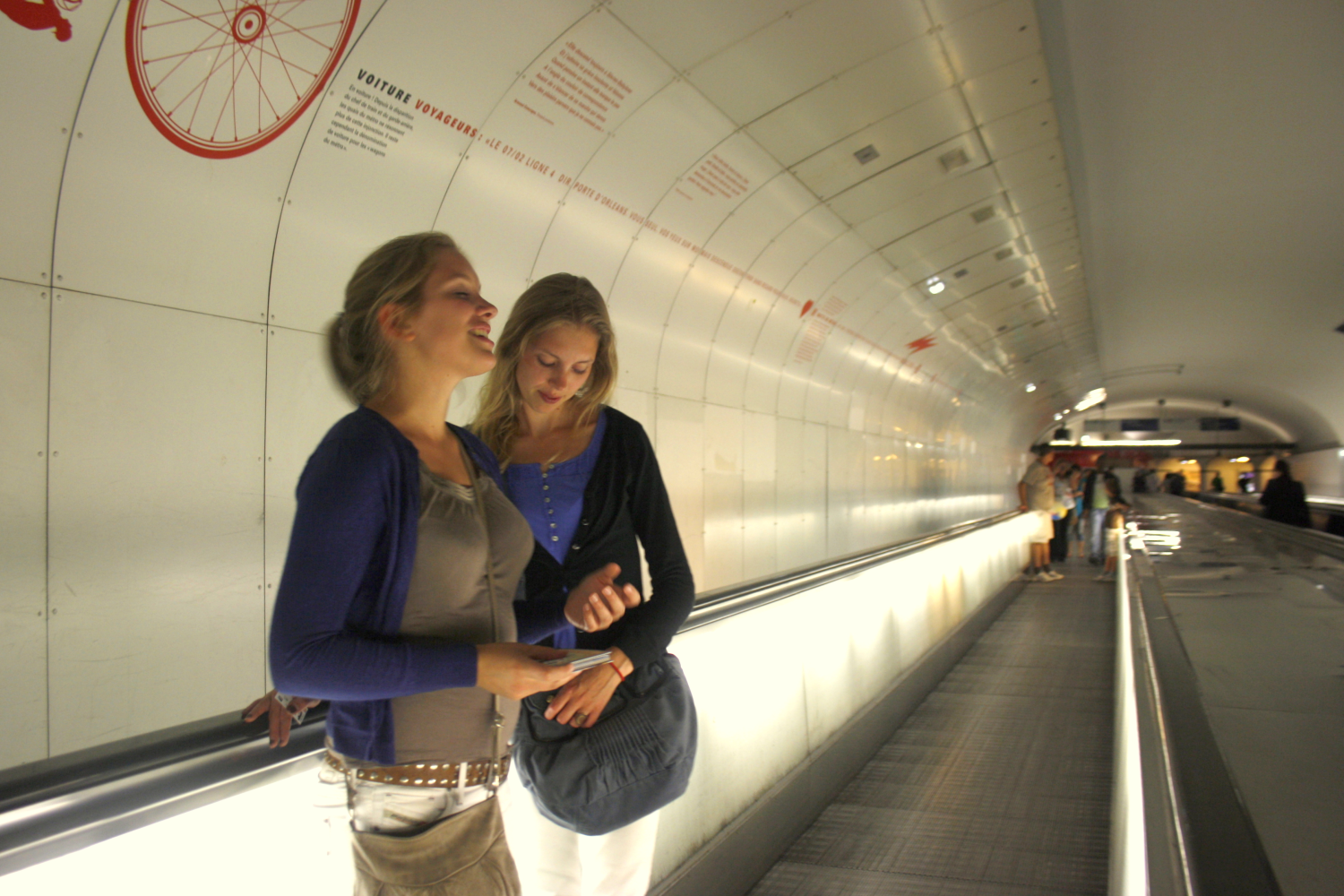
Girltalk in the metro – Wanneer personen herkenbaar in beeld zijn gebracht, kunnen de geportretteerden zich in bepaalde gevallen verzetten tegen publicatie van hun portret.

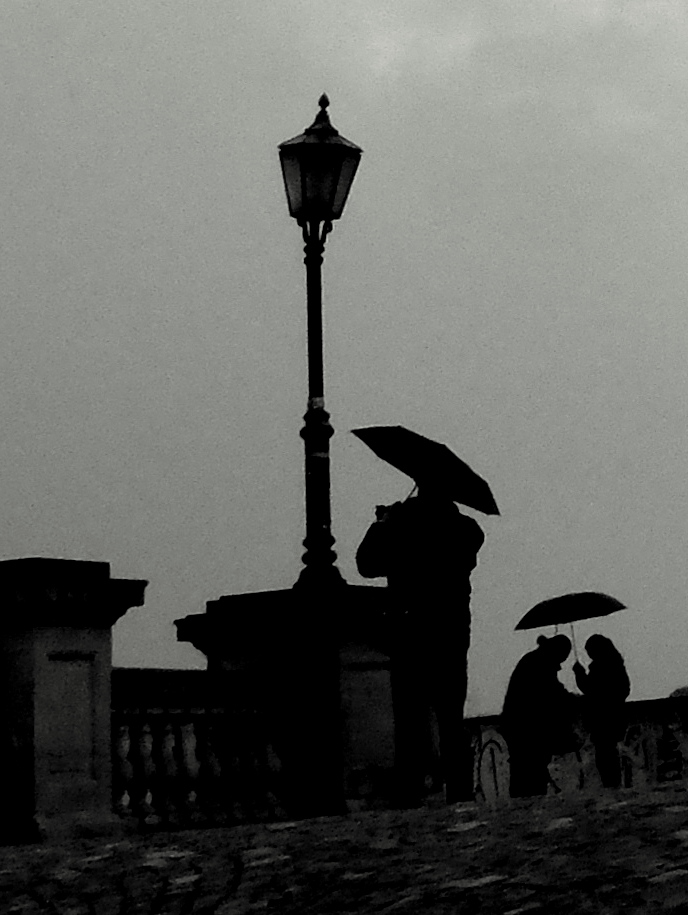
De straatfotograaf kan altijd silhouetten fotograferen, waardoor niemand herkenbaar in beeld wordt gebracht

De ethische kwesties in verband met straatfotografie betreffen hoofdzakelijk inbreuk op de privacy, het negatief uitbeelden van mensen, en het zich toe-eigenen van iemands beeltenis. In feite bestaat er niet zoiets als "de ethiek van de straatfotografie", en in de praktijk zal elke fotograaf voor zichzelf uitmaken of hij "het shot" zal nemen of niet. Bedelaars, gehandicapten en dronkaards mogen dan wel gemakkelijke doelwitten zijn, het wordt door de meeste straatfotografen aangevoeld als het overschrijden van een fatsoensgrens. Een straatfotograaf wil geen paparazzo zijn.
Het recht op vrijheid van meningsuiting van de fotograaf botst hier met het recht op de persoonlijke levenssfeer van degene die hij fotografeert. Het gaat echter niet alleen om recht, er is mogelijk meer aan de hand. In een wereld waar camera's alomtegenwoordig zijn wordt het nemen van een foto niet opgevat als 'het stelen van iemands ziel'. Niettemin suggereert de uitdrukking 'het nemen van een foto' volgens Susan Sontag dat het een daad is waardoor gefotografeerde mensen zich bedreigd voelen omdat ze iets van zichzelf weggeven en symbolisch bezit worden van iemand die hen ziet zoals ze zichzelf nooit zien:
There is something predatory in the act of taking a picture – to photograph people is to violate them, by seeing them as they never see themselves, by having knowledge of them they can never have, it turns people into objects that can symbolically be possessed.— Sontag, S. (2008). On Photography, Penguin, p. 34
Het portretrecht is het recht van een geportretteerde persoon om zich in bepaalde gevallen te verzetten tegen publicatie van zijn portret, en daar vallen ook foto's onder. Dat portretrecht wordt niet in alle landen op dezelfde manier beschreven, zodat het aan te raden is om zich in het land waar men zich bevindt te laten informeren over het nemen van foto's van mensen die men niet kent. Voor de straatfotograaf gaat het meer specifiek over het fotograferen van personen op publieke plaatsen. In Nederland en België is men daar vrij tolerant in, al kan de geportretteerde in bepaalde gevallen wel bezwaar maken tegen het maken van zijn portret.
Het maken van een foto is op zich niet verboden, wel het publiceren ervan: het portretrecht is dus het recht van de geportretteerde om zich te verzetten tegen openbaarmaking van zijn portret. In Nederland maakt men dan nog eens onderscheid tussen de publieke ruimte (de straat), waar het maken van foto's vrij is, en de semipublieke ruimte (bijvoorbeeld een station, winkelcentrum, horecagelegenheden, winkels, een evenement, een museum). Bij die laatste categorie kunnen huisregels gelden, en bepaalt bijvoorbeeld het museum of er foto's mogen worden genomen. Het nemen van foto's van iemands tuin of interieur, die tot de privésfeer behoren, is uiteraard verboden.
In Nederland wordt het portretrecht geregeld in artikelen 20 en 21 van de Auteurswet. Daarin wordt bepaald dat, wanneer de geportretteerde geen opdracht voor een portret heeft gegeven, dient te worden afgewogen of de geportretteerde een "redelijk belang" heeft bij het niet publiceren van het portret. Daarmee wordt gedoeld op foto's die een negatief beeld geven van die persoon, doordat hij bijvoorbeeld in de rosse buurt werd gefotografeerd of dronken over straat liep.
In België is de basis van de regelgeving rond het portretrecht te vinden in de "Wet van 30 juni 1994 betreffende het auteursrecht en naburige rechten". Je hebt iemands toestemming nodig om zijn foto te mogen nemen wanneer hij als herkenbare persoon wordt afgebeeld; bij minderjarigen moet een van de ouders of de voogd die toestemming geven. Dit geldt evenals in Nederland met name in geval van publicatie.
De meeste straatfotografen klikken er lustig op los zonder zich veel zorgen te maken over eventuele reacties van hun "onderwerp". Bij boze blikken kan een glimlach van de fotograaf de lont uit het kruitvat halen, maar er zijn situaties waarin charme niet helpt en het beter is om de foto te verwijderen als de betrokken persoon daar om vraagt.
Toestemming vragen kan mondeling of schriftelijk. Hoewel het vragen van toestemming om iemands foto te maken op straat niet verplicht is, kan het geen kwaad om als straatfotograaf een vrijwaringsformulier op zak te hebben, dat samen met de gefotografeerde persoon kan worden ondertekend. Er wordt dan specifiek afgesproken waar en op welke manier (bijvoorbeeld voor een reportage, publicatie of tentoonstelling) het portret openbaar gemaakt mag worden.

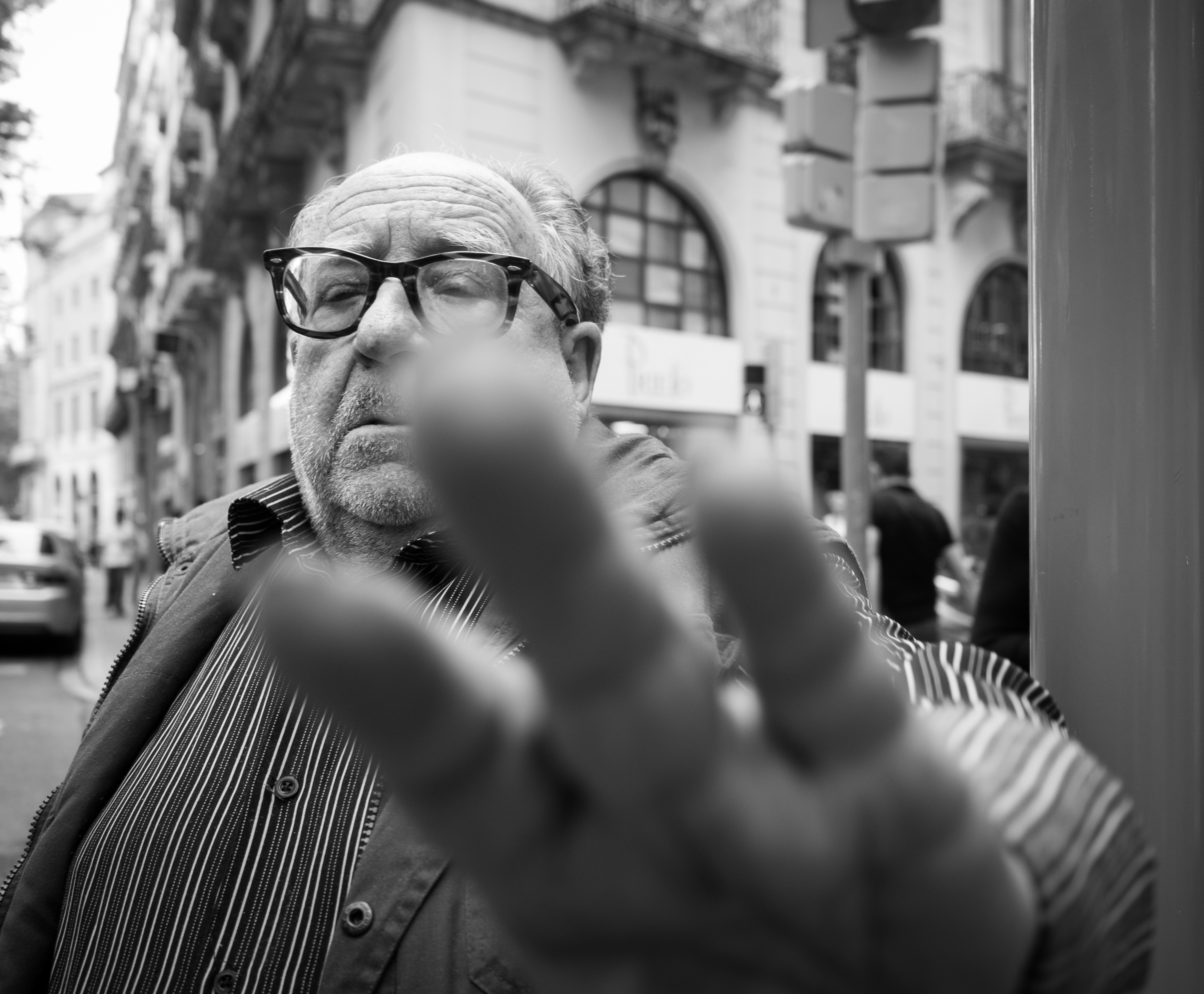
"No Photo..." Duidelijker kan niet
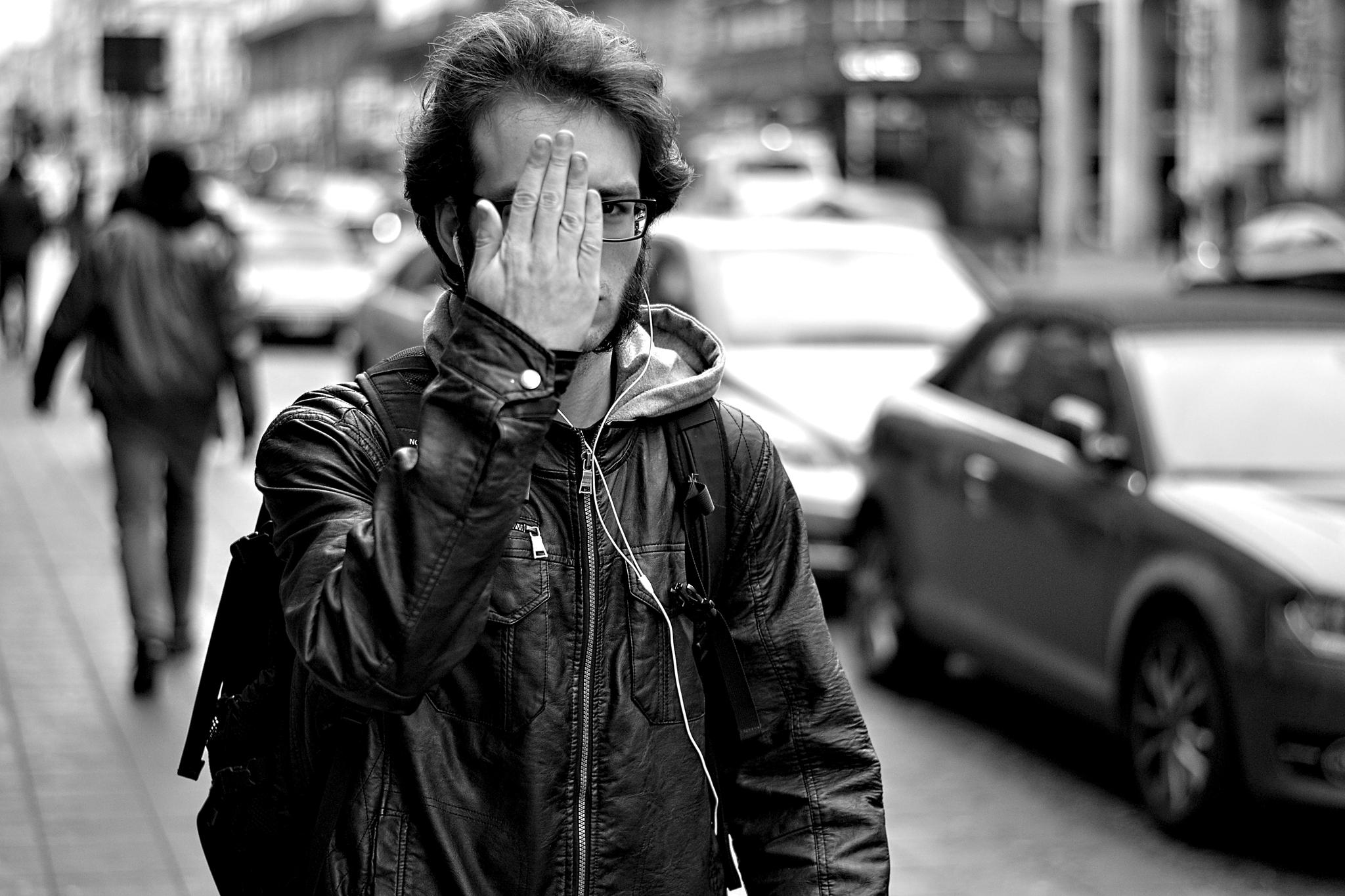
"Half"
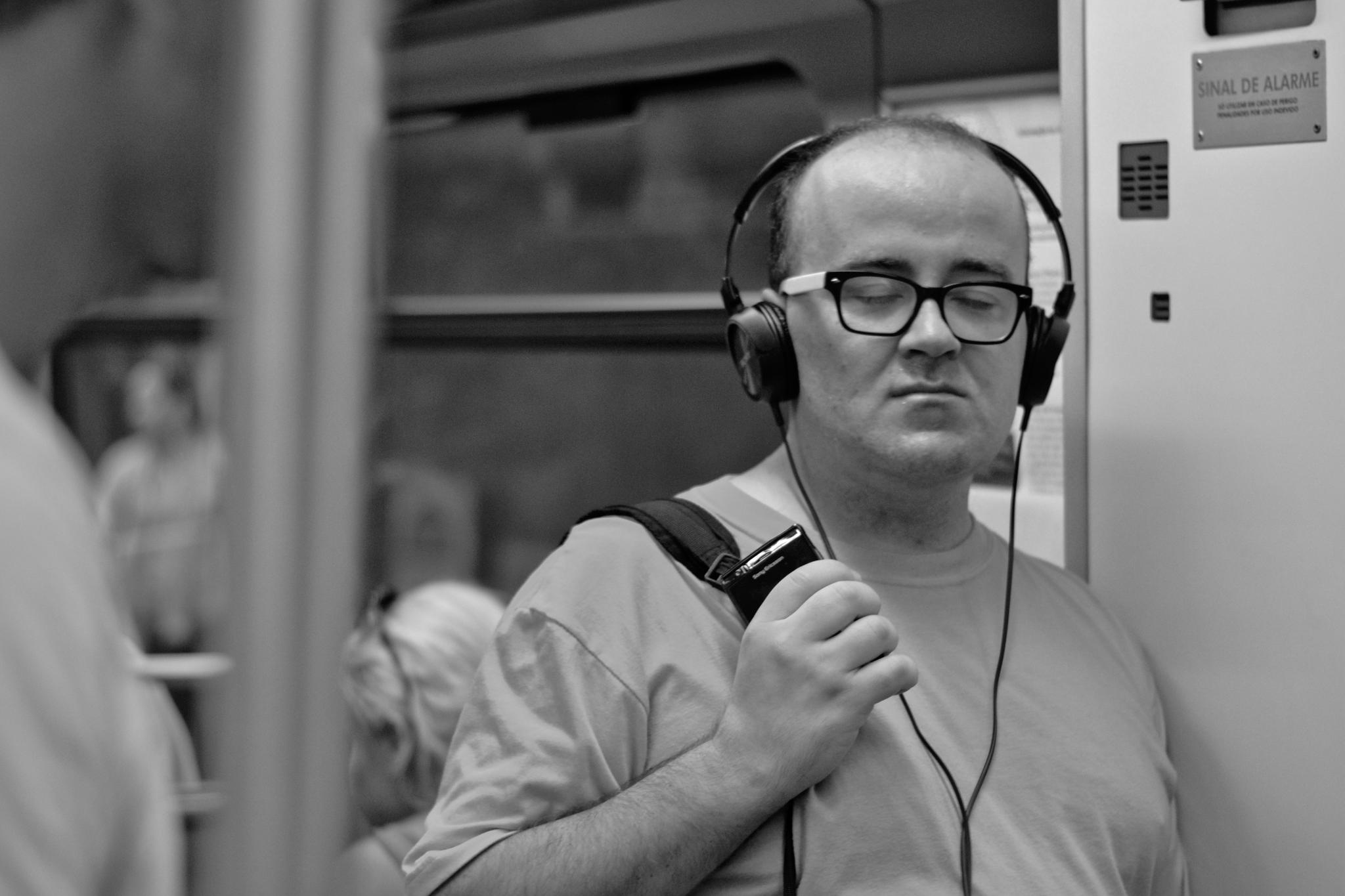
"Sound the alarm" Iemand die zich van niets bewust is

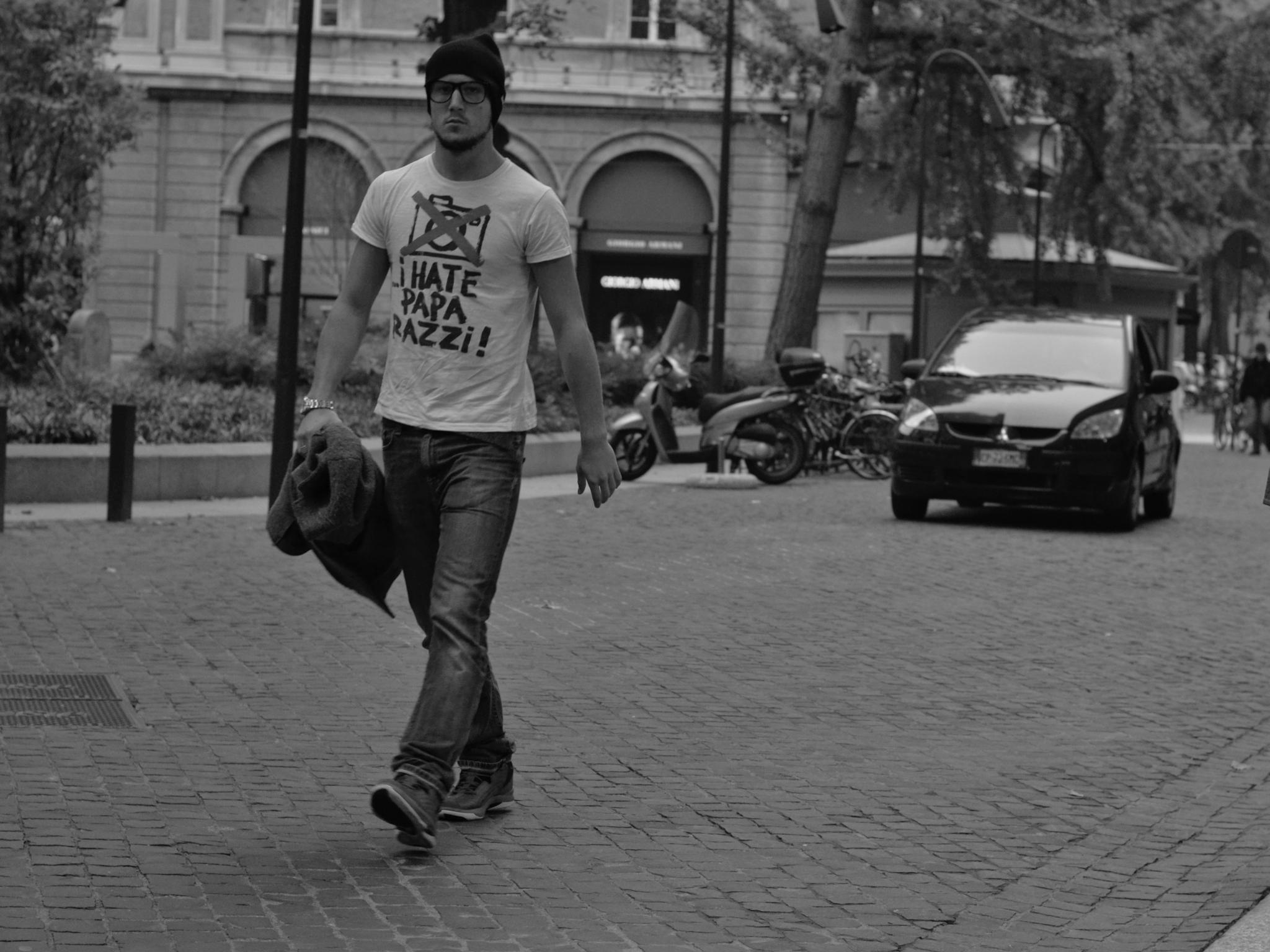
"I HATE PAPARAZZI!" Duidelijke afwijzing
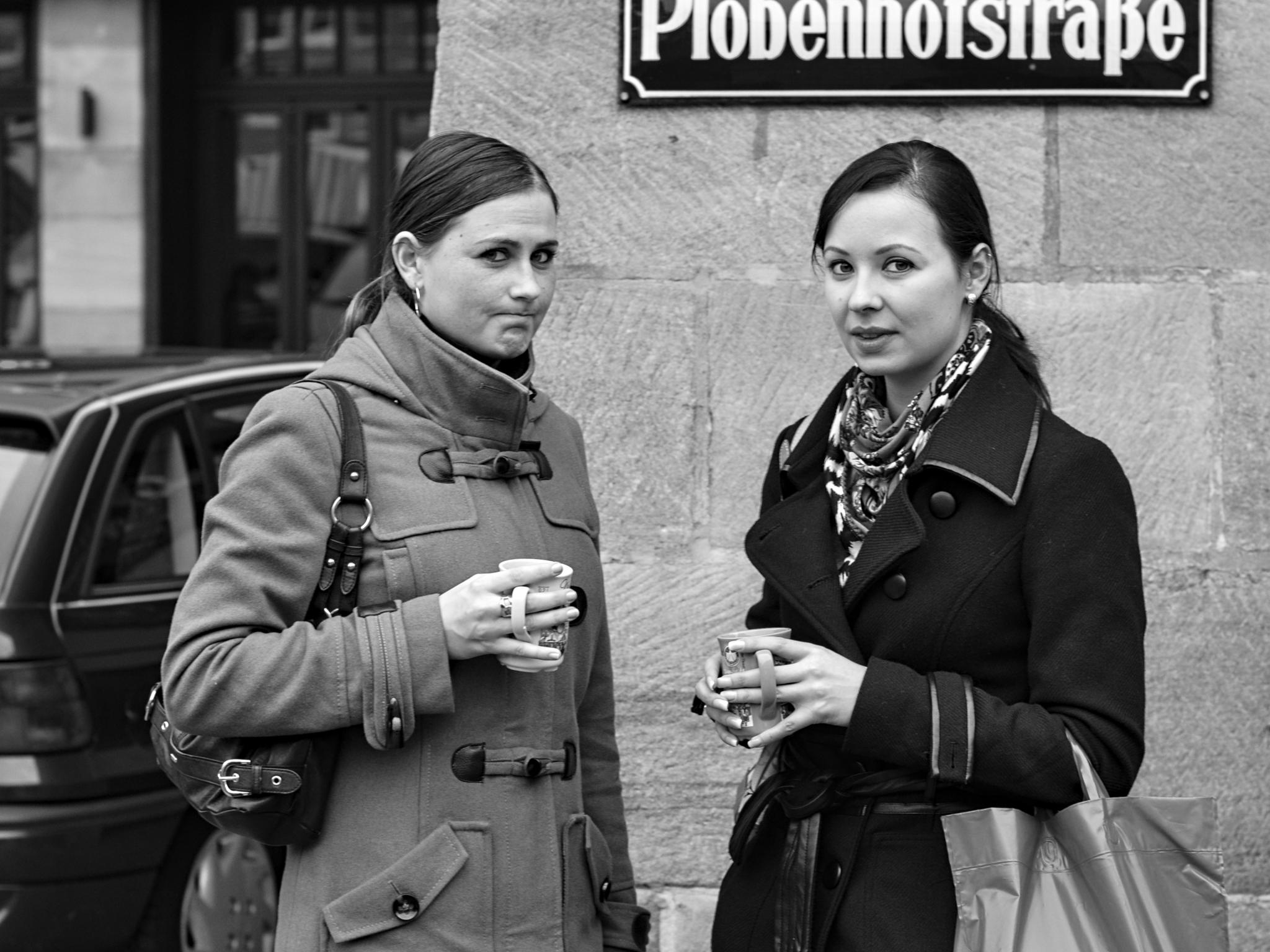
"Street coffee", lichtjes afwijzend
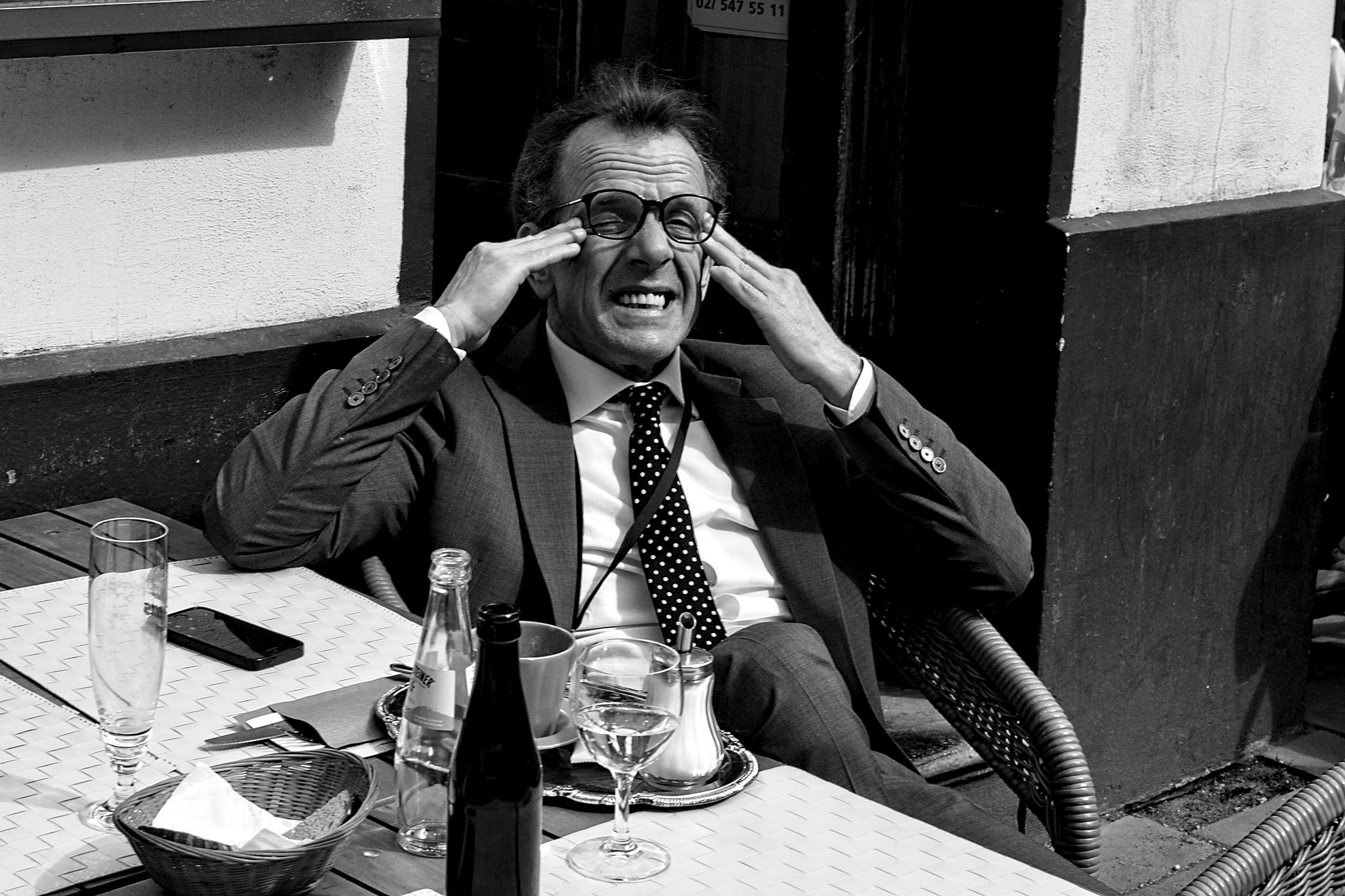
Zou de man deze foto appreciëren?

## Verwante genres en technieken
Een enkele foto kan binnen verschillende fotografische genres vallen. Zo kan de foto van Dorothea Lange hieronder bijvoorbeeld opgenomen worden in een artikel over straatfotografie of over sociaal-documentaire fotografie, en veel foto's van Cartier-Bresson kunnen gelabeld worden als bijvoorbeeld persfotografie, candidcamerafotografie of straatfotografie. De aan straatfotografie meest verwante genres worden hieronder kort behandeld.

### Sociale fotografie

Sociale fotografie – Werkloze man voor een winkel
Foto: Dorothea Lange

Sociale fotografie of sociaal-documentaire fotografie is een maatschappijkritische richting van de fotografie die het leven van kansarme mensen documenteert. Met de straatfotograaf heeft de sociale fotograaf zijn biotoop – de publieke ruimte – en zijn onderwerp, het dagelijkse leven van gewone mensen gemeen. Sociale fotografie is echter een betrokken fotografie, wat bij straatfotografie veel minder het geval is. Reeds op het einde van de 19e eeuw brachten Jacob Riis en Lewis Hine de camera in stelling tegen sociale onrechtvaardigheid door Amerikanen in de marginaliteit in beeld te brengen. Zo documenteerde Jacob Riis in 1890 de levensomstandigheden van de werklozen en daklozen in New Yorkse achterbuurten ("How the Other Half Lives"). Tijdens de Grote Depressie documenteerden Walker Evans, Dorothea Lange en Gordon Parks de toestand van de arme boeren in de VS. Sinds de late jaren 1970 wordt ook sociaal-documentaire fotografie tentoongesteld in kunstgaleries.

### Persfotografie
Persfotografie of fotojournalisme verzamelt en presenteert nieuwsmateriaal voor de geschreven pers of voor andere media. Persfotografie bloeide vanaf de jaren twintig vanwege de groeiende vraag naar foto's om tijdschriften te illustreren. Dat persfotografie veel gemeen heeft met documentaire fotografie wordt geïllustreerd door het feit dat foto's van beide fotografievormen vaak naast elkaar worden tentoongesteld. Fotojournalistiek onderscheidt zich van verwante takken van de fotografie (zoals documentaire fotografie, sociaal-documentaire fotografie, straatfotografie of celebrityfotografie) door te voldoen aan een strenger ethisch kader dat van het werk eist dat het zowel eerlijk als onpartijdig is.

### Documentaire fotografie

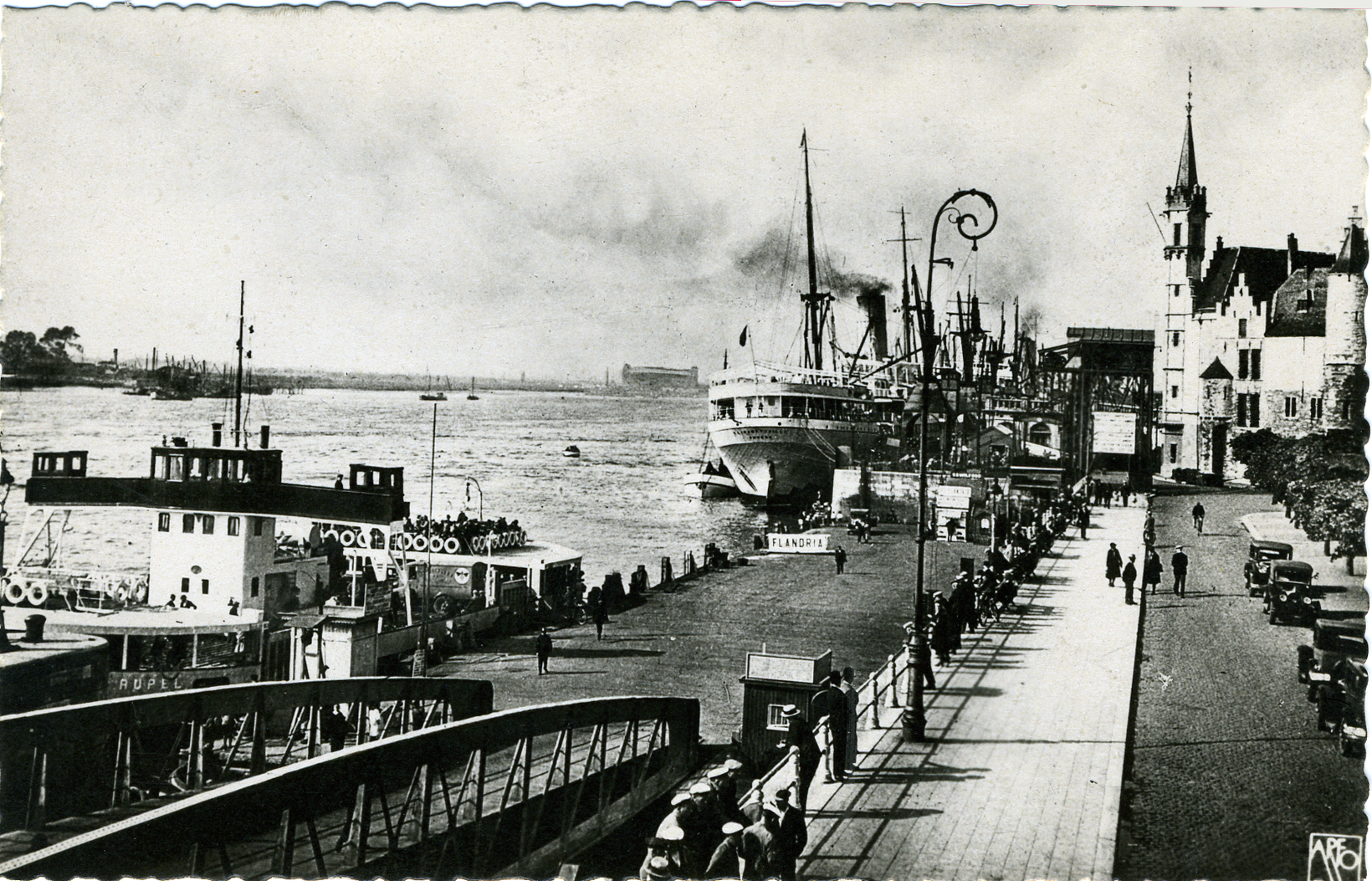
Documentaire fotografie – Antwerpse kade in de jaren 1930

Documentaire fotografie verwijst naar een vorm van fotografie die zowel belangrijke historische gebeurtenissen als het dagelijkse leven documenteert. De fotograaf probeert waarheidsgetrouwe en objectieve foto's te maken van een bepaald onderwerp. Bij straatfotografie is het onderwerp mensen, en bij documentaire fotografie, die over zowat alles kan gaan, is dit geen vereiste. Een ander verschil is dat straatfotografen gewoon door de straten dwalen en hun omgeving observeren, in de hoop dat er iets zal gebeuren. Ze zijn reactief en spontaan, en werken zonder opdracht of agenda. Omgekeerd heeft de documentaire fotograaf wel een agenda die bepaalt wat zal worden gefotografeerd. Zo documenteerde bijvoorbeeld Eugène Atget in 1898 met zijn foto's de infrastructuur van het oude Parijs.

### Urban exploring

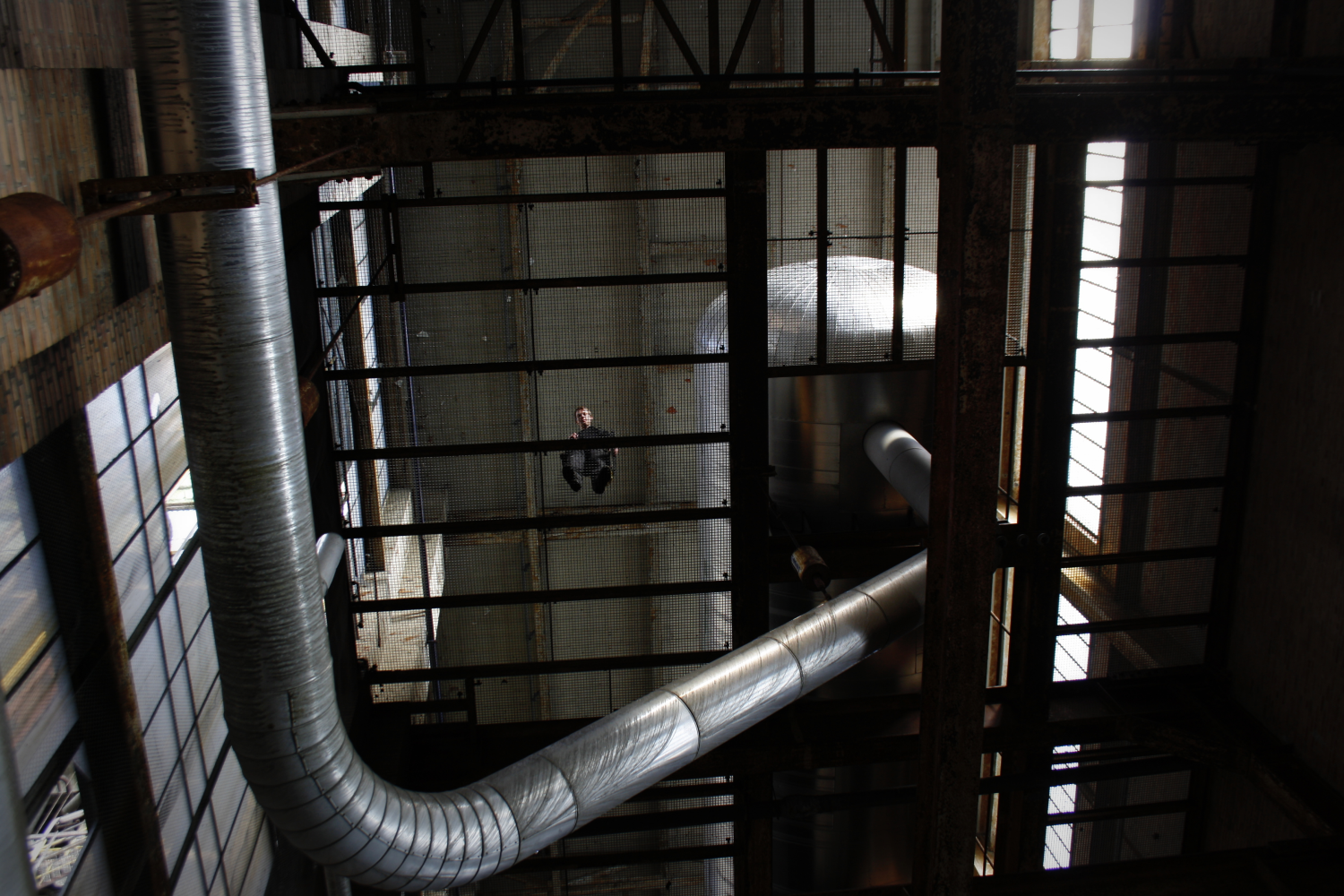
Urban exploring

Bij urban exploring (stedelijke exploratie), een andere vorm van straatfotografie, bezoekt de fotograaf verlaten gebouwen en omgevingen die doorgaans voor het publiek niet opengesteld, moeilijk toegankelijk of verborgen zijn zoals ruïnes, verlaten fabrieken, riolen en catacomben. Meer specifiek wordt er gesproken over urban spelunking (exploratie van spelonken), urban rock climbing (rotsklimmen), urban caving (verkenning van grotten), en building hacking (het kraken van verlaten gebouwen). Urban exploring is controversieel, niet alleen omdat het vaak illegaal is, maar ook omdat het gevaarlijk is. De urban explorer kan te maken krijgen met instabiele structuren, onveilige vloeren, gebroken glas, schadelijke chemicaliën en andere gevaarlijke stoffen.

### Candid camera

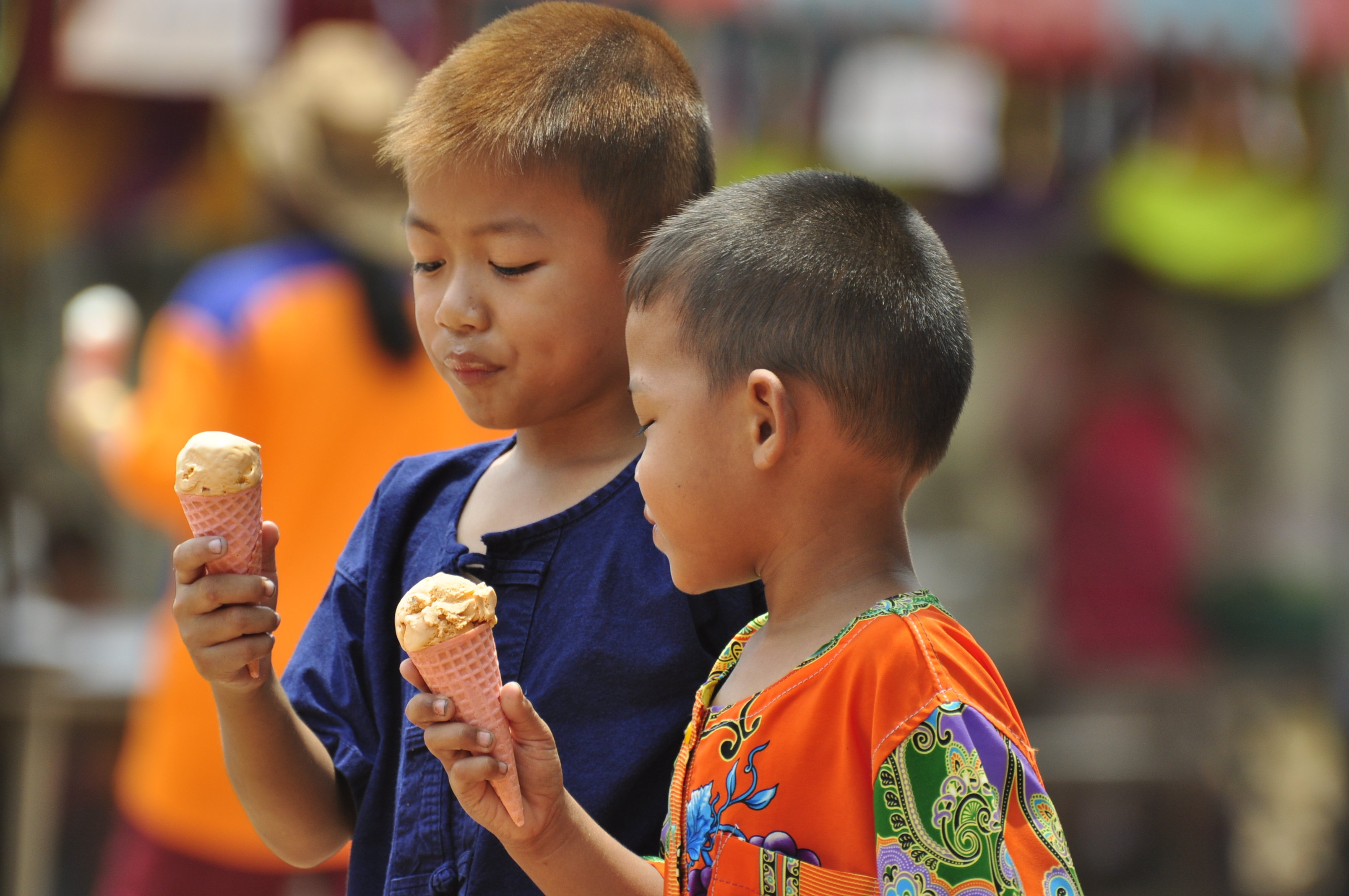
Een 'candid' foto van twee Thaise jongens die een ijsje eten

candidcamerafotografie, in het Engels "candid photography" heeft ook veel gemeen met straatfotografie, dat er als een subcategorie van kan worden gezien. Henri Cartier-Bresson is met evenveel recht een candid camerafotograaf te noemen als een straatfotograaf. De overeenkomsten springen duidelijk in het oog: beide hebben een voorkeur voor lichte, snelle camera's en zwart-witfilm, en trachten een bijzonder moment vast te leggen. Het verschil zit hem om te beginnen in de keuze van onderwerpen: straatfotografie beperkt zich tot publieke plaatsen, terwijl onder candidcamerafotografie bijvoorbeeld ook binnenhuisopnamen vallen. Straatfotografie zit meer in de traditie van de fotoreportage, en tracht via beelden een bepaalde visie te tonen op de maatschappij. De beste straatfotografie is kritisch en reflectief, en levert een vorm van sociale commentaar die volledig ontbreekt bij alledaagse 'candid' opnames. De grens die tussen reportagefotografie, straatfotografie en candidcamerafotografie wordt getrokken zal bij fotografen met een visie die kwalitatief hoogstaande foto's maken echter veelal vaag zijn.

### Lomografie

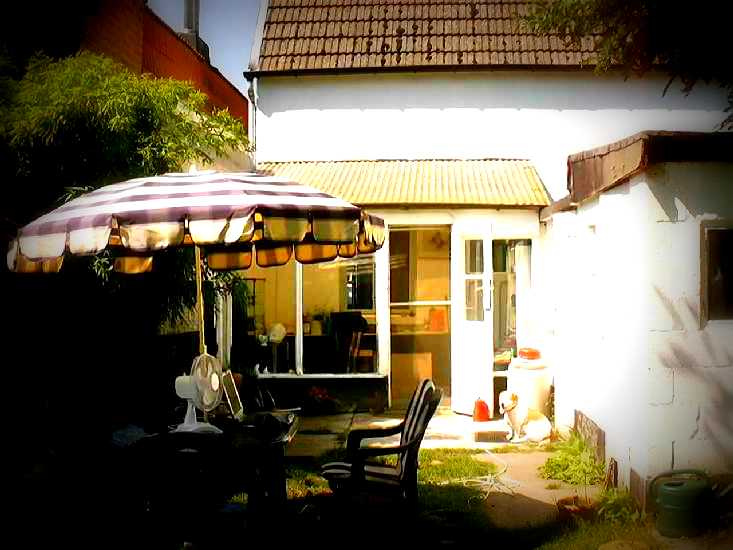
Lomografie-effect met Picasa

Lomografie is een fotografische stijl en techniek uit begin jaren negentig van de 20e eeuw die sterk verwant is met straatfotografie en toch een eigen karakter heeft. De experimenteel ingestelde "lomografen" hechten geen belang aan scherpte, juiste kleuren en compositie. In plaats daarvan proberen zij sterke beelden te scheppen door bijvoorbeeld te werken met camera’s van slechte kwaliteit (bij voorkeur de analoge Lomo LC-A met een Russisch 32mm-objectief uit de jaren tachtig). Een van de andere mogelijke technieken die vaak wordt aangewend is crossprocessing, waarbij films ontwikkeld worden in een oplossing die eigenlijk voor andere types films bedoeld is. Lomografen laten veel aan het toeval over, hun kleuren zijn intens verzadigd, de compositie is naar traditionele esthetische maatstaven fout, en het beeld is vervormd en onscherp aan de randen, over- of onderbelicht met sterke vignettering, maar lomografie blijkt geen eendagsvlieg te zijn en de Lomo-gemeenschap blijft wereldwijd groeien. Moderne digitale camera's spelen hierop in en voorzien soms een "lomo-effect"; hetzelfde effect kan in de naverwerking van de foto met software worden bereikt.

## Beroepsmogelijkheden

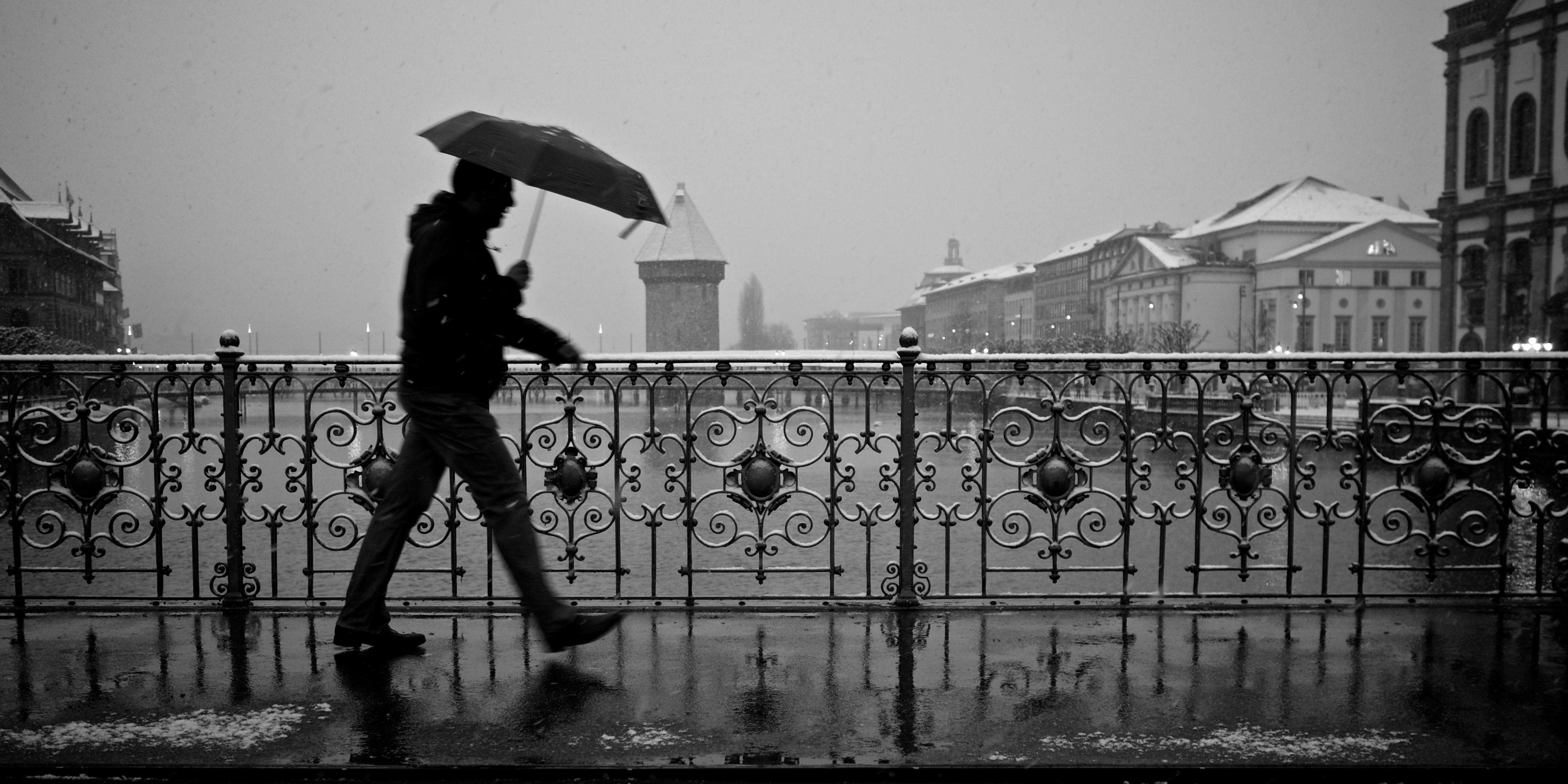
Guy with an umbrella battling rain and snow on a bridge. Foto van Thomas Leuthard, een bekend straatfotograaf die zijn werk publiceert onder een Commons-licentie.

De carrièremogelijkheden als straatfotograaf zijn beperkt, zeker voor wie er veel geld mee wil verdienen. Leuthard merkt op dat zeer getalenteerde fotografen onbekend blijven omdat ze niet over de nodige marketingvaardigheden beschikken. Een goede marketing houdt onder meer in dat tijd moet worden gestoken in online gemeenschappen over straatfotografie, discussies en presentatie van eigen werk. Om als "straatfotograaf" met een eigen stijl bekend te raken, kan vanuit marketingoverwegingen ook overwogen worden om geen foto's in andere genres te publiceren.
Omdat rijk worden met straatfotografie onrealistisch is, dient men er volgens Leuthard voor te zorgen om zo veel mogelijk mensen te bereiken, en dat kan bijvoorbeeld door de gemaakte foto’s vrij te geven onder een van de Creative Commons-licenties met verplichte naamsvermelding. Eens bekend, is het makkelijker om prints te verkopen en bijvoorbeeld geld te verdienen met workshops en boeken over straatfotografie.

## Publicatiemogelijkheden
In het internettijdperk weten veel straatfotografen bekendheid te verwerven met uitgebreide, drukbezochte blogs over straatfotografie. Verder zijn er websites die zich speciaal richten op straatfotografie waar bezoekers hun eigen foto's kunnen uploaden.
Op straatfotografie.nl, een website over straatfotografie, is een lijst te vinden met Nederlandstalige straatfotografen.
Daarnaast bestaan er verschillende foto-opslagdiensten. Een van de bekendste is Flickr, waar onder meer het platform Dutch Street Photographers voor Nederlandse straatfotografen te vinden is, en een groep Belgium Street Photography voor Belgische straatfotografie. De doelgroep van de online fotografiegemeenschap 500px bestaat zowel uit hobby- als professionele fotografen. Leden worden aangemoedigd hun beste werk te uploaden; een van de groepen waar men lid van kan worden is Street Photography.
Het platform dat voor het ogenblik het meest gebruikt wordt voor het uploaden en delen van foto's die met een mobieltje zijn gemaakt is Instagram, voor zowel iPhone als Android-toestellen. De combinatie mobieltje met fotobewerkingsapp en fotosharingdienst trekt veel moderne straatfotografen aan. Enkele bekendere straatfotografen die deze mobiele manier van werken hebben omarmd, zijn Anton Kawasaki (iPhone), Sion Fullana (iPhone), Misho Baranovic (iPhone), auteur van iPhone Photography: How to Shoot, Edit and Share Great Photos, Richard Koci Hernandez (een van de bekendste "iphoneografen") en straatfotografe Benedicte Guillon (iPhone). Opmerkelijk is dat fotografen die met een mobieltje fotograferen een duidelijke voorkeur hebben voor de iPhone, hoewel ook andere camera's vaak goede prestaties leveren. Een sterk punt van de iPhone is dat er uitstekende apps voor te verkrijgen zijn die de mogelijkheden van de iPhone-camera aanzienlijk uitbreiden.

## Recente ontwikkelingen
Een vrij recente ontwikkeling is de rol die de sociale media spelen. Iedereen kan nu snel zijn foto’s uploaden naar een fotosharingwebsite om ze tentoon te stellen en te laten beoordelen door anderen. Digitale camera's worden alsmaar compacter, maar ook de huidige mobieltjes zoals de iPhone beschikken over volwaardige camera's die steeds meer door straatfotografen en andere hobbyisten worden gebruikt. Smartphonecamera's worden steeds beter, en meer en meer mensen maken de overstap van een compactcamera of reflextoestel naar een high-endsmartphone. Straatfotografie is veel minder een eenzame bezigheid geworden en het mobieltje komt tegemoet aan die behoefte om steeds 'verbonden' te zijn en bijvoorbeeld snel een foto te kunnen posten en erover te twitteren. Sommige analisten voorspellen dan ook dat de 'gewone' digitale camera als kiekjestoestel gedoemd is tot verdwijnen, of een nog veel kleiner marktaandeel zal krijgen. Producenten van compactcamera's binden de strijd aan met de smartphones door het op de markt brengen van camera's met grotere sensors waarvan de foto's niet moeten onderdoen voor die van systeemcamera's of spiegelreflexen. Zoals eerder al gezegd, zijn ook heel wat hedendaagse straatfotografen zoals de iphoneografen gevallen voor de mogelijkheden van de moderne smartphone.
De democratisering van de fotografie als vrijetijdsbesteding begon met de introductie van de boxcamera, en sindsdien zijn de camera's steeds gebruiksvriendelijker en, vooral, goedkoper geworden. De toename van het aantal camera's in het straatbeeld betekent dat iedereen nu potentieel een '(straat)fotograaf' is. Meer en meer amateur- en beroepsfotografen richten zich dan ook geheel of gedeeltelijk op dit fotografiegenre. Ondanks het rebelse imago blijft straatfotografie al met al een vrij traditionalistisch genre waarin beginnende liefhebbers voortbouwen op wat ze van de 'meesters' kunnen leren: zwart-wit blijft de eerste keuze, evenals een compactcamera met groothoekobjectief.
Mensen zijn sociale wezens die geïnteresseerd naar het leven van anderen kijken. Straatfotografie speelt in op deze behoefte doordat ze mensen toont in een onbewaakt moment. De echte uitdaging in straatfotografie is om het gewone er ongewoon te laten uitzien, iets essentieels uit het triviale te halen, en op die manier een eigen visie op de werkelijkheid uit te drukken.

## Nederlandse leerboeken
- Freeman, Michael, Digitale straatfotografie, Librero, 2014, ISBN 978-90-8998-399-2
- Hengeveld, Job en De Jonge, Willemijn, Straatfotografie handboek, een uitgave van Fotografen Federatie over het portretrecht in Nederland, 2013